# عمرو بن العاص
أبو عبد الله عَمْرو بن العاص بن وائِل السَّهْمِي القرشي الكناني (47 ق هـ أو 45 ق هـ / 575م أو 577م - 43 هـ / 664م)، صحابي وقائد عسكري مسلم، وأحد القادة الأربعة في الفتح الإسلامي للشام، وقائد الفتح الإسلامي لمصر، وأول والٍ مسلم على مصر بعد فتحها.
كان عمرو من سادة قريش في الجاهلية، فأبوه هو العاص بن وائل السهمي، وكان يحترف التجارة، فقد كان يسافر بتجارته إلى الشام واليمن ومصر والحبشة. كما كان من فرسان قريش. أرسلته قريش إلى أصحمة النجاشي ملك الحبشة ليرد عليهم من هاجر من المسلمين إلى بلاده. حضر عمرو بن العاص غزوة بدر مع قريش ضد المسلمين، ثم حضر غزوة أحد، ثم غزوة الخندق. ولمّا عادت قريش إلى مكة بعد صلح الحديبية ذهب إلى الحبشة عند أصحمة النجاشي، فوجده اعتنق الإسلام، فاعتنق الإسلام هناك على يد النجاشي في السنة الثامنة للهجرة، ثم أخذ سفينة متجهًا إلى المدينة المنورة، فالتقى في الطريق بخالد بن الوليد وعثمان بن طلحة، فدخل ثلاثتهم المدينة المنورة في صفر عام 8 هـ معلنين إسلامهم. وحينها قال الرسول: «إن مكة قد ألقت إلينا أفلاذ كبدها».
بعد إسلامه أرسله النبي في سرية إلى ذات السلاسل في جمادي الآخرة سنة 8 هـ، ثم في سرية أخرى لهدم صنم سواع في رمضان سنة 8 هـ، بعد فتح مكة. وفي شهر ذي الحجة سنة 8 هـ، بعثه النبي إلى ملكي عمان جيفر وعباد ابني الجلندي بكتاب يدعوهما إلى الإسلام، وبعد إسلامهم عيَّنه النبي واليًا على الزكاة والصدقات بها، وظل هناك سنتين تقريبًا حتى وفاة النبي.
استعمله أبو بكر قائدًا عسكريًّا في حروب الردة، ثم وجَّهه لفتح فلسطين على رأس ستة أو سبعة آلاف مقاتل. فبدأ المناوشات في فلسطين، والتقى تحت قيادة خالد بن الوليد في معركة أجنادين، وشارك في معركة فحل وحصار دمشق، وكان على رأس الميمنة في معركة اليرموك. ثم فتح سبسطية ونابلس، واللد ونواحيها ويبنى وعمواس وبيت جبرين، ثم هبط جنوبًا ففتح رفح، وعسقلان، وكان قد فتح غزة في عهد أبي بكر، وحاصر قيسارية، وبدأ حصار بيت المقدس ثم انضم إليه أبو عبيدة بن الجراح، فأصبح تحت قيادة أبي عبيدة. ولما أُصيب أبو عبيدة في طاعون عمواس استخلفه على الشام.
عرض عمرو على الخليفة عمر بن الخطاب فتح مصر وطلب السماح له بالمسير إليها، فسار إليها ففتح العريش، حتى وصل إلى الفرما، ثم سار إلى بلبيس، وفتح خلال سيره سنهور وتنيس. وطلب من عُمر المدد فأرسل له فرقة بقيادة الزبير بن العوام، ثم سيطروا على إقليم الفيوم. وعسكر في عين شمس، جرت معركة عين شمس، وحاصر حصن بابليون حتى سقط في أيديهم في 21 ربيع الآخر 20 هـ، وأعطى أهل مصر الأمان. ثم ذهب لفتح الإسكندرية، وحاصرها وانتهى باتفاق صلح، وخرج منها البيزنطيون في 1 محرم 21 هـ، وأعطى أهلها الأمان. وأصبح عمرو أوّل والٍ مسلم على مصر، وأنشأ مدينة الفسطاط، وبنى فيها أول جامعٍ في مصر عُرف باسمه لاحقًا.
عزله الخليفة عثمان بن عفان عن ولايةِ مصر سنة 24 هـ، وبعد مقتل عثمان طالب بالثأر لدمه، وكان في صف معاوية بن أبي سفيان، وأحد قادة قواته في وقعة صفين، وممثل طرف معاوية في التحكيم بعد المعركة. وتولى ولاية مصر مرة أخرى في عهد معاوية. توفي ليلة عيد الفطر سنة 43 هـ في مصر وله من العمر ثمانية وثمانون عامًا، ودفن قرب المقطم. عُرف عمرو بالدهاء والذكاء والفطنة قبل الإسلام وبعده، حتى وُصف بأدهى العرب أو «داهية العرب». كما اشتهر عمرو ببلاغته وفصاحته، ورصانة شعره، وله من الخطب الكثير. وروى عددًا قليلًا من الأحاديث النبوية تبلغ حوالي أربعين حديثًا.

## نسبه

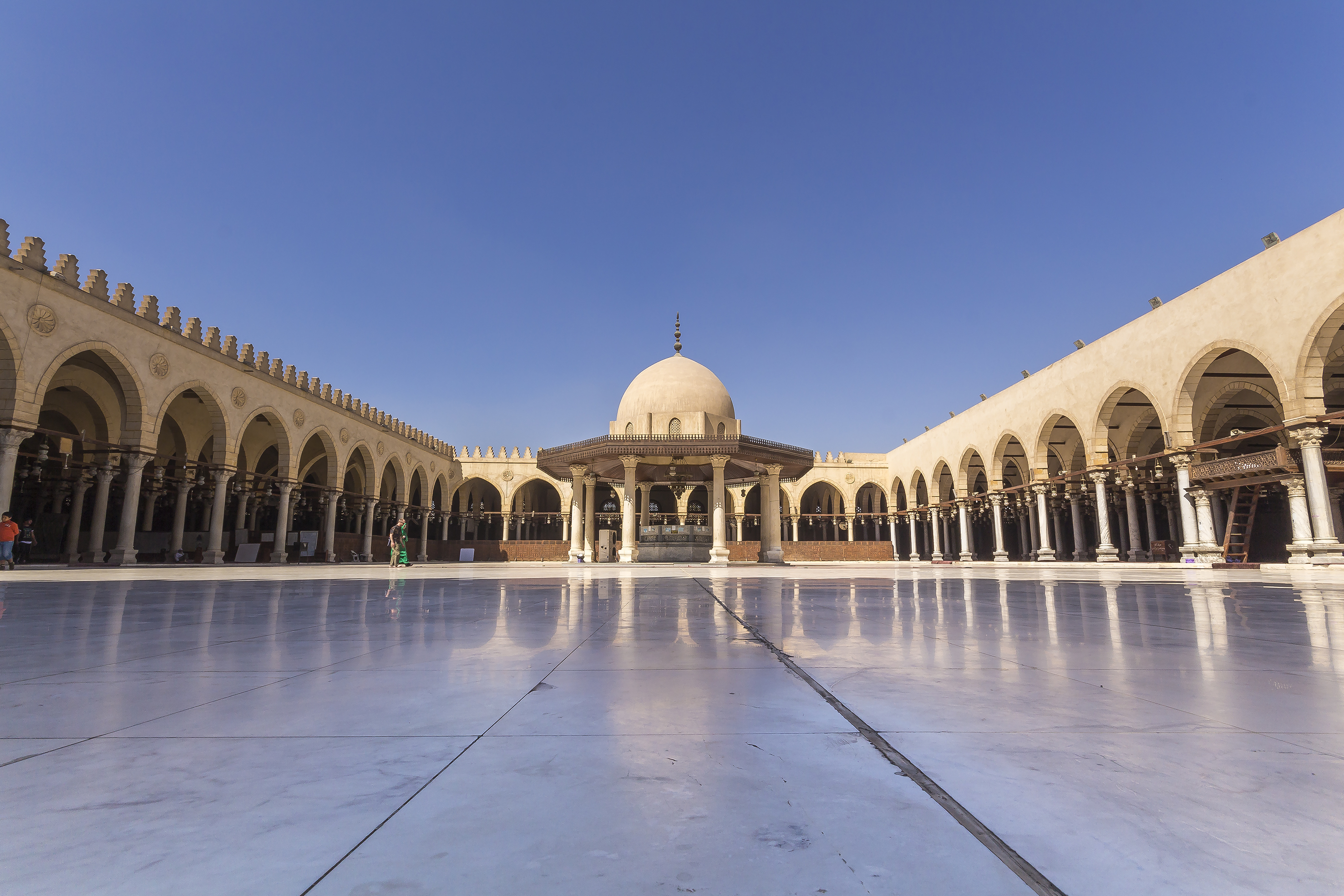
باحة مسجد عمرو بن العاص.

- هو: عمرو بن العاص بن وائل بن هاشم بن سعيد بن سهم بن عمرو بن هصيص بن كعب بن لؤي بن غالب بن فهر بن مالك بن النضر،[2][3] بن كنانة بن خزيمة بن مدركة بن إلياس بن مضر بن نزار بن معد بن عدنان.[4]
- أمه: النابغة من عنزة ويُختلف في اسمها فقيل: النابغة بنت خزيمة بن الحارث بن كلثوم بن حريش بن سواءة من بني عمرو بن عبد الله بن خزيمة بن الحارث بن جلان بن عتيك بن أسلم بن يذكر بن عنزة بن أسد بن ربيعة بن نزار بن معد بن عدنان.[5] وقيل اسمها سلمى بنت حرملة ولقبها النابغة، وقد أصابتها رماح العرب في أحد حروب الجاهلية، فبيعت بعكاظ، فاشتراها الفاكه بن المغيرة المخزومي القرشي، ثم اشتراها منه عبد الله بن جدعان التيمي القرشي، ثم صارت إلى العاص بن وائل السهمي القرشي.[6] قال الزبير بن بكار: أمه سبية يقال لها النابغة من عنزة، وأخوته لأمه: عروة بن أثاية العدوي القرشي - وكان عروة من مهاجرة الحبشة -، وزينب بنت عفيف بن أبي العاص، وعقبة بن نافع بن عبد القيس الفهري القرشي.[7]
- يكنى أبا عبد اللّه، وقيل: أبو محمد.[2]
- أخوه: هشام بن العاص، وأمه: أم حرملة بنت هشام المخزومية أخت أبي جهل.[8]

## مولده ونشأته

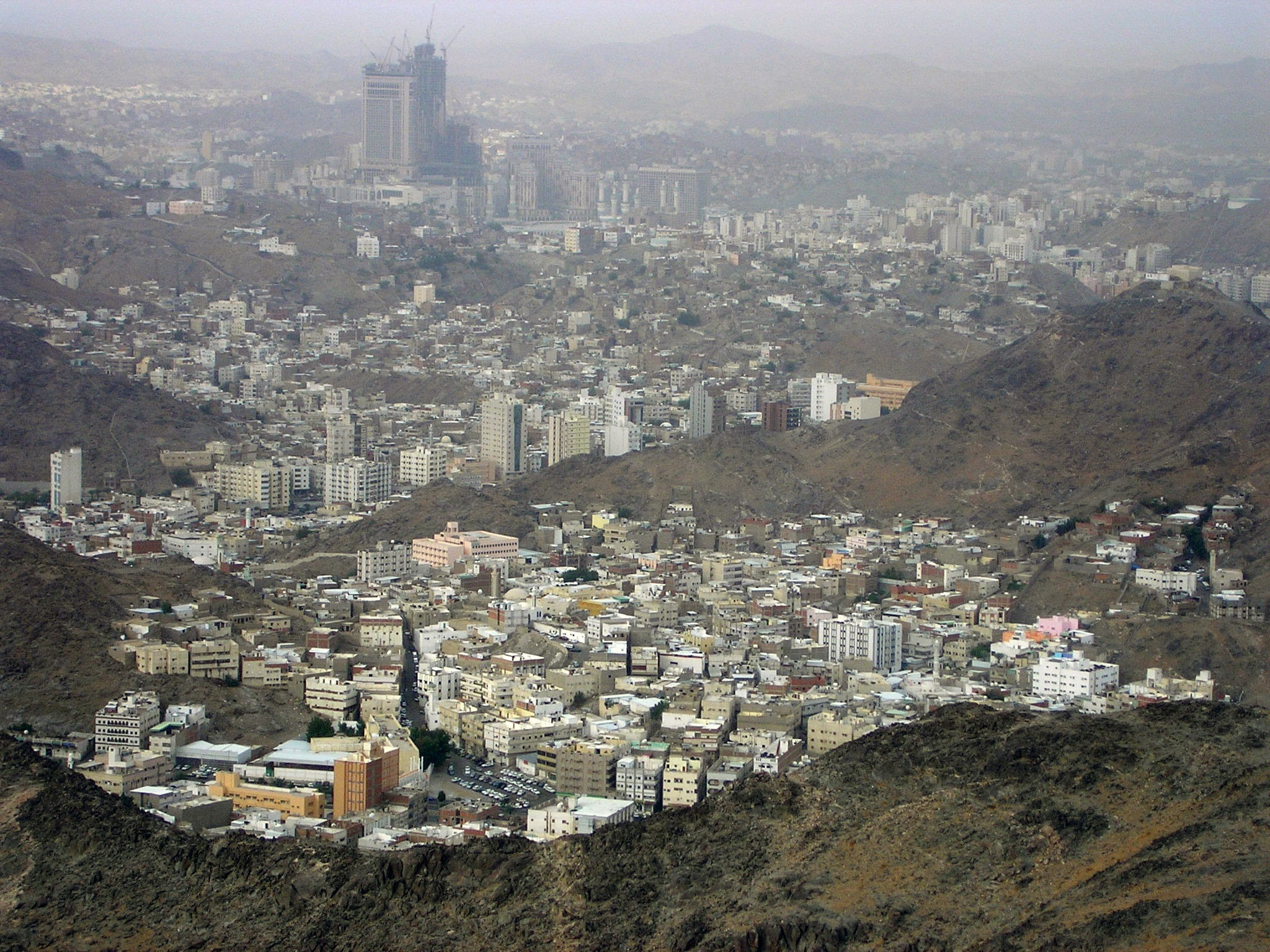
منظر كاشف لمكة من على متن جبل النور.

يختلف المؤرخون في زمن مولد عمرو بن العاص، وهو راجع إلى الاختلاف في سنة وفاته وعمره حين توفى، فذكر ابن حجر العسقلاني أنه كان عمره ليلة وُلد عمر بن الخطاب سبع سنين، ومات بعد عُمر بعشرين سنة، ويُروى عنه أنه قال: «إني لأذكر الليلة التي ولد فيها عُمر». وحسب هذه الرواية يكون ميلاد عمرو بن العاص سنة 47 ق هـ / 575م.:31 بينما ذكر شمس الدين الذهبي أنه أسنّ من عُمر بخمس سنين، فيقول: «كان أكبر من عُمر بن الخطاب بنحو خمس سنين، وكان يقول أذكر الليلة التي ولد فيها عُمر وقد عاش بعد عُمر عشرين عاما فينتج هذا أن مجموع عمره بضع وثمانون سنة ما بلغ التسعين رضي الله عنه». وحسب قول الذهبي يكون ميلاد عمرو بن العاص سنة 45 ق هـ / 577م، أي بعد عام الفيل بثمان سنين. بينما القول بأن ابنه عبد الله كان أصغر منه باثنتي عشرة سنة فقط فلا يستقيم، حيث أن عبد الله وُلد حوالي سنة 7 ق هـ، فيكون مولد عمرو حوالي سنة 19 ق هـ / 603م.:31
ولد عمرو في مكة، ونشأ في بيت أبيه العاص بن وائل من بني سهم إحدى بطون قريش، كان كبير بني سهم وزعيمهم يوم الفجار الثاني، ومن أشراف قريش في الجاهلية.:28 وكان أشراف قريش يهتمون بتعليم أبنائهم البلاغة والفصاحة، وتنشئتهم نشأة غليظة، يذكر البعض أنه تعلم القراءة والكتابة في صغره، وكان يُجيد الشعر، وقد رُوى عنه شعر جيّد.:34واشتهر عمرو بالفصاحة والإبانة في القول؛ حتى أن عمر بن الخطاب كان إذا رأى الرجل يتلجلج في كلامه قال: سبحان الله خالق هذا وخالق عمرو بن العاص واحد.

## قبل إسلامه

### عمله بالتجارة
كان عمرو بن العاص يعمل بالتجارة مثل والده وأغلب سادة قريش، ويتاجر ببضاعة اليمن والحبشة مثل الجلود ويبيعها بالشام، ويتاجر ببضاعة الشام مثل الطيب والزبيب والتين وغيره ويبيعها باليمن، وذكر أبو عمرو الكندي أن عمرو كان يذهب للتجارة في مصر ويبتاع العطور والأدم. واكتسب عمرو خلال رحلاته التجارية العلاقات مع أهل هذه البلاد، وتوطدت علاقته مع ملوك الحبشة وغيرها،:40 وقد ذكر السيوطي أن عمرًا سافر إلى مصر في الجاهلية، ودخل الإسكندرية، فرأى عمارتها وآثارها، وأعجبه ذلك، وعرف مداخل مصر ومخارجها.

### موقفه من الإسلام والمهاجرين إلى الحبشة

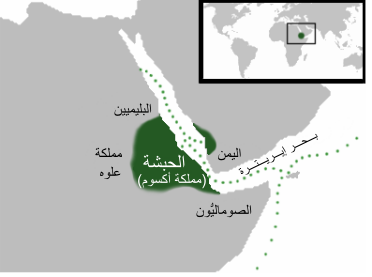
الحبشة أو مملكة أكسوم، حيث كانت أولُ هجرة في الإسلام سنة خمس بعد البعثة.

بعدما أعلن النبي محمد دعوته إلى الإسلام، أصبح عمرو معاديًا للإسلام والنبي مثل أبيه العاص بن وائل، وكان العاص بن وائل من المستهزئين بالنبي، ولما مات عبد الله ابن النبي، قال: إن محمدًا أبتر، لا يعيش له ذكر، فنزلت الآية: ﴿إِنَّ شَانِئَكَ هُوَ الْأَبْتَرُ ۝٣﴾ [الكوثر:3]. ولما أسلم هشام بن العاص أخو عمرو، قام والده بحبسه وتعذيبه، وكان كل يوم يجلده بالسياط حتى يتراجع، وكانت زوجة عمرو ريطة بنت منبه تشفق على هشام، فكانت تأتيه بالطعام والشراب كل يوم، لكنه تمكن من الهجرة سرًا إلى الحبشة.
ولمَّا علمت قريش بهجرة بعض المسلمين إلى الحبشة، اجتمع سادة قريش في دار الندوة، واتفقوا على أن يجمعوا الأموال والهدايا ويهدوها إلى النجاشي، وانتدبوا لذلك رجلين، فبعثوا عمرو بن العاص وعمارة بن الوليد مع الهدايا، وقيل عمرو بن العاص وعبد الله بن أبي ربيعة، فركبا البحر، فلما دخلا على النجاشي سجدا له، وسلما عليه، ثم قالا له: «إن نفرًا من بني عمنا نزلوا أرضك ورغبوا عنا وعن ملتنا»، قال: «فأين هم؟»، قالا: «في أرضك، فابعث إليهم»، فبعث إليهم. واتفق عمرو بن العاص وعمارة مع البطارقة أن يشيروا على النجاشي بأن يُسِّلم المسلمين إليهم، ولكن النجاشي رأي بأن يدعو المسلمين ليستمع بنفسه إلى ما يقولون. ولمّا حضروا جميعًا عند النجاشي، قال جعفر بن أبي طالب: «أنا خطيبكم اليوم فاتبعوه»، فسَلَّمَ ولم يسجد، فقالوا له: «مالك لا تسجد للملك؟»، قال: «إنا لا نسجد إلا لله عز وجل»، قال: «وما ذاك؟»، قال: «إن الله بعث إلينا رسولًا ثم أمرنا أن لا نسجد لأحد إلا لله عز وجل، وأمرنا بالصلاة والزكاة»، قال عمرو: «فإنهم يخالفونك في عيسى بن مريم»، قال: «فما تقولون في عيسى بن مريم وأمه؟»، قال: «نقول كما قال الله: هو كلمته وروحه ألقاها إلى العذراء البتول، التي لم يمسها بشر، ولم يفرضها ولد»، ولما سمع النجاشي حديث جعفر لم يقبل بطلب عمرو وعمارة، وردّ هداياهما، وفي بعض الروايات أنه أسلم في هذه اللحظة أيضًا.
أثناء وجود عمرو وعمارة بالحبشة، تشاجرا بسبب أن عمارة بن الوليد استهوى جارية لعمرو بن العاص؛ فاطلع عمرو على ذلك، فغضب، وحقد عليه، فلما استقر عند النجاشي استهوى عمارة زوجة النجاشي، وهويته زوجة النجاشي لجماله، فواصلته، فاطلع عمرو على ذلك، فأخبر به النجاشي، فعلم النجاشي، فانتقموا منه بأن قيدوه ثم نفخوا في أحليله السم وتركوه هائمًا مع الحيوانات الوحشية هناك، ومات عمارة.

### مشاركته في القتال ضد المسلمين
حضر عمرو بن العاص غزوة بدر مع قريش ضد المسلمين، ثم حضر غزوة أحد، وأخذت قريش في أُحد حدها وحديدها وخرجوا بنسائهم حتى لا يفروا، فخرج عمرو بزوجته ريطة. وفي غزوة الخندق كان عمرو بن العاص وخالد بن الوليد يرابطان على الخندق انتظارًا للغفلة من المسلمين حتى ينقضوا عليهم. وبعد تطاير خيام قريش وانسحاب جيش الأحزاب خاف أبو سفيان بن حرب أن يلحق بهم المسلمون، فأمر عمرو بن العاص وخالد بن الوليد أن يعسكرا في جريدة من النخل في مائتي فارس تحسبًا لهجوم المسلمين عليهم.:111 ولم يحضر عمرو الحديبية ولا صلحها.

## إسلامه
لمّا عادت قريش إلى مكة بعد صلح الحديبية قرر الذهاب إلى الحبشة عند أصحمة النجاشي، فوجده اعتنق الإسلام، فاعتنق الإسلام هنالك على يد النجاشي في السنة الثامنة للهجرة الموافق 629م، ثم أخذ سفينة متجهًا إلى المدينة المنورة، فالتقى في الطريق بخالد بن الوليد وعثمان بن طلحة وهما يتجهان إلى المدينة ليدخلا في الإسلام، فدخل ثلاثتهم المدينة المنورة في صفر عام 8 هـ معلنين إسلامهم. وحينها قال الرسول: «إن مكة قد ألقت إلينا أفلاذ كبدها». ويروى عمرو قصة إسلامه فيقول:
| عمرو بن العاص | كنت للإسلام مُجَانِبًا مُعَانِدًا، حضرتُ بدرًا مع المشركين فنجوتُ، ثم حضرت أُحُدًا فنجوتُ، ثم حضرت الخندقَ فنجوت فقلتُ في نفسي: كم أوضِع؟ والله ليظْهَرَنّ محمدٌ على قريش، فلحقت بمالي بالوَهْطِ، وأَقْلَلْتُ من الناسِ، فلم أحضر الحُدَيْبِيَةَ وَلاَ صُلْحَهَا، وانصرف رسول الله، صََّلى الله عليه وسلم، بالصلح وَرَجَعَتْ قريشٌ إلى مكة، فجعلت أقول: يدخل محمدٌ قابلًا مكةَ بأصحابه، ما مكة لنا بمنزل ولا الطائف، وما شيء خيرٌ من الخروج، وأنا بعدُ نَاتٍ عن الإسلام، أرى لو أسلمتْ قريش كلّها لم أسلم فَقَدِمتُ مكةَ فجمعتُ رجالًا من قومي كانوا يرون رأيي ويسمعون مني ويقدِّمونني فيما نابهم، فقلت لهم: كيف أنا فيكم؟ قالوا: ذُو رأينا وَمِدْرَهُنا مع يُمن نَقِيبة وبركةِ أمرٍ قلتُ: تعلَّموا والله أَني لأرى أمر محمد أَمْرًا يعلو الأمورَ عُلوًّا مُنْكَرًا، وإني قد رأيت رأيًا. قالوا: ما هو؟ قلت: نَلْحَق بالنَّجَاشِيّ فنكون عنده، فإن يَظْهَرْ محمدٌ كنا عند النجاشي، فنكون تحت يده أحب إلينا من أن نكون تحت يَدَي محمدٍ، وإن تَظْهَر قريش فنحن مَنْ قد عَرفوا. قالوا: هذا الرأيّ! ... ثم خرجنا فقدمنا على النَّجاشي، فوالله إِنَّا لعنده إِذْ جاء عَمْرو بن أُمَيَّة الضَّمْرِيّ، وكان رسول الله ﷺ بعثهُ إليه بكتابٍ كتب إليه يُزَوِّجه أُمَّ حَبِيبَة بنتَ أبي سُفْيان، فدخل عليه ثم خرج من عنده... فدخلتُ على النجاشي فسجدتُ له كما كنت أصنع، فقال: مرحبًا بصديقي! أَهْدَيْتَ إِلَيَّ من بلادك شيئًا؟ فقلت: نعم أيها الملك، أَهْدَيْتُ إليك أَدَمًا كثيرًا. ثم قَرَّبْتُهُ إليهُ فَأَعْجَبَهُ... قلت: أَيُّها الملك، إني قد رأيت رجلًا خرج من عندك وهو رسولُ رجلٍ عَدُوٍّ لنا، قد وَتَرَنا وقَتَل أَشْرَافَنَا وخِيَارَنَا فأَعْطِنيه فأقتُلهُ! فَغَضِبَ فرفع يَدَه فضرب بها أَنْفِي ضَرْبَةً ظننتُ أنه كسرَهُ، وابتدر مَنْخِرايَ، فجعلت أَتَلَقَّى الدَّمَ بثيابي، وأصابني من الذُّلِّ ما لو انْشَقَّت لي الأرضُ دخلتُ فيها فَرَقًا منه فقلت له: أيها الملك، لو ظننتُ أنك تكره ما قلتُ ما سألتكه، قال: فاستحيا وقال: يا عَمرو، تسألني أَن أُعطيك رَسولَ رسولِ الله ﷺ مَن يأتيه الناموسُ الأكبر الذي كان يأتي موسى، والذي كان يأتي عيسى بن مريم ــ لِتَقْتُلَه؟! قال عمرو، وغَيَّر الله قلبي عَمّا كنت عليه، وقلتُ في نفسي: عَرَفَ هذا الحقَّ العَربُ والعجمُ وتُخالفُ أَنت؟! قلت: وتشهد أيها الملك بهذا؟ قال: نعم. أشهد به عند الله يا عمرو، فأَطِعني وَاتَّبِعْه، والله إنه لَعَلَى الحَقّ وليظهرنَّ على كل من خَالَفَه كما ظهر موسى على فرعون وجنوده. قلت: أفتبايعني له على الإسلام؟ قال: نعم. قال: نعم: فبسط يده فبايعتُه على الإسلام، ودعا لي بطَسْتٍ فغسل عَنِّي الدمَ وكساني ثيابًّا، وكانت ثيابي قد امتلأت من الدم فأَلقيتُها، ثم خرجت إلى أصحابي ... وفارقتُهم وكأنّي أَعْمِدُ لحاجة فعمِدتُ إلى موضع السُّفُن فوجدت سفينة قد شُحِنَتْ تَدْفَع، فركبتُ معهم ودفعوها من ساعتهم حتى انتهوا إلى الشُّعَيْبَةِ فخرجت بها ومعي نفقةٌ. فابتعتُ بعيرًا وخرجتُ أريدُ المدينة حتى إذا أتيت على مَرِّ الظَّهْران. ثم مضيتُ حتى إذا كنت بالهَدَّة، إذا رجلان قد سبقاني بغير كبير يُريدان منزلًا، وأحدهما داخلٌ في خيمةٍ، والآخر قائمٌ يُمسكُ الراحلتين، فنظرت فإذا هو خالد بن الوليد. فقلت: أبا سليمان؟! قال: نعم. قلت: أين تريد؟ قال: محمدًا، دَخَلَ الناسُ في الإسلام فلم يبق أحدٌ به طُعمٌ والله لو أَقَمنا لأَخذ بِرِقَابِنا كما يُؤْخَذُ بِرَقَبة الضَّبُع في مَغَارتها. قلت: وأنا واللهِ قد أردتُ محمدًا وأَردت الإسلام، وخرج عُثمان بن طَلْحة فرحَّب بي فنزلنا جميعًا في المنزل. ثم ترافقنا حتى قدمنا المدينة، فما أنسى قول رجلٍ لقينا بِبِئْر أَبِي عِنَبَةَ يصيح: يا رَباح! يا رَباح! فتفاءَلنا بقوله وسُرِرْنا. ثم نظر إلينا فأَسمعه يقول: قد أعطت مكَّةُ المقادةَ بعد هذين! فظننت أنه يعنيني ويعني خالد ابن الوليد، ثم وَلَّى مُدْبرًا إلى المسجد سريعًا، فظننت أنه يُبَشّر رسولَ الله ﷺ بقدومنا، فكان كما ظننتُ. وأَنَخنا بالحَرَّة فلبسنا من صالح ثيابنا، ونُودِي بالعصر فانطلقنا جميعًا حتى طلعنا عليه ﷺ، وإِنَّ لوجهه تهلُّلًا، والمسلمون حوله قد سُرُّوا بإسلامنا. فتقدم خالد بن الوليد فبايع، ثم تقدّم عُثمان بن طَلحة فبايع، رسول الله ﷺ فوالله ما هو إِلاّ أَن جلستُ بين يديه فما استطعت أن أرفع طرْفي إليه حياءً منه، فبايعته على أن يغفر لي ما تقدم من ذنبي، ولم يحضرني ما تأَخَّر. فقال: "إن الإسلامَ يَحُتُّ ما كان قبله، والهجرة تَحُتُّ ما كان قبلها". فوالله ما عَدَل بي رسول الله ﷺ وبخالد بن الوليد أَحَدًا من أصحابه في أمرٍ حَزَبهُ منذ أَسلمنا، ولقد كنَّا عند أبي بكر بتلك المنزِلة، ولقد كنت عند عمر بتلك الحال. | عمرو بن العاص |

ولمَّا أسلم عمرو بن العاص كان النبي يُقرِّبه ويُدنيه منه، وقد بعث إليه يومًا وقال له: «خُذْ عليك ثيابك وسلاحك ثم ائتِني، قال: فأتيته وهو يتوضأ فصعَّدَ فيَّ النَّظَرِ ثم طَأطأَهُ فقال: إني أريد أن أبعثك على جيش فيسلِّمُكَ اللَّهُ ويغنِّمُكَ، وأرغب لك من المال رغبة صالحة، قال: يا رسول الله، ما أسلمتُ من أجل المال، ولكني أسلمت رغبة في الإسلام، وأن أكون مع رسول الله ـ صلى الله عليه وسلم ـ، فقال: يا عمرو، نِعمَ المال الصالح للمرء الصالح». وكان عمر بن الخطاب يتعجب من عدم إسلام عمرو مُبكرًا، فقال له: «لقد عجبت لك في ذهنك وعقلك كيف لم تكن من المهاجرين الأولين»، فقال له عمرو: «وما أعجبك يا عمر من رجل قلبه بيد غيره لا يستفز التخلص منه إلا إذا أراد الله الذي هو بيده!» فقال عمر: «صدقت».

## في عهد النبي محمد

### سرية عمرو إلى ذات السلاسل
كان النبي محمد يُرسل السرايا إلى القبائل والأعراب يدعوهم إلى الإسلام، ودخل الكثير منهم في حِلف النبي، لكن بلغ النبي أن جمعًا من قبيلة قضاعة يريدون غزو أطراف المدينة وحِلفها، فأمر النبي عمرو بن العاص أن يخرج إليهم في جمادي الآخرة سنة 8 هـ الموافق 629م، وعقد له لواءً أبيضًا وجعل معه راية سوداء وبعثه في ثلاثمائة من سراة المهاجرين والأنصار ومعه ثلاثون فرسًا، وأمره أن يستعين بمن يمر به من قبائل بلي وعذرة وبلقين، ولمَّا قرب عمرو من القوم؛ بلغه أن عددهم كبير، فبعث رافع بن مكيث إلى النبي يطلب منه المدد، فقام النبي محمد بإمداده بمائتين من المهاجرين والأنصار برئاسة أبي عبيدة بن الجراح وعقد له لواء وفيهم أبو بكر وعمر، وأمره أن يلحق بعمرو وأن يكونا جميعًا ولا يختلفا، فلحق بعمرو فأراد أبو عبيدة أن يؤم الناس للصلاة، فقال عمرو: «إنما قدمت عَلَيَّ مددًا وأنا الأمير»، وأصر عمرو أن يبقى رئيسا على الجميع فقبل أبو عبيدة.
سار عمرو بالسرية حتى دخل بلاد بلي ودوخها حتى أتى إلى أقصى بلادهم وبلاد عذرة وبلقين، حتى نزلوا ذات السلاسل؛ وهي وراء وادي القرى وبينها وبين المدينة عشرة أيام. وتقاتلا فهرب مقاتلو قضاعة، وتفرقوا، وبعث عوف بن مالك بريدًا إلى النبي يخبره بانتصارهم. وعندما هرب جيش قضاعة أراد بعض المسلمين ملاحقتهم، فرفض عمرو ذلك، ثم أراد بعض المسلمين أن يوقدوا نارا للتدفئة، فرفض عمرو أيضًا، فلمَّا عادوا اشتكوا للنبي، وقد برر هذا الموقف بعد ذلك النبي محمد حين سأله أنه قال: «كرهت أن يتبعوهم فيكون لهم مدد فيعطفوا عليهم، وكرهت أن يوقدوا نارا فيرى عدوهم قلتهم»، فحمد النبي محمد ما فعل.

### سرية عمرو إلى سواع

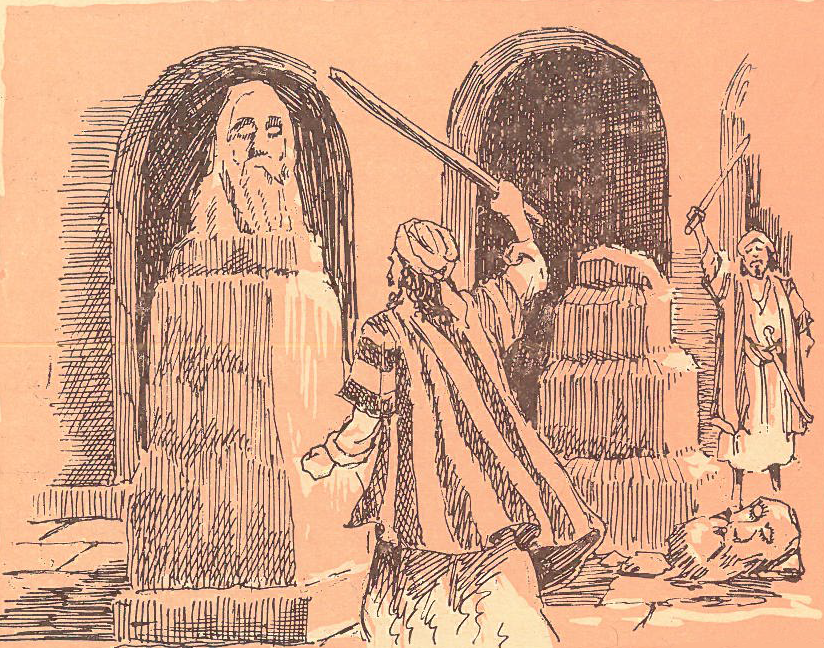
المُسلمون يُحطمون الأوثان والأصنام.

في رمضان سنة 8 هـ الموافق يناير 630م، بعد فتح مكة، وبعدما حطم المسلمون أشهر أصنام العرب اللات والعزى ومناة المنصوبة حول الكعبة، تبقى صنم آخر شهير عند العرب، وهو صنم سواع، وهو صنم لهذيل على ثلاثة أميال من مكة. وكان هذا الصنم على صورة امرأة: يحجون إليه ويعبدونه. فبعث النبي محمد عمرو بن العاص في جماعة من أصحابه إلى سواع ليهدمه، فلما وصل إليه وعنده السادن قال: «ما تريد؟» قال عمرو: «أمرني رسول الله صلى الله عليه وسلم أن أهدمه»، قال: «لا تقدر على ذلك»، فقال: «لم؟»، قال: «تُمنَع» قلت «حتى الآن أنت في الباطل؟ ويحك وهل يسمع أو يبصر؟»، ثم دنا منه عمرو فكسره وأمر أصحابه فهدموا بيت خزانته، فلم يجدوا فيه شيئًا ثم قال للسادن «كيف رأيت؟» قال «أسلمت لله».

### توليته على الصدقة بعُمان
في شهر ذي الحجة سنة 8 هـ الموافق 630م، بعثه النبي إلى ملكي عُمان جيفر وعباد ابني الجلندي بكتاب يدعوهما إلى الإسلام. وكان دين البلدة المجوسية وكان نص الكتاب: «بسم الله الرحمن الرحيم من محمد عبد الله ورسوله إلى جيفر وعباد ابنى الجلندي: سلام على من اتبع الهدى - أما بعد فإني أدعوكما بدعاية الإسلام - أسلما تسلما. فإني رسول الله إلى الناس كافة لأنذر من كان حيا ويحق القول على الكافرين. وإنكما إن أقررتما بالإسلام وليتكما، وإن أبيتما أن تقرا بالإسلام فإن ملككما زائل عنكما.»، وأسلم أهل عُمان على يديه، وعيَّنه النبي واليًا على الزكاة والصدقات بها، وظل هناك سنتين تقريبًا حتى وفاة النبي، حتى أتاه كتاب أبي بكر الصديق مختوما وفيه".. أن لا يحل عقالًا عقله رسول الله ﷺ وإن لا يعقل عقالًا لم يعقله رسول الله." فلما قرأ الكتاب بكى، وأعلم أهل عمان الخبر.:57: 59

## دوره في المعارك الإسلامية

### حروب الردة
أرسل أبو بكر الصديق في طلب عمرو، فأقبل حتى قدم بلاد بني عامر، ونزل على قرة بن هبيرة، وكان قرة قد ارتد عن الإسلام، فلمّا أراد عمرو الرحيل خلا به قرة وقال: «يا هذا. إن العرب لا تطيب لكم نفسًا بالإتاوة فإن أعفيتموها فستسمع لكم وتطيع، وإن أبيتم فلا تجتمع عليكم»، فقال له عمرو: «أكفرت يا قرة؟ تخوفنا بردة العرب! فوالله لأوطئن عليك الخيل في حفش أمك». ولمّا وصل عمرو المدينة أخبر المسلمين بما رآه، وأن العساكر معسكرة من دبا إلى المدينة. وولاه أبو بكر على جيش كثيف من المسلمين لحرب قضاعة، الذين حاربهم من قبل في سرية ذات السلاسل، وانتصر عمرو عليهم.:60: 61

### فتوح الشام

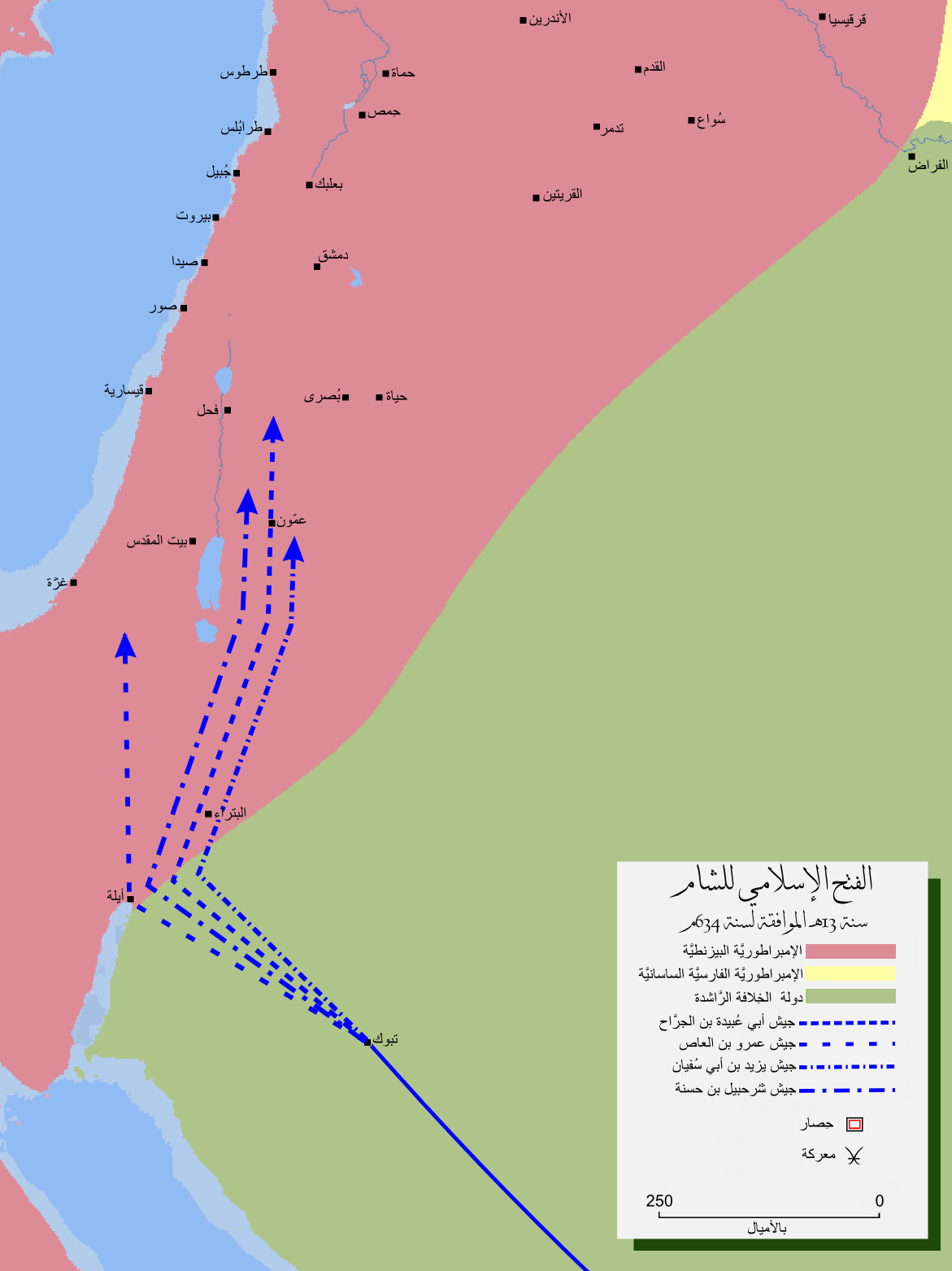
خارطة تظهر مسير الجيوش الإسلامية لفتح الشام.

بعد انتهاء حروب الردة عاد عمرو إلى عُمان، وعلى الجانب الآخر نجحت المناوشات العسكرية بين المسلمين والفرس، تطور هجوم المسلمين نحو العراق، وسرعان ما حقق المسلمون نجاحات واسعة حملتهم على العراق، مما دفع الخليفة الأول أبو بكر للتفكير بجدية في فتح الشام. استشار أبو بكر كبار الصحابة في هذا الأمر، وخطب فيهم، فأيده معظمهم، ولكن أشار عليه عبد الرحمن بن عوف بألا يقتحم أرضهم، وأن يبدأ بالإغارة على أطراف أراضيهم، ثم يبعث إلى قبائل اليمن وربيعة ومضر ليستنفرهم للجهاد. استحسن أبو بكر رأي ابن عوف، أمر بدعوة الناس لغزو الروم.
وصل كتاب أبي بكر الصديق إلى عمرو، يطلب منه المجيء لاستعماله في فتوح الشام. فكان كتاب أبي بكر: «إني كنت قد رددتك على العمل الذي كان رسول الله صلى الله عليه وسلم ولاكه مرة، وسماه لك أخرى، مبعثك إلى عمان إنجازا لمواعيد رسول الله ﷺ فقد وليته ثم وليته. وقد أحببت أبا عبد الله أن أفرغك لما هو خير لك في حياتك ومعادك منه إلا أن يكون الذي أنت فيه أحب إليك.»، فكتب إليه عمرو: «إني سهم من سهام الإسلام، وأنت بعد الله الرامي بها والجامع لها، فانظر أشدها وأخشاها وأفضلها فارم به شيئًا إن جاءك من ناحية من النواحي».
أنفذ أبو بكر الجيوش نحو الشمال عقب تجمعهم بالمدينة بعد أن عقد لأربعة من الأمراء، هم: أبو عبيدة بن الجراح وعمرو بن العاص ويزيد بن أبي سفيان وشرحبيل بن حسنة. ووجه عمرو بن العاص إلى فلسطين ويتراوح عديده بين ستة وسبعة آلاف مقاتل، على أن يسلك طريق البحر الأحمر حتى العقبة فوادي القرى فالبحر الميت وصولًا إلى بيت المقدس، وخرج من المدينة في 3 محرم 13هـ الموافق فيه 10 مارس 634م. وأمرهم أن يعاون بعضهم بعضا وأن يكونوا جميعا تحت إمرة أبي عبيدة، وأمر عمرو أن يمد الجيوش الأخرى إذا دعت الحاجة إلى ذلك.:66
ودعا أبو بكر عمرو بن العاص فسلم إليه الراية، وأوصاه بوصية طويلة ذكرها الواقدي، فأوصاه بتقوى الله وأمره بإقامة الصلاة وغير ذلك من الأمور، حيث قال: «اتق الله في سرك وعلانيتك واستحيه في خلواتك، فإنه يراك في عملك. وقد رأيت تقدمتي لك على من هو أقدم منك سابقة، وأقدم حرمة. فكن من عمال الآخرة، وأرد بعملك وجه الله، وكن والدًا لمن معك، وأرفق بهم في السير، فإن فيهم أهل ضعف، والله ناصر دينه ليظهره على الدين كله ولو كره المشركون. وإذا سرت بجيشك، فلا تسر في الطريق التي سار فيها يزيد وربيعة وشرحبيل، بل اسلك طريق أيليا حتى تنتهي إلى أرض فلسطين، وإبعث عيونك يأتونك بأخبار أبي عبيدة، فإن كان ظافرًا بعدوه، فكن أنت لقتال من في فلسطين، وأن كان يريد عسكرًا، فأنفذ إليه جيشًا في أثر جيش، وقدم سهل بن عمرو وعكرمة بن أبي جهل والحارث بن هشام وسعيد بن خالد. وإياك أن تكون وانيًا عما ندبتك إليه، وإياك والوهن أن تقول جعلني ابن أبي قحافة في نحر العدو ولا قوة لي به. وقد رأيت يا عمرو ونحن في مواطن كثيرة ونحن نلاقي ما نلاقي من جموع المشركين ونحن في قلة من عدونا، ثم رأيت يوم حنين ما نصر الله عليهم، وإعلم يا عمرو أن معك المهاجرين والأنصار من أهل بدر، فأكرمهم واعرف حقهم، ولا تتطأول عليهم بسلطانك، ولا تداخلك نجدة الشيطان، فتقول إنما ولاني أبو بكر لأني خيرهم. وإياك وخداع النفس، وكن كأحدهم وشاورهم فيما تريد من أمرك. والصلاة ثم الصلاة، أذن بها إذا دخل وقتها، ولا تصل صلاة إلا بأذان يسمعه أهل العسكر، ثم إبرز وصل بمن رغب في الصلاة معك، فذلك أفضل له. ومن صلاها وحده، أجزأته صلاته. وإحذر من عدوك، وأمر أصحابك بالحرس، ولتكن أنت بعد ذلك مطلعًا عليهم. وأطل الجلوس بالليل على أصحابك، وأقم بينهم وأجلس معهم، ولا تكشف أستار الناس واتق الله إذا لاقيت العدو. وإذا وعظت أصحابك فأوجز، وأصلح نفسك تصلح لك رعيتك، فالإمام ينفرد إلى الله تعالى فيما يعلمه وما يفعله في رعيته. وإني قد وليتك على من قد مررت من العرب، فاجعل كل قبيلة على حميتها، وكن عليهم كالوالد الشفيق الرفيق، وتعاهد عسكرك في سيرك، وقدم قبلك طلائعك فيكونوا أمامك، وخلف على الناس من ترضاه. وإذا رأيت عدوك، فاصبر ولا تتأخر فيكون ذلك منك فخرًا. والزم أصحابك قراءة القرآن، وانههم عن ذكر الجاهلية وما كان منها، فإن ذلك يورث العداوة بينهم. وأعرض عن زهرة الدنيا حتى تلتقي بمن مضى من سلفك، وكن من الإئمة الممدوحين في القرآن إذ يقول الله تعالى: ﴿وَجَعَلْنَاهُمْ أَئِمَّةً يَهْدُونَ بِأَمْرِنَا وَأَوْحَيْنَا إِلَيْهِمْ فِعْلَ الْخَيْرَاتِ وَإِقَامَ الصَّلَاةِ وَإِيتَاءَ الزَّكَاةِ وَكَانُوا لَنَا عَابِدِينَ ۝٧٣﴾ [الأنبياء:73].
».

#### بداية قتال عمرو في فلسطين

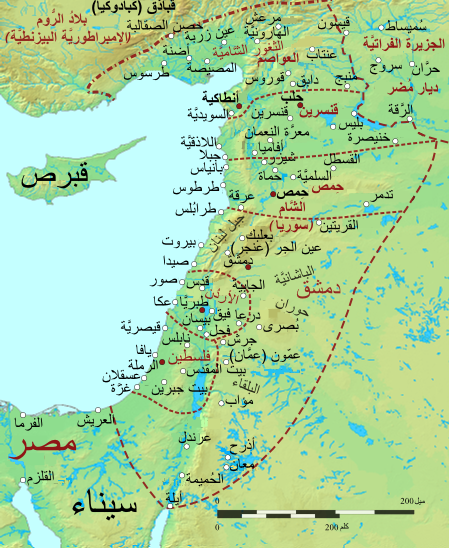
خريطة ولاية بلاد الشام وتقاسيمها الإدارية، ومنها جند فلسطين.

توجه إلى إيليا حتى وصل إلى أرض فلسطين، فلما نزل المسلمون بفلسطين جمع عمرو المسلمين المهاجرين والأنصار وشاورهم في أمرهم فبينما هم في المشورة إذ أقبل عليهم عدي بن عامر يخبرهم باجتماع جيش العدو وأنهم أزيد عن مائة ألف فارس.:16 فجلس عمرو للمشورة، فخاف البعض واقترحوا العودة إلى البيداء، فقال رجل من المهاجرين: «لقد كنا مع رسول الله ﷺ نهزم الجمع الكثير بالجمع القليل، وقد وعدكم الله النصر، وما وعد الصابرين إلا خيرًا.»، فقال سهل بن عمرو: «أما أنا فلا رجعت عن قتال الكفرة، ولا رددت سيفي عنهم، فمن شاء فلينهض ومن شاء فليرجع، ومن نكص على عقبيه، فأنا وراءه بالمرصاد». فقام عمرو بن العاص بعقد الراية وأعطاها عبد الله بن عمر بن الخطاب، وضم إليه ألف فارس فيهم رجال من الطائف ومن ثقيف وأمرهم بالمسير للقاء جيش الروم، والتقى بطليعة من جيش الروم، وانهزم الروم، فرجع المسلمون واجتمع بعضهم على بعض وجمعوا الغنائم والأموال،:17 وقُتل من المسلمين سبعة نفر فواروهم وصلى عليهم ابن عمر وانعطف الجيش إلى عمرو بن العاص. وفي اليوم التالي تجمع الروم في عشرة آلاف فارس، وأقبل عمرو ورتب أصحابه وجعل في الميمنة الضحاك بن قيس الفهري، وفي الميسرة سعيد بن خالد، وأقام على الساقة أبا الدرداء وعمرو على القلب ومعه أهل مكة وأمر الناس يقرأون القرآن،:18 وثبت الروم في المعركة، وقُتل من المسلمين مائة وثلاثون رجلًا، يروي الواقدي عن ابن عمر قوله: «فقتلنا في هذه الواقعة قريبًا من خمسة عشر ألف فارس وأكثر، ولم نزل في آثارهم إلى الليل وعمرو بن العاص قد فرح بالنصر». وانتصر المسلمون، وندب عمرو الناس إلى الصلاة، فصلى ما فاته كل صلاة بأذان وإقامة، وسمى الواقدي هذه المعركة بـ «يوم فلسطين».:19 ثم كتب عمرو إلى أبي عبيدة كتابًا يقول فيه: «بسم الله الرحمن الرحيم، من عمرو بن العاص إلى أمين الأمة، أما بعد فإني أحمد الله الذي لا إله إلا هو وأصلي على نبيه محمد ﷺ، وإني قد وصلت إلى أرض فلسطين، ولقينا عساكر الروم مع بِطريق يقال له روبيس: في مائة ألف فارس فَمَنَّ الله بالنصر وقُتل من الروم خمسة عشر ألف فارس، وفتح الله على يدي فلسطين بعد أن قُتل من المسلمين مائة وثلاثون رجلًا فإن احتجت إلي سرت إليك والسلام عليك ورحمة الله وبركاته.». ودفع الكتاب إلى أبي عامر الدوسي، وكتب أبو عبيدة : «بسم الله الرحمن الرحيم إنما أنت مأمور فإن كان أبو بكر أمرك أن تكون معنا فسر إلينا، وأن كان أمرك بالثبات في موضعك فاثبت.» وطوى الكتاب وسلمه إلى خالد بن سعيد بن العاص. وسار مع أبي عامر إلى أن أتيا إلى جيش عمرو بن العاص.:20 وكتب عمرو كتابًا إلى أبي بكر الصديق وذكر له ما جرى مع الروم، وبعث الكتاب مع أبي عامر الدوسي.:22

#### معركة أجنادين
كتب الروم في الشام إلى هرقل يعلمونه بما كان من الأمر، فأمر هرقل بخروج الجيوش الرومية في مقابلة كل أمير من المسلمين جيش كثيف، فبعث إلى عمرو بن العاص أخاه لأبويه تذارق في تسعين ألفًا، وبعث جرجة بن توذرا إلى ناحية يزيد بن أبي سفيان، وبعث الدراقص إلى شرحبيل بن حسنة، وبعث القيقار (اللقيتار بن نسطورس) في ستين ألفا إلى أبي عبيدة بن الجراح.
رأى هرقل أن يضرب أولًا جيش خالد بن سعيد الزاحف باتجاه مرج الصفر، فاستنفر العرب المتنصرة مثل بهراء وسليح وتنوخ ولخم وجذام وغسان، فتوافدوا وعسكروا في مكانٍ قريبٍ من آبل وزيراء والقسطل بقيادة ماهان الأرمني (جابان)، فاصطدم بهم خالد بن سعيد بعد أن استأذن أبا بكر وانتصر عليهم. وفر ماهان مع من تبقى من جنوده من ساحة المعركة. ثم تسرع خالد، فشق طريقه إلى مرج الصفر، مما أعطى الفرصة لماهان للالتفاف حول الجيش الإسلامي وفاجأه. فلاذ خالد بن سعيد بالفرار تاركًا جيشه تحت رحمة الروم، لكن عكرمة بن أبي جهل نجح في إعادة تنظيم صفوفه وانسحب من ميدان المعركة، وعسكر على مقربةٍ من دمشق. وجرت المعركة في 4 محرم 13 هـ الموافق فيه 11 مارس 634م.
لما علم أبو بكر؛ كتب إلى خالد بن الوليد بالعراق يأمره بالمسير إلى الشام في نصف الجيش، ويُأَمِّرُه على قيادة الجيوش في الشام بدلًا من أبي عبيدة. بينما عاد عمرو بن العاص نحو أجنادين الواقعة بين الرملة وبيت جبرين، وتوقف فيها ينتظر وصول جيش تذارق، ولما وصل تذارق انضم إليه نصارى العرب وغيرهم من أهل الشام آملين أن ينالوا نهائيًا من المسلمين ويخرجوهم من فلسطين. عقد خالد بن الوليد مجلسًا عسكريًا عندما علم بزحف البيزنطيين تقرر فيه تجميع القوى الإسلامية والصمود في أجنادين. وسار خالد وأبو عبيدة ويزيد وشرحبيل إلى عمرو بن العاص، وجرى اللقاء في هذه البلدة يوم السبت في 27 جمادى الأولى 13 هـ الموافق فيه 30 يوليو 634م. وعلى الروم القيقلان، وأمير المسلمين عمرو بن العاص، وهو في عشرين ألفًا حسب بعض الأقوال، فقُتل القيقلان وانهزمت الروم، وقُتل منهم خلق كثير، واستشهد من المسلمين جماعة؛ منهم هشام بن العاص والفضل بن العباس، وأبان بن سعيد بن العاص وعمرو بن سعيد بن العاص، والطفيل بن عمرو الدوسي وضرار بن الأزور، وسلمة بن هشام، وهبار بن سفيان، وسعيد بن الحارث بن قيس، وأخوه تميم.

#### معركة فحل وفتح دمشق

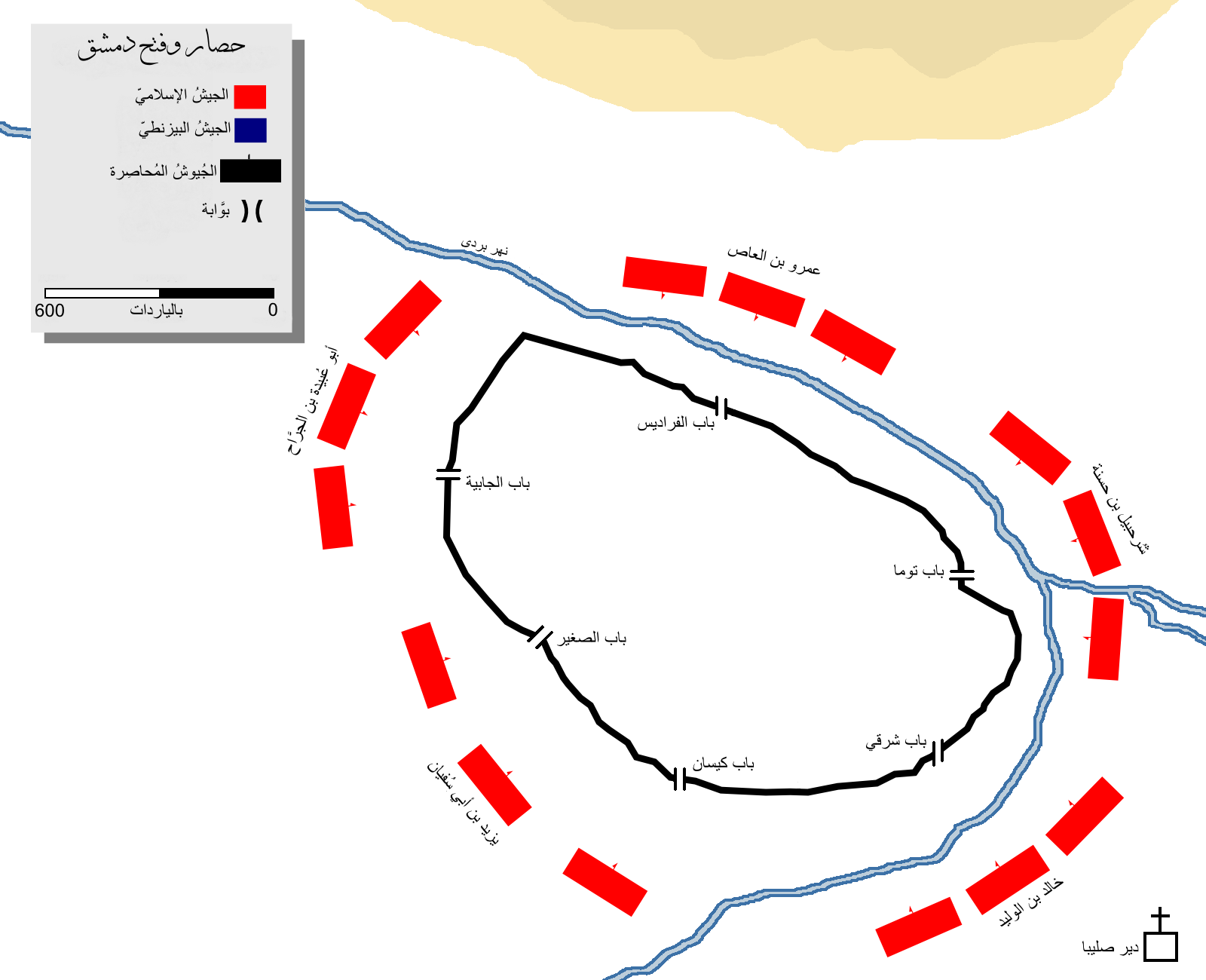
خارطة تظهر توزع الجيوش الإسلامية عند حصار دمشق، وجيش عمرو بن العاص على باب الفراديس.

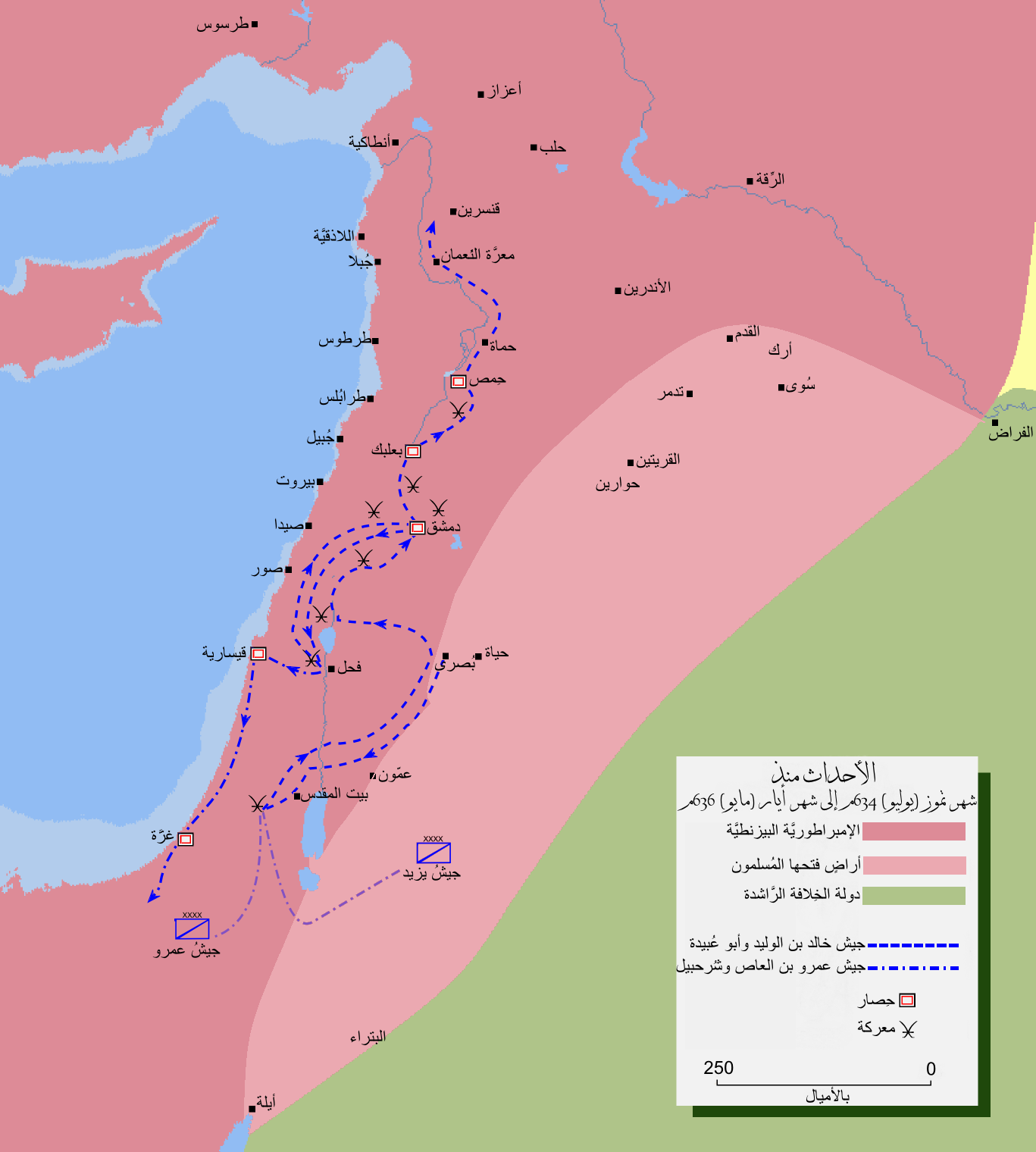
مسار الجيوش الإسلامية واستقرار جيش عمرو بن العاص في فلسطين أسفل غزة.

لما تولى عمر بن الخطاب الخلافة؛ عزل خالد بن الوليد وأعاد تولية أبي عبيدة بن الجراح، وتوجه أبو عبيدة على رأس الجيوش الإسلامية لفتح دمشق، فجعل خالد بن الوليد في القلب، وركب أبو عبيدة وعمرو بن العاص في المجنبتين، ونزل أبو عبيدة على باب الجابية، وخالد بن الوليد على الباب الشرقي ويزيد بن أبي سفيان على باب كيسان وعمرو بن العاص على باب الفراديس وشرحبيل بن حسنة على باب توما. ونصب عمرو المجانيق، واستمر الحصار من 17 جمادى الآخرة إلى 20 رجب سنة 13 هـ، حتى فتحت المدينة صلحًا.
قبيل فتح دمشق جرت معركة فحل، بينما ذكرها الطبري بعد فتح دمشق، وكان عمرو بن العاص على الميسرة، وانتصر المسلمون، وانصرف أبو عبيدة وخالد بمن معهما من الجيوش نحو حمص، واستخلف أبو عبيدة على الأردن شرحبيل بن حسنة، فسار شرحبيل ومعه عمرو بن العاص، فحاصرا بيسان، فخرجوا إليهما فقتل منهم مقتلة عظيمة، ثم صالحوهم على مثل ما صالحت عليه دمشق، وضرب عليهم الجزية، والخراج على أراضيهم.
استخلف أبو عبيدة عمرو بن العاص على فلسطين، وبعدما فتح أبو عبيدة حمص، استقر هو في حمص وأرسل خالدًا إلى دمشق ليقيم بها، وكلف عمرو بن العاص أن يقيم في فلسطين. وهكذا توقفت حركة الفتوح في الشام سنة 15 هـ.

#### معركة اليرموك

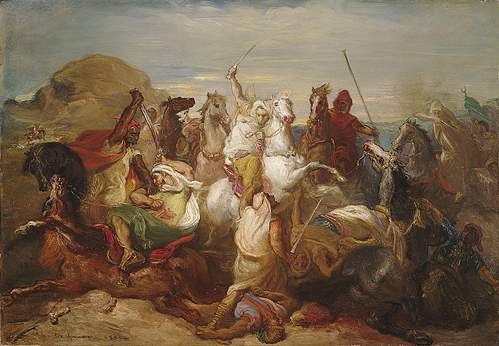
لوحة زيتية تؤرخ انتصار المسلمين على الروم في اليرموك.

حشد هرقل جيشًا ضخمًا يضم مائة وعشرين ألفًا من الجنود من مختلف الولايات البيزنطية، منهم فرقة من العرب المسيحيون تقدر بإثني عشر ألفًا من الغساسنة ولخم وجذام بقيادة جبلة بن الأيهم، وفرقة من أرمينية تضم أيضًا اثني عشر ألفًا بقيادة جرجة بن توذار،:249، 250 ونزل الروم بين دير أيوب واليرموك، وكانوا بقيادة تذارق أخو هرقل يساعده القائد الأرمني ماهان وثيودور تريثوريوس أمين صندوق الإمبراطورية البيزنطية وسقلاب الخصي. غادر أبو عبيدة بالمسلمين من حمص إلى دمشق. وصل المسلمون إلى اليرموك فوجدوا البيزنطيين قد سبقوهم إليه، بلغت قوة المسلمين ما بين ستة وثلاثين ألفًا إلى أربعين ألفًا، وقيل ستةٍ وأربعين ألفًا، مقسمة على أربعة ألوية على رأس كلٍ منها أمير
جعل أبو عبيدة خالدًا أميرًا للمعركة، ووجد خالد الجيوش متفرقة فجيش أبي عبيدة وعمرو بن العاص ناحية، وجيش يزيد وشرحبيل ناحية، فقام خالد في الناس خطيبًا، فأمرهم بالاجتماع ونهاهم عن التفرق والاختلاف، فقسمهم إلى ستة وثلاثين كردوسًا إلى الأربعين، كل كردوس ألف رجل عليهم أمير، وجعل أبا عبيدة في القلب، وعلى الميمنة عمرو بن العاص ومعه شرحبيل بن حسنة، وعلى الميسرة يزيد بن أبي سفيان، وأمر على كل كردوس أميرًا، وعلى الطلائع قباث بن أشيم، وعلى الأقباض عبد الله بن مسعود، والقاضي أبو الدرداء الأنصاري، وقاصهم الذي يعظهم ويحثهم على القتال أبو سفيان بن حرب، وقارئهم الذي يدور على الناس فيقرأ سورة الأنفال وآيات الجهاد المقداد بن الأسود. وخطب فيهم عمرو بن العاص فقال: «يا أيها المسلمون، غضوا الأبصار، واجثوا على الركب، وأشرعوا الرماح، فإذا حملوا عليكم فأمهلوهم، حتى إذا ركبوا أطراف الأسنة فثبوا إليهم وثبة الأسد، فو الذي يرضى الصدق ويثيب عليه، ويمقت الكذب، ويجزي بالإحسان إحسانا، لقد سمعت أن المسلمين سيفتحونها كفرًا كفرًا، وقصرًا قصرًا، فلا يهولنكم جموعهم ولا عددهم، فإنكم لو صدقتموهم الشد تطايروا تطاير أولاد الحجل».
ثبت جيش الروم، وانكشف جماعة من المسلمين؛ فتقهقر عمرو بن العاص، وانكشف شرحبيل بن حسنة وأصحابه، وثبت يزيد بن أبي سفيان، وقاتل قتالًا شديدًا، وصاح أبو سفيان بن حرب: «يا نصر الله اقترب، الثبات الثبات يا معشر المسلمين». وحمل خالد بن الوليد على ميسرة الروم ففرق شملهم، وانضم إليه القائد الأرمني جرجة معلنًا إسلامه. ثم كر الروم على المسلمين فتصدى لهم خالد ومعه جرجة الذي قُتل، فتراجع الروم. فزحف خالد بقلب الجيش مخترقًا صفوف البيزنطيين ففرت الخيالة منهم تاركين المشاة أمام الجيش الإسلامي، واقتحم خالد عليهم خندقهم، فتراجع الروم تحت جنح الظلام إلى سهل الواقوصة حيث أمعن المسلمون فيهم قتلًا حتى هُزموا. وقُتل من الروم في هذه المعركة حوالي الستين ألفًا، وقُدِّرَت خسائر المسلمين بثلاثة آلاف قتيل منهم عدد من الصحابة مثل عكرمة بن أبي جهل وابنه عمرو وسلمة بن هشام وعمرو بن سعيد بن العاص وهشام بن العاص وعمرو بن الطفيل. وانحاز جبلة بن الأيهم ومن معه من العرب المسيحيين إلى بني قومهم العرب المسلمون، ثم أظهر الإسلام هو وجماعة من قومه الغساسنة.

#### فتح بيت المقدس

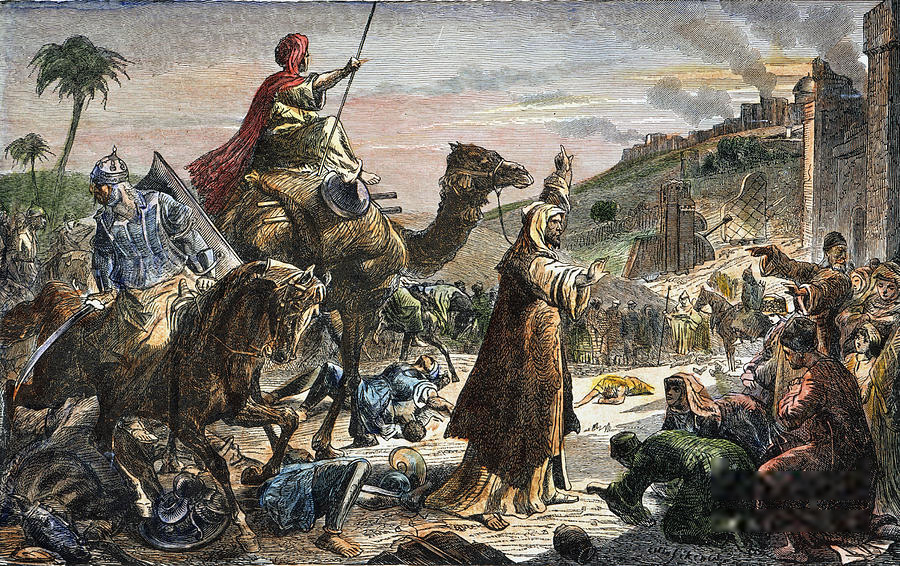
رسمٌ يُمثِّلُ دُخولَ المُسلمين إلى بيت المقدس سنة 16هـ.

بعد انهزام جيش الروم، كان سهلًا على جيش عمرو دخول البلدات تباعًا، ففتح سبسطية الواقعة إلى الشمال الغربي من نابلس، ثم فتح نابلس، وأعطى أهلها الأمان على أنفسهم وأموالهم ومنازلهم على أداء الجزية والخراج، ثم فتح اللد ونواحيها ويبنى وعمواس وبيت جبرين، ثم هبط جنوبًا ففتح رفح، وفي رواية أنه فتح عسقلان، وكان قد فتح غزة في عهد أبي بكر، وحاصر قيسارية التي كانت من أشهر المدن آنذاك. كما قاد عمرو بن العاص عملية حصار بيت المقدس بوصفه قائد الجبهة الفلسطينية، وواجه مقاومة ضارية من جانب حاميتها وسكانها، ووجد مشقة بالغة في امتصاص الهجمات البيزنطية، فأرسل إلى الأرطبون يطلب منه التسليم مثل بقية المدن ووعده بالأمان. واستعمل البيزنطيون المجانيق من فوق الأسوار. وطال أمد الحرب، واضطر عمرو بن العاص، في هذه الظروف القتالية الصعبة، أن يكتب إلى عُمر في المدينة المنورة يطلب منه المساعدة، فاستجاب لطلبه وأرسل إلى أبي عبيدة لينجده، وصحبه خالد بن الوليد. وأرسل إلى يزيد بأن يبعث أخاه معاوية لفتح قيسارية كي يشغل البيزنطيين على أكثر من جبهة، كما خرج عُمر بنفسه إلى الشام ليكون قريبًا من مجرى الأحداث.
تسلم أبو عبيدة فور وصوله قيادة القوات الإسلامية، وعلموا أن عُمر آتٍ فأدركوا أن مدينتهم لن تستطيع الاستمرار بالمقاومة وأن سقوطها أضحى مسألة وقت، فانسحب الأرطبون مستخفيًا في قوة من الجند إلى مصر. وتسلم بطريرك المدينة صفرونيوس مقاليد الأمور، فعرض عليه أبو عبيدة الإسلام أو الجزية أو الحرب. واختار البطريرك تسليم المدينة لعُمر شخصيًا، واستلم عُمر فور قدومه مفاتيح القدس، وأعطى عمر النصارى ما يٌعرف بالعهدة العمرية.:279

### طاعون عمواس

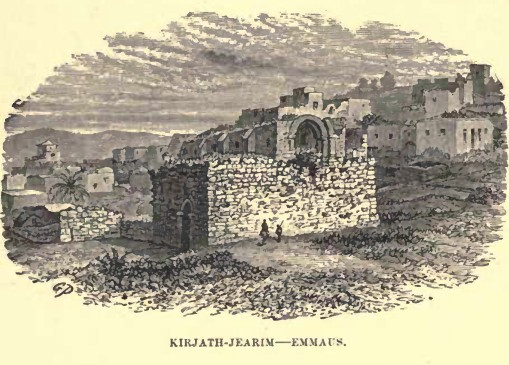
رسم لعمواس يعود لسنة 1886.

في سنة 18 هـ الموافق 639م، وقيل أنه كان سنة 17 هـ انتشر الطاعون في ولاية بلاد الشام الإسلامية، وهو ما عٌرف بطاعون عمواس، وأصيب أبو عبيدة بالطاعون، فقالوا لمعاذ بن جبل صلي بالناس، ثم أُصيب معاذ بن جبل ومات، فاستخلف أبو عبيدة على الشام عمرو بن العاص، فقام عمرو في الناس خطيبًا، فقال: «أيها الناس، هذا الطاعون رجس، فتفرَّقوا عنه في هذه الشعاب وفي هذه الأودية»، فقال شرحبيل بن حسنة: «صحبتُ رسول الله وعمروٌ أضلُّ من حمار أهْله، ولكنه رحمةُ ربكم ودعوة نبيكم ووفاة الصالحين قبلكم»، يشير شرحبيلُ إلى حديث نبويّ بمعنى ما قال. وفي تاريخ الطبري أن الذي رادَّ عَمْرًا هو أبو وائلة الهذلي، وأن عَمْرًا قال: «والله ما أردُّ عليك ما تقول، وايم الله لا نقيم عليه»، ثم خرج وخرج الناس فتفرقوا، ورُفع الطاعون عنهم، قال: فبلغ ذلك عمر بن الخطاب من رأي عمرو بن العاص، فاستحسنه. ثم مات أبو عبيدة بن الجراح، ويزيد بن أبي سفيان، واستخلف عمر معاوية بن أبي سفيان على جند دمشق وخراجها، وأمَّر شرحبيل بن حسنة على جند الأردن وخراجها.

### فتح مصر

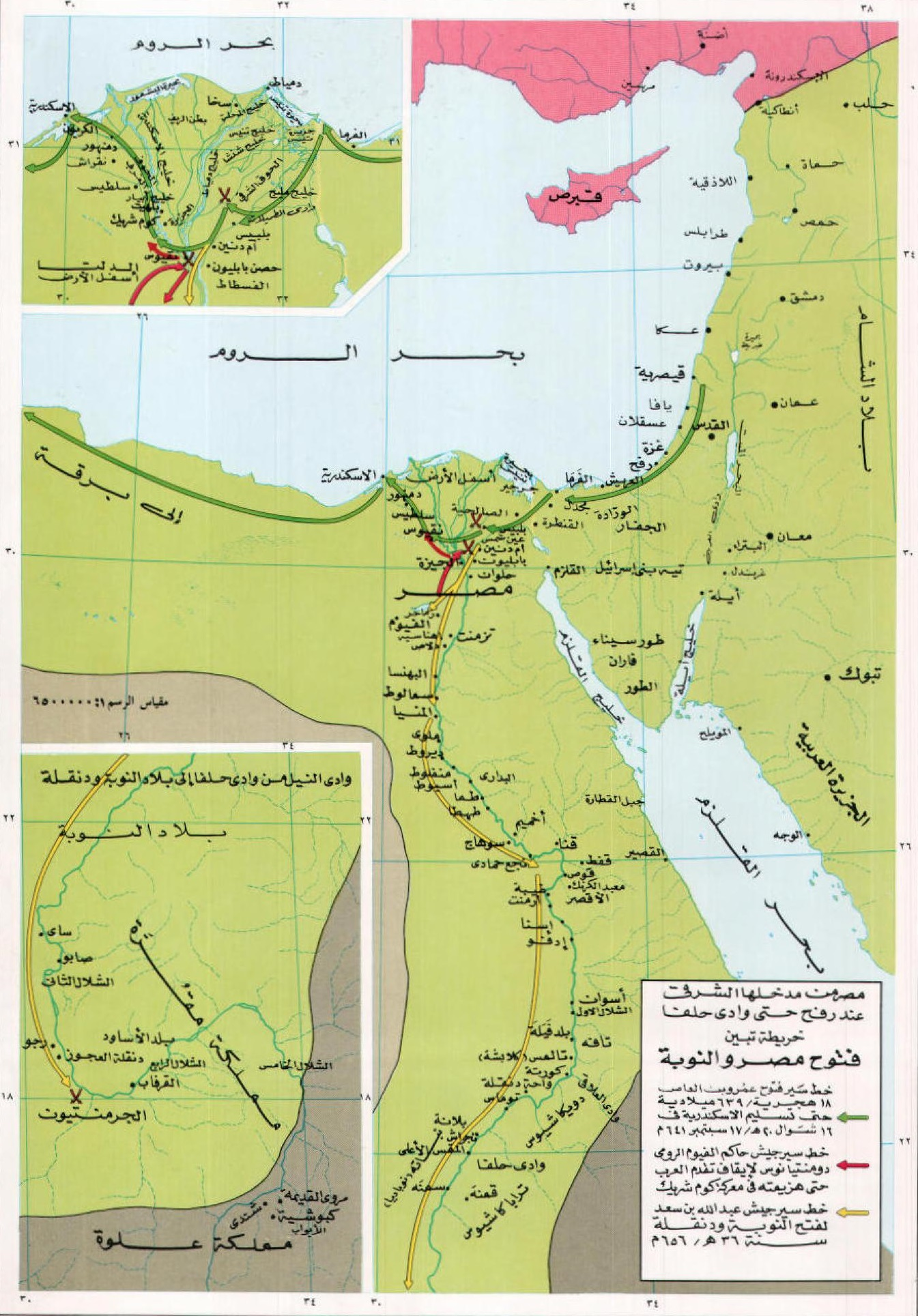
خارطة تبين مسير المسلمين من الشام إلى الفرما بوابة مصر الشرقية، وانطلاقهم منها لفتح سائر أرجاء البلاد.

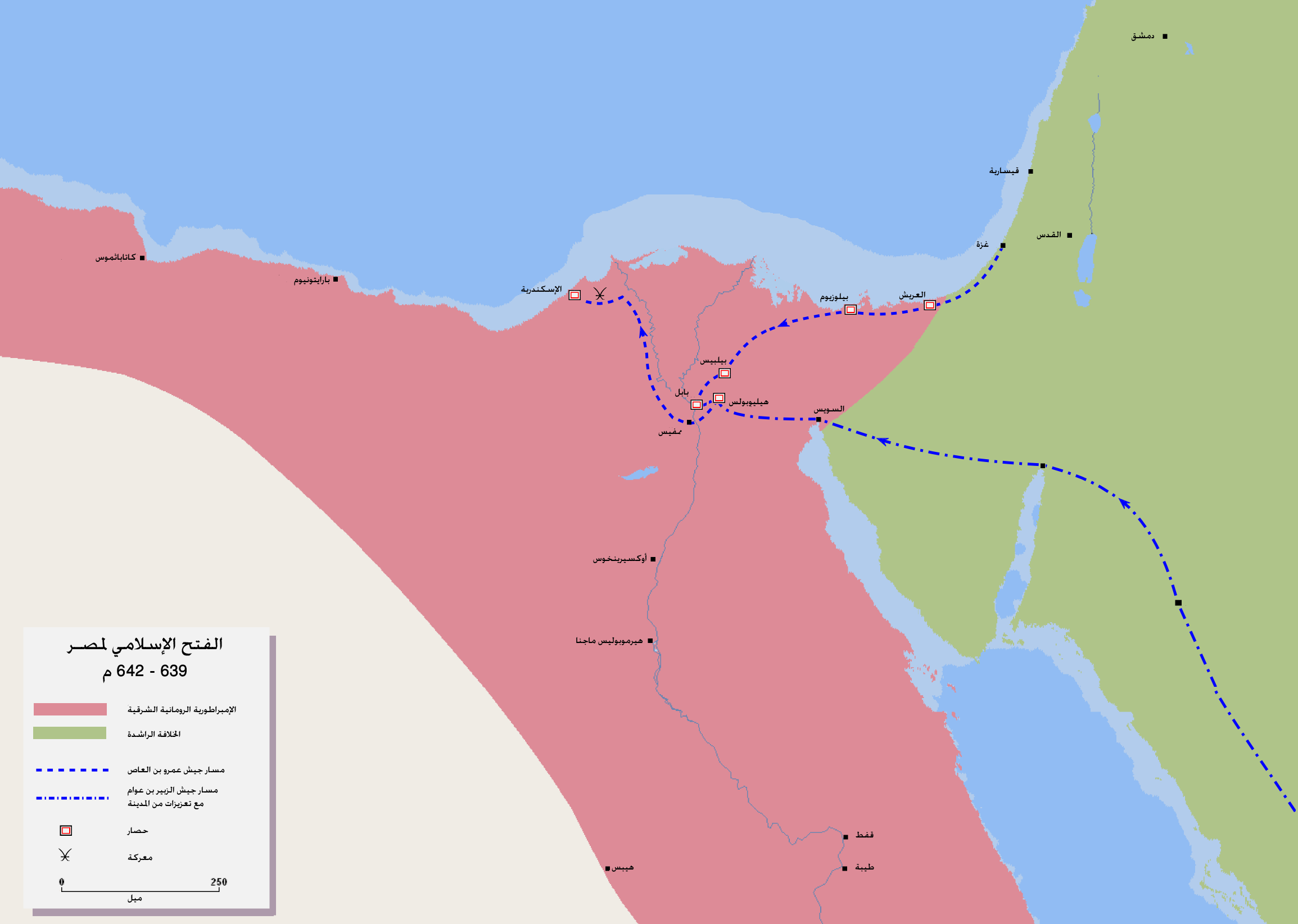
خارطة تظهر زحف المسلمين نحو مصر آتين من الشام والحجاز، وأهم مواقع المعارك أثناء فتح مصر.

اجتمع عمرو بن العاص بعمر بن الخطاب في الجابية حين جاء إلى الشام ليتفقد أحوالها بعد طاعون عمواس، وعرض عليه فتح مصر وطلب السماح له بالمسير إليها. وقال: «إنك إن فتحْتها كانت قوةً للمسْلمين وعوْنًا لهم، وهي أكْثر الأرْض أمْوالًا وأعْجزها عن القتال والحرب».:131 بينما تذكر بعض المصادر أن فكرة فتح مصر تعود إلى عمر بن الخطاب نفسه الذي أمر عمرو بالمسير إليها. فعهد إليه قيادة الفتح ووضع بتصرفه ثلاثة آلاف وخمسمائة جندي، وقيل أربعة آلاف أو خمسة آلاف، وطلب منه أن يجعل ذلك سرًا وأن يسير بجنده سيرًا هنيًا. وهكذا سار عمرو بن العاص إلى مصر مخترقًا صحراء سيناء ومتخذًا الطريق الساحلي، ومع ذلك بقي عمر بن الخطاب مترددًا، حتى يبدو أنه عدل عن موفقته فأرسل كتابًا إلى عمرو بن العاص وهو برفح فلم يستلمه ويقرأه إلا بعد أن دخل حدود مصر.:82 ويعتقد البعض أن تلك كانت حيلةً بارعةً جعلته يزحف نحو مصر دون أن يخالف أمر الخليفة. وقيل أن عمرو بن العاص سار إلى مصر من تلقاء نفسه، ثم استأذن عمر بن الخطاب، وقيل لم يستأذنه، فغضب عليه وأرسل إليه الكتاب المذكور، فلم يقرأه إلا بعد دخوله مصر، كما قيل أن الكتاب وافاه وهو بالعريش داخل حدود مصر.
وصل الجيش إلى العريش في عيد الأضحى يوم 10 ذو الحجة 18 هـ الموافق 12 ديسمبر 639م،:134 فوجدها خالية من القوات البيزنطية، فدخلها. ثم انحرف جنوبًا تاركًا طريق الساحل، حتى وصل إلى الفرما.:296، 297 ضرب عمرو الحصار على الفرما، وتحصنت حاميتها البيزنطية وراء الأسوار، وجرت مناوشات بين الطرفين استمرت مدة شهر، بينما يذكر ياقوت الحموي أن القتال بالفرما استمر مدة شهرين من الزمن، ثم اقتحمها المسلمون في 19 محرم 19 هـ الموافق 20 يناير 640م. ثم سار إلى بلبيس، وفتح خلال سيره سنهور وتنيس. ضرب عمرو الحصار على المدينة وقاتل حاميتها الرومية شهرًا. وكان الروم قد تحصنوا فيها بقيادة الأرطبون، وكان بها «أرمانوسة» ابنة المقوقس، وقد جهزها بأموالها وجواريها وغلمانها وهي في طريقها نحو قيسارية لتتزوج من قسطنطين الثالث. ودخل المسلمون مدينة بلبيس. وأرسل عمرو بن العاص أرمانوسة في جميع مالها إلى أبيها المقوقس، في صحبة قيس بن سعد بن عبادة.
سار عمرو بن العاص من بلبيس متاخمًا للصحراء، فمر بمدينة عين شمس ثم هبط إلى قريةٍ على النيل اسمها «أم دنين»، وتقع إلى الشمال من حصن بابليون، وعسكر قريبًا منها. ولما علم المقوقس بذلك قَدِمَ من الإسكندرية إلى حصن بابليون ليُشرف على القتال بنفسه. وجرت مع حامية المدينة بعض المناوشات على مدى عدة أسابيع لم تسفر عن نتيجة حاسمة. فأرسل عمرو إلى الخليفة عمر يستحثه في إرسال مدد. فأرسل له مددًا بقيادة الزبير بن العوام، ويذكر المؤرخون المسلمون أن المدد كان اثني عشر ألف مقاتل، ويذكر بعضهم أيضًا أنه كان عشرة آلاف فقط، واغتبط المسلمون بقدوم كبار الصحابة أمثال: الزبير بن العوام وعبادة بن الصامت، والمقداد بن الأسود، ومسلمة بن مخلد الأنصاري، وسقطت بعدها حامية أم دنين.:139 وتمكن بعض الروم وقادتهم من الفرار إلى حصن بابليون. بعد وصول الإمدادات بدأ عمرو في إرسال الفرق العسكرية للسيطرة على الأقاليم المختلفة، فأرسل فرقة من الجنود للسيطرة على مدينة الفيوم، وسيطروا على إقليم الفيوم. وتوغلت في جنوبي الدلتا فاستولت على أثريب ومنوف في إقليم المنوفية.:292، 293

#### حصن بابليون
عسكر عمرو في عين شمس، وراح يستعد لمهاجمة حصن بابليون، وحاول استفزاز الجنود البيزنطيين وحملِهم على الخروج من الحصن. وبالفعل في شهر شعبان سنة 19 هـ الموافق يوليو سنة 640م، خرج القائد ثيودور على رأس عشرين ألفًا وسار بهم باتجاه عين شمس. فشكل عمرو فرقتين يبلغ عدد أفراد كلٍ منها خمسمائة مقاتل، وأرسل إحداهما إلى أم دنين، والأخرى إلى مغار بني وائل،:301: 304 وخرج من عين شمس، فلما وصل البيزنطيون، ظنوا أن المسلمين فروا من عين شمس، ولكن في الطريق بين المعسكرين؛ خرج أفراد الكمين الذي أعده عمرو، فاجتاحت فرقة من المسلمين مؤخرة الجيش البيزنطي التي فوجئت وأُخذت على حين غرة، فحاولوا الفرار نحو أم دنين، فأطبقت عليهم الفرقة الأخرى، وأضحوا بين ثلاثة جيوش، ونجحت فئة قليلة منهم ببلوغ الحصن وهلكت فئة كبيرة.

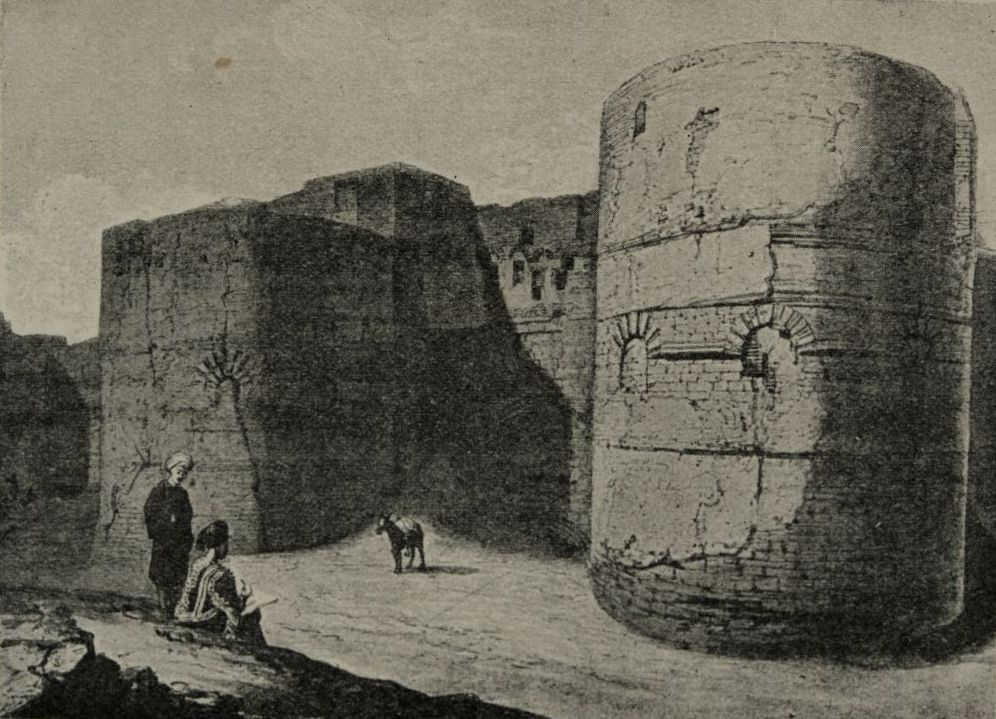
بوابة «قصر الشمع»، وهي إحدى تسميات حصن بابليون، كما كانت تبدو سنة 1830م.

ثم ركز جهوده العسكرية على فتح الحصن، فسار إليه في شهر شوال سنة 19 هـ الموافق لشهر سبتمبر 640م وحاصره. لم يكن قد أحكم سيطرته على الطرق المائية بعد.:301: 304 وبادر عدد من حكام الروم بالخروج إلى الإسكندرية تاركين الحامية تتولى مهمة الدفاع عنه، ومما زاد في إحباطهم وخوفهم أن بعض المصريين اعتنقوا الإسلام وانضموا إلى الجيش الإسلامي بقيادة عمرو بن العاص، فكانوا له أعوانًا وأدلاء يصحبونه ويدلونه على الطرق والمواقع، ويخبروه عن أسرار وأوضاع الروم. وخير عمرو المقوقس بين الإسلام أو الجزية أو القتال، وأرسل لهم عبادة بن الصامت، فاستقبله الروم والمصريون حيث طمأنهم بأنهم سيكونون آمنين على أنفسهم وأموالهم وكنائسهم وصلبانهم ونسائهم وذراريهم إن هم قبلوا دفع الجزية.:301: 304 طلب المقوقس من عمرو المهادنة مدة شهر للتفكير في الأمر، فمنحه ثلاثة أيام. وغادر المقوقس حصن بابليون وتوجه إلى الإسكندرية، حيث أرسل عهد الصلح إلى القسطنطينية وطلب موافقة هرقل عليه، لكن هرقل رفض الصلح، واتهم المقوقس بالتقصير والخيانة، ونفاه، واستأنف الطرفان القتال. ووصل نبأ وفاة الإمبراطور هرقل إلى حامية الحصن، فاضطربوا لموته، وتراجعت قدرتهم القتالية، مما أعطى الفرصة للمسلمين لتشديد الحصار قبل أن يقتحموا الحصن في 21 ربيع الآخر 20 هـ الموافق فيه 9 أبريل 641م. واعتلى الزبير بن العوام مع نفرٍ من المسلمين، السور، وكبروا، فظن أهل الحصن أن المسلمين اقتحموه، فهربوا تاركين مواقعهم، فنزل الزبير وفتح باب الحصن لأفراد الجيش الإسلامي فدخلوه. وأعطى عمرو أهل الحصن عهدًا كان نصه:

#### فتح الإسكندرية

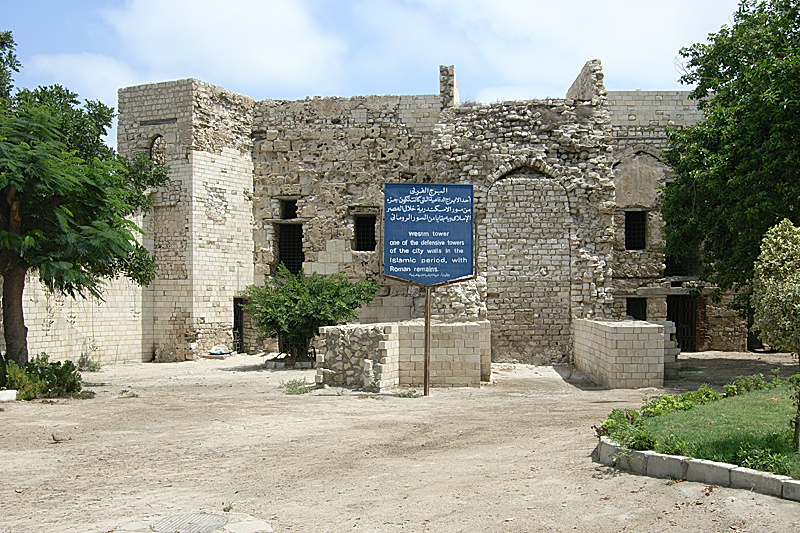
أطلال السور الغربي للإسكندرية، العائد للحقبتين البيزنطية والإسلامية.

طلب عمرو من الخليفة أن يأذن له بالزحف نحو الإسكندرية لفتحها، فأذن له، وترك حاميةً عسكريةً في حصن بابليون بقيادة خارجة بن حذافة. ولم يجد عمرو أي مقاومة عسكرية طوال طريقه، إلا في نقيوس الواقعة على بعد عدة فراسخ من منوف، وفي قرية سلطيس، وعند حصن كريون آخر سلسلة الحصون قبل الإسكندرية، حتى وصل الإسكندرية في منتصف رجب 20 هـ الموافق فيه أواخر يونيو 641م.:156، 157
كانت الإسكندرية مدينةً منيعة، ذات حصونٍ عظيمة، وقد عسكر الجند المسلمون بالقرب منها، وقام بتشديد الحصار على المدينة. ونقل عمرو معسكره إلى مكانٍ بعيدٍ عن مرمى المجانيق، بين الحلوة وقصر فارس. استمر الوضع على ذلك مدة شهرين.:157، 158 وشن الغارات على مدن دلتا النيل، وأبقى معظم جنوده على حصار الإسكندرية. وقد نجحت الفرق العسكرية الإسلامية هذه بالسيطرة على ما تبقى من قرى وبلدات بقية الوجه البحري.
استبطأ عمر بن الخطاب نبأ فتح الإسكندرية، فأرسل إلى عمرو يعظه ويستعجله وينبهه على أن النصر لن يكون حليف المسلمين إلا لو أخلصوا النية، وطلب منه أن يخطب في الناس ويحضهم على قتال عدوهم ويرغبهم في الصبر والنية، وأن يدعوا المسلمين الله ويسألوه النصر.:162، 163 شكل كتاب عمر عامل دفعٍ للمسلمين فاقتحموا حصون الإسكندرية ففتحوها بحد السيف في 28 ذو القعدة 20 هـ الموافق 8 نوفمبر 641م بعد حصارٍ دام أربعة أشهرٍ ونصف. وفر البيزنطيون منها بكل اتجاهٍ للنجاة بأنفسهم، وأذعن سكانها من المصريين، واستبقى عمرو أهلها ولم يقتل ولم يسب وجعلهم ذمة كأهل حصن بابليون. تتباين الروايات التاريخية حول كيفية إتمام فتح الإسكندرية وجلاء الروم عنها نهائيًا، فقال البعض أن الفتح كان عنوةً، بينما قال آخرون أنه كان صلحًا، لكن مما لا خلاف فيه أن دخولها تحت سلطان دولة الخلافة الراشدة كان في 1 محرم 21 هـ الموافق 17 سبتمبر 642م.

## ولايته الأولى على مصر
بعد تمام فتح مصر، كتب عمر بن الخطاب إلى واليه عمرو بن العاص يسأله عن أوضاع البلاد طالبًا منه أن يصفها إليه، فكتب عمرو بن العاص رسالة إليه يشرح أحوال مصر ووصفها،:194 وأصبح عمرو والي مصر المعين من قبل الخليفة عمر بن الخطاب، وبدأ عمرو بالقيام بالإصلاحات والأعمال الإدارية.

### تخطيط الفسطاط وبناء الجامع

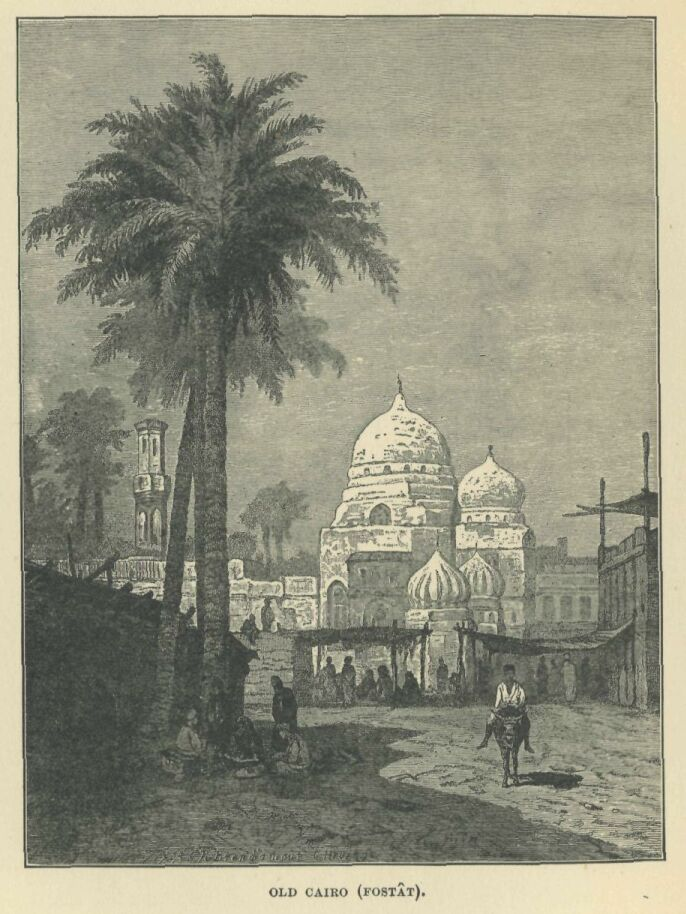
رسم لمدينة الفسطاط سنة 1902.

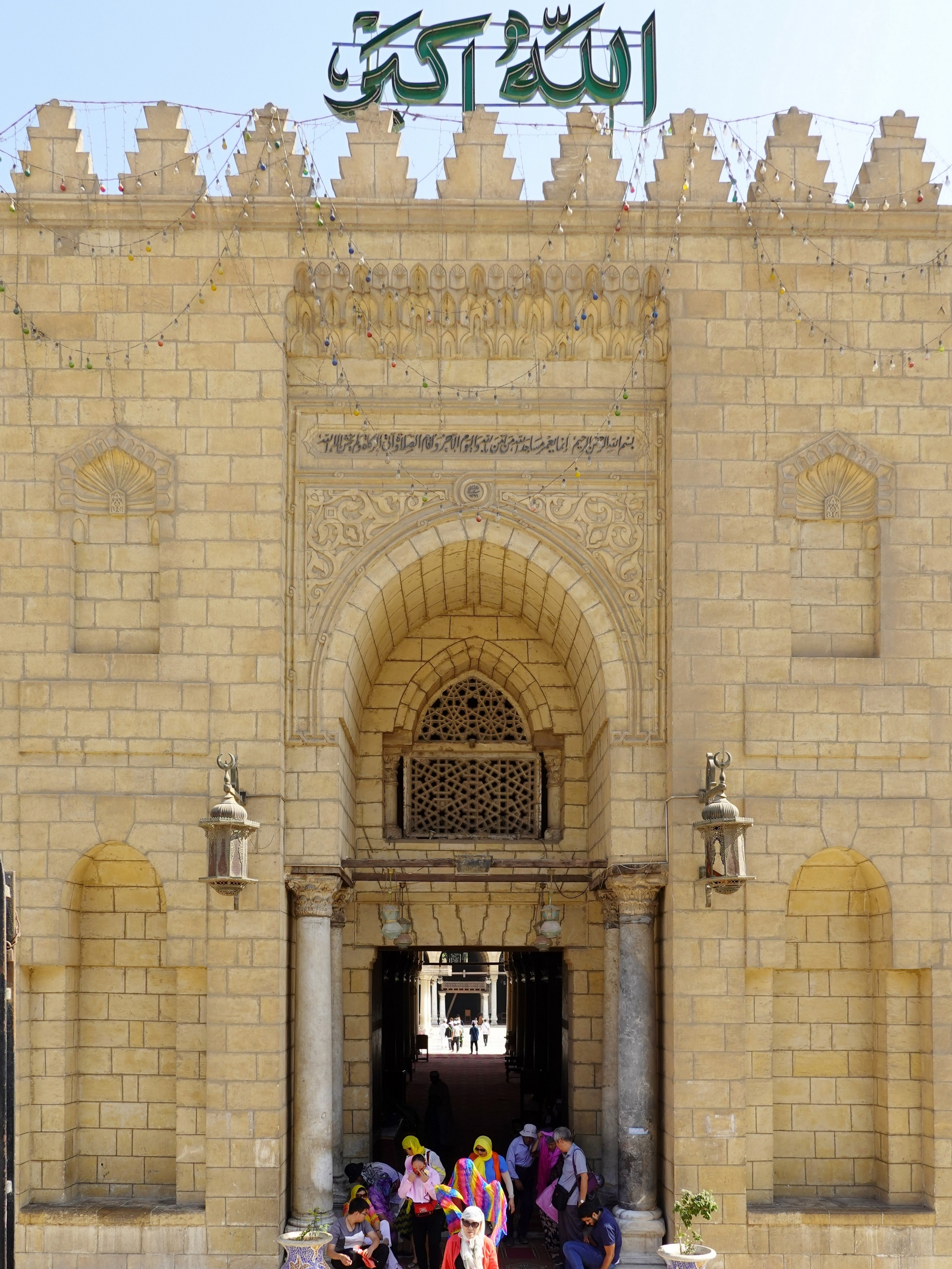
مسجد عمرو بن العاص بالقاهرة في العصر الحاضر.

لما رأى عمرو منازل الإسكندرية أراد أن يتخذها مقرًا له، وقال: «منازل قد كفيناها»، فكتب إلى عمر بن الخطاب يستأذنه في ذلك فسأل عمر الرسول: «هل يحول بيني وبين المسلمين ماء؟» قال: «نعم يا أمير المؤمنين إذا جرى النيل». فكتب إلى عمرو: «إني لا أحب أن تنزل بالمسلمين منزلًا يحول الماء بيني وبينهم في شتاء ولا صيف، فلا تجعلوا بيني وبينكم ماء. متى أردت أن أركب إليكم راحلتي حتى أقدم عليكم قدمت».:195 وكان عمرو قد أقام فسطاطه في أرضٍ فضاء ومزارع بين حصن بابليون وجبل المقطم أثناء حصار الحصن. فلما فتح الحصن وقرر الزحف نحو الإسكندرية أمر بنزع هذا الفسطاط، فإذا بيمامةٌ قد باضت في أعلاه، فتركها حتى تكبر فراخها وتطير. فلما عاد من الإسكندرية بعد فتحها أمر جنوده أن ينزلوا عند الفسطاط وأن يختطوا دورهم فيها، فسمت تلك البقعة بالفسطاط. وولى عمرو على تخطيط الفسطاط أربعة من المسلمين؛ فاختطوا لكل قبيلة خطة. وكان أول من ابتنى غرفة في الفسطاط خارجة بن حذافة، ثم اتسعت المدينة،:202، 203 أسلم، وبلي، ومعاذ، وليث، وعنزة، وهذيل، وعدوان، وغيرهم، وقد نزل فيها المصريون أيضًا.:160: 164 وهكذا أسس عمرو بن العاص مدينةً جديدةً للمسلمين في سنة 21هـ الموافقة لسنة 642م. كما بنى فيها أول جامعٍ في مصر عرف باسم جامع عمرو بن العاص، وسمي أيضًا جامع الفتح أو الجامع العتيق.
يروي ابن دقماق أن عمرو بن العاص طلب من قبيسة بن كلثوم التجيبي أن يجعل منزله مسجدًا، فأجابه إلى طلبه وتصدق به على المسلمين، ومن ثم شرع عمرو في بنائه، فكان طوله خمسين ذراعا وعرضه ثلاثين. وكان الجامع في مبدأ أمره أصغر بكثير مما هو عليه الآن. ويقال إنه وقف على إقامة قبلته ثمانون من الصحابة منهم الزبير بن العوام والمقداد بن الأسود وعبادة بن الصامت. ولم يكن للمسجد محراب مجوف؛ وأول من بنى المحراب قرة بن شريك العبسي، وكان له بابان مقابلان دار عمرو، وبابان شمالية وبابان غربية، وكان طوله من القبلة إلى الغرب مثل طول دار عمرو، وسقفه منخفضًا جدًا ولا صحن له، وكانوا يصلون بفنائه، وكان بينه وبين دار عمرو سبعة أذرع، وكان الطريق محيطًا به من جميع جوانبه.:204، 207

### الإصلاحات النيلية
أجرى عمرو بن العاص العديد من الإصلاحات المتعلقة بنهر النيل والزراعة والفلاحين، فخفف عن المصريين كثيرًا من الضرائب التي فرضها البيزنطيون، واعتنى بهندسة الري، من حفر الخلجان وإصلاح الجسور، وسد الترع، وبناء مقاييس للنيل، وإنشاء الأحواض والقناطر. ولعل من أشهر ما قام به عمرو، هو حفر قناة سيزوستريس التي تصل النيل بالبحر الأحمر، وتسهل الاتصال بشبه الجزيرة العربية، وتؤمن طريقًا أفضل للتجارة الشرقية، وعرفت بخليج أمير المؤمنين، وذكر أبو عمرو الكندي أن عَمرًا حفر الخليج سنة 23 هـ/643م وانتهى منه في ستة أشهر.:214 وأنشأ عددًا كبيرًا من الطرق، وأقام الجسور حول الأنهار لمنع فيضانها. كما أبطل المسلمون إحدى العادات السيئة التي كانت موجودة قبل الفتح وهي عادة ما تسمى بعروس النيل وهي إلقاء فتاة بكر في النيل في شهر بؤونة حتى يجري ويفيض، ويُروى في ذلك أن عَمرًا كتب إلى عُمر، فرد عليه عُمر وبعث له ببطاقة مكتوب فيها: «من عبْد الله عُمر أمير المؤمنيْن إلى نيْل أهْل مصْر، أما بعد: فإن كنْت إنما تجْري من قِبَلك ومن أمْرك فلا تجْر فلا حاجة لنا فيْك، وإن كنْت إنما تجْري بأمْر الله الواحد القهار، وهو الذي يجْريْك فنسْأل الله  أن يُجْريك.» فألقى عمرو البطاقة في النيل، فجرى النيل ستة عشر ذراعًا في ليلة واحدة.

### فتح برقة وطرابلس وفزان

خارطة تبين توسع حدود دولة الخلافة الراشدة بعد دخول مصر في حظيرتها وتراجع حدود الإمبراطورية البيزنطية في شمال أفريقيا.

خرج عمرو بقواته من الإسكندرية في سنة 22هـ الموافقة لسنة 643م بعد أن اطمأن على استقرار الأوضاع في مصر، وتوجه نحو برقة التابعة للإمبراطورية البيزنطية، وتسكنها قبيلة لواتة البربرية،:294 وبعث نفرٌ من جنده بقيادة عقبة بن نافع ليستطلعوا أحوال برقة ويوافوه بأخبارها قبل أن يتقدم إليها، فسار هذا إلى زويلة وأطراف برقة وما جاورها من البلاد وبعدما وصلته المعلومات قرر مواصلة السير لفتح كامل بلاد إنطابلس التي تعرف اليوم ببرقة. ولما بلغت خيل ابن العاص برقة، ضربوا الحصار عليها، وعرض عليهم عمرو ابن العاص الثلاث خصال التي عرضها على المقوقس وأهل مصر ومن قبلهم الشام، وهي: الإسلام أو الجزية أو القتال. ووجد أهل برقة أنه لا طاقة لهم بقتال المسلمين فقبلوا المصالحة على أن يؤدوا جزية للمسلمين قوامها 13 ألف دينار، وأن يبيعوا من أحبوا من أبنائهم في جزيتهم،:197 وقيل كذلك دينار عن كل شخصٍ بالغ.
ثم تقدم عمرو بجنوده حتى طرابلس فحاصرها شهرًا لصمود المدافعين عنها.:198 وأثناء الحصار وجه عمرو عقبة بن نافع لفتح فزان، فافتتح أجدابية صلحًا، ثم واصل حتى بلغ زويلة، فصالحه أهلها، وأتم فتح فزان. وأثناء حصار طرابلس استطاع جماعة من المسلمين الدخول بين أسوار طرابلس والبحر الأبيض المتوسط وقاتلوا حامية البحر، وصاح أفرادها «الله أكبر»، فترددت أصداء التكبير في أزقة المدينة وطرقاتها، فذعر المدافعون عنها، ودبت الفوضى في صفوفهم، فحملوا ما استطاعوا من متاعهم وأسرعوا إلى السفن وأبحروا عليها هاربين، ولما رأى الحراس فرار الحامية البيزنطية، تركوا مراكزهم، فدخل عمرو وجيشه إلى المدينة.:295 ثم فاجأ ابن العاص أهل صبراتة بخيله، وفتحت أبواب المدينة عند أول هجمة إسلامية. وأرسل ابن العاص إلى عمر بن الخطاب يستأذنه في التوجه إلى بلاد إفريقية، لكن الخليفة أمره بالتوقف عند ذلك.

### الخراج
كان عمر بن الخطاب يشتهر بغلظته وشدته مع الولاة، فكان من المسائل التي أغلط بها عمر على عمرو مسألة تأخر الخراج في أحد السنوات، فكتب عمر إليه: 

وذكر المقريزي أكثر من كتاب بينهما في هذه المسألة كان آخرها رد عمرو: 
وكان عمرو يجبي الخراج اثني عشر ألف ألف دينار، وجباها المقوقس قبله عشرين ألف ألف دينار، وجباها عبد الله بن سعد بن أبي السرح حين استعمله عثمان بن عفان أربعة عشر ألف ألف دينار.

### عقاب عمر لعمرو وابنه
يُروى أن محمد بن عمرو بن العاص تسابق مع رجل من أهل مصر، فغلبه الرجل، فضربه محمد، فذهب الرجل إلى عمر بن الخطاب بمنى واشتكى له، فكتب عمر إلى عمرو بن العاص أن يأتي مع ابنه، ولما أتيا المدينة أمر عمر بتجريد محمد من ثيابه وضربه المصري بالسوط، ثم أمر بعمرو فخرقت ثيابه، عن أنس بن مالكٍ أنه قال: «بينما نحن عند عمر بمنًى إذ دخل عليه رجلٌ من أهل مصر فقال يا أمير المؤمنين إنني استبقت أنا ومحمد بن عمرو بن العاص فسبقته فعدى علي فضربني بين ظهراني المسلمين وهو يقول خذها وأنا ابن الكريمين فجئت أباه أستأذنه فيما صنع بي فحبسني أربعة أشهرٍ ثم أرسلني فخرجت في حاج المسلمين فجئت إليك لتأخذ مظلمتي فقال أعجل علي بعمرو بن العاص وابنه قال فأوتي بهما قال عمر ويحك ما بينتك على ما تقول قال الجند كلهم يا أمير المؤمنين من وافى الحاج منهم فسأل الناس فأخبروه ذلك فدعا بمحمد بن عمرٍو فجرد من ثيابه ثم أمكن المصري من السوط ثم قال له اضرب فضرب المصري وعمر يقول خذها وأنت ابن اللئيمين حتى تركه قال ونحن والله ما نشتهي أن يزيده حتى نزع عنه وقال عمر أما والذي نفسي بيده لو ضربته ما أمسكت يدك عنه ما ضربت ثم قال علي بعمرٍو فأوتي به شيخٌ أصلع فمزقت ثيابه ونحن والله نشتهي أن يوجعه ضربًا ثم قال اضرب فقال يا أمير المؤمنين إنه حبسني ولم يضربني قال أما والله لو ضربته ما أمسكت يدك عنه ما ضربت قل عمرو أما قد فعلت هذا لا نعلم لك قال أجل فاذهب حيث شئت والله يا معشر قريشٍ إن تريدون إلا أن تردوا الناس خولا ما مثلهم ومثلكم إلا كقومٍ اصطحبوا في سفرٍ فقالوا لرجلٍ تقدم فأمنا في صلاتنا وأقسم علينا فيئنا أفأساءوا بذلك أم أحسنوا».

## ما بعد ولاية مصر الأولى

### عزله
توفي عمر بن الخطاب، وتولى عثمان بن عفان الخلافة في ذي الحجة 23 هـ، وفي سنة 24 هـ عيّن عثمان عبد الله بن سعد بن أبي السرح على خراج مصر، مع بقاء عمرو على الجيش والإدارة في مصر، فاختلف عمرو وعبد الله، فكتب عبد الله بن سعد إلى عثمان يقول: «إن عمرا كسر الخراج»، وكتب عمرو: «إن عبد الله كسر على حيلة الحرب»، فكتب عثمان إلى عمرو أن ينصرف، وجعل عبد الله بن سعد واليًا لمصر. واختلف المؤرخون في سنة عزل عمرو، فيعتقد البعض أنها في سنة 24 هـ في بداية خلافة عثمان، بينما قال ابن الأثير أن عزل عمرو بن العاص كان سنة 26 هـ. وقال الطبري أنه اعتزل سنة 27 هـ.:226

### مقتل عثمان وموقعة صفين

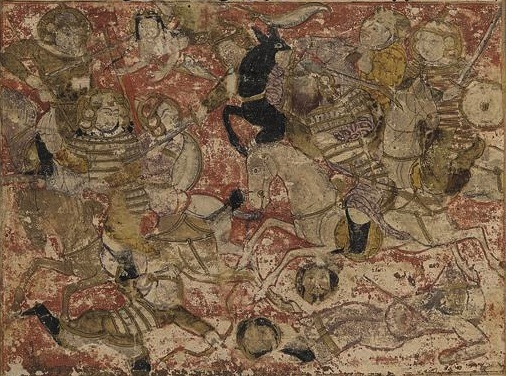
منمنمة فارسية تصور معركة صفين.

عاد عمرو إلى المدينة المنورة، وقيل بل اعتزل بفلسطين في قصره المسمى (العجلان).:233 ولمّا قُتِل عثمان بن عفان في 18 ذي الحجة سنة 35 هـ، خرج عمرو بن العاص من المدينة متوجها نحو الشام وقال: «والله يا أهل المدينة ما يقيم بها أحد فيدركه قتل هذا الرجل إلا ضربه الله عز وجل بذل من لم يستطع نصره فليهرب» فسار وسار معه ابناه عبد الله ومحمد وخرج بعده حسان بن ثابت. ووصل إلى دمشق وبايع عمرو بن العاص معاوية بن أبي سفيان سنة 36 هـ. وامتنع معاوية وأهل الشام عن بيعة علي بن أبي طالب، وقالوا لا نبايع حتى يقتص من قتلة عثمان.:83 وبعد موقعة الجمل بعث علي بن أبي طالب جرير بن عبد الله البجلي إلى معاوية يدعوه للبيعة، فاستشار معاوية عمرو بن العاص ورؤوس أهل الشام، فأبوا البيعة حتى يقتص من قتلة عثمان.:86 فاستعد علي لغزو الشام، وأخذ يستنفر الجند، وجهز جيشًا وعسكر بالنخيلة بالقرب من الكوفة،:87 وعندما علم معاوية بتحرك جيش العراق نحو الشام، جمع مستشاريه من أعيان أهل الشام، فبايعوا معاوية على الطلب بدم عثمان والقتال، وقد قام عمرو بن العاص بتجهيز الجيش، وعقد الألوية، وقام في الجيش خطيبًا يحرضهم، فقال: «إن أهل العراق قد فرقوا جمعهم وأوهنوا شوكتهم، وفلوا حدهم، ثم إن أهل البصرة مخالفون لعلي قد وترهم وقتلهم، وقد تفانت صناديدهم وصناديد أهل الكوفة يوم الجمل، وإنما سار في شرذمة قليلة ومنهم من قد قتل خليفتكم، فالله الله في حقكم أن تضيعوه وفي دمكم أن تبطلوه.» وساروا إلى صفين، وكان عمرو بن العاص على خيول أهل الشام كلها. واستمر القتال شهرًا في صفين. وما إن دخل شهر المحرم، حتى بادر الفريقان إلى الموادعة والهدنة طمعًا في الصلح.:88، 89
عادت الحرب على ما كانت عليه، واشتد القتال بين الطرفين، تقدم جيش معاوية في البداية، ولما رأى عمار بن ياسر تقهقر جيش علي وأصحابه، وتقدم خصومه، أخذ يستحثهم، حتى قُتِل، وتوجه النصر لأهل العراق على أهل الشام. وقال معاوية: «لئن نحن التقينا غدًا لتميلن الروم على ذرارينا ونسائنا، ولتميلن أهل فارس على أهل العراق وذراريهم، وإنما يبصر هذا ذوو الأحلام والنهى،» ثم قال لأصحابه: «اربطوا المصاحف على أطراف القنا». وقيل أن عمرو بن العاص هو من اقترح ربط المصاحف على أطراف القنا، في إشارة لتحكيم القرآن بين الطرفين. وقَبِل علي بن أبي طالب وقف القتال في صفين، ووافق على التحكيم، ورجع إلى الكوفة، وعلّق على التحكيم آمالًا في إزالة الخلاف، وقال: «أنا أولى بذلك».:91: 95

### التحكيم
اتفق الفريقان على التحكيم، فوكل معاوية عمرو بن العاص حكمًا من عنده، ووكل علي أبا موسى الأشعري حكمًا من عنده، وكان مقر اجتماع الحكمين في دومة الجندل في رمضان سنة 37 هـ الموافق 658م.:109 وقد جاء في قصة التحكيم العديد من الروايات التي يختلف عليها أهل السنة والجماعة والشيعة، فالعديد من هذه الروايات يعتقد أهل السنة أنها إما ضعيفة أو موضوعة؛ والعكس أيضًا.:123 وقد ذكر محمد بن جرير الطبري في تاريخه نص الوثيقة:
| عمرو بن العاص | هذا ما تَقاضى عليه عليُّ بن أبي طالب ومعاوية بن أبي سفيان؛ قاضى عليٌّ على أهل الكوفة ومَن معهم مِن شيعتهم من المؤمنين والمسلمين، وقاضى معاوية على أهل الشام ومَن كان معهم من المؤمنين والمسلمين. 1. إنَّا نَنزل عند حكم الله عز وجل وكتابه، ولا يجمع بيننا غيرُه. 2. وإنَّ كتاب الله عز وجل بيننا من فاتحته إلى خاتمته، نُحيي ما أحيا، ونُميتُ ما أمات، فما وجد الحكَمانِ في كتاب الله عز وجل - وهما أبو موسى الأشعري عبدالله بن قيس، وعمرو بن العاص القرشي - عمِلَا به، وما لم يجِدا في كتاب الله عز وجل فالسنَّة العادلة الجامعة غير المفرِّقة. 3. وأخذ الحَكَمان من عليٍّ ومعاوية ومن الجندين من العهود والميثاق والثقة من الناس، أنهما آمنانِ على أنفسهما وأهلهما، والأمَّة لهما أنصار على الذي يتقاضيان عليه. 4. وعلى المؤمنين والمسلمين من الطائفتين كلتيهما عهدُ الله وميثاقه على ما في هذه الصحيفة، وأنْ قد وجبت قضيتهما على المؤمنين؛ فإن الأمن والاستقامة ووضع السلاح بينهم أينما ساروا على أنفسهم وأهليهم وأموالهم، وشاهدهم وغائبهم. 5. وعلى عبدالله بن قيس وعمرو بن العاص عهدُ الله وميثاقه أن يَحكما بين هذه الأمَّة، ولا يردَّاها في حرب ولا فُرقة حتى يعصيا. 6. وأجل القضاء إلى رمضان، وإن أحبَّا أن يؤخِّرا ذلك أخَّراه على تراضٍ منهما. 7. وإن توفِّي أحَد الحكَمينِ، فإنَّ أمير الشيعة يختار مكانه ولا يألو من أهل المعدلة والقسط. 8. وإن مكان قضيتهما الذي يقضيان فيه مكان عدلٌ بين أهل الكوفة وأهل الشام؛ وإن رضيا وأحبَّا فلا يَحضرهما فيه إلَّا من أرادا. 9. ويأخذ الحَكَمان من أرادا من الشهود. 10. ثم يكتبان شهادتهما على ما في هذه الصحيفة. 11. وهم أنصارٌ على مَن ترك ما في هذه الصحيفة، وأراد فيه إلحادًا وظلمًا. 12. اللهمَّ إنَّا نستنصرك على مَن ترك ما في هذه الصحيفة. | عمرو بن العاص |

وذكر ابن عساكر أن هذه الوثيقة أُعلنت في شعبان سنة 38 هـ الموافق 659م، فاجتمع الناس إليهما، ويروي أنه كان بينهما كلامًا في السر خالفه عمرو بن العاص، فقدم أبو موسى فتكلم وخلع عليًا ومعاوية، ثم تكلم عمرو فخلع عليًا وأثبت معاوية، فتفرق الحكمان، بايع أهل الشام معاوية في ذي القعدة.:127 علق على هذه القصة ابن كثير الدمشقي فقال: «هذا لا يصح سند به، ولا يرويه إلا من لا يوثق بروايته من الإخباريين التالفين، أمثال أبي مخنف لوط بن يحيى». وروى محمد بن إسماعيل البخاري في التاريخ الكبير رواية تخالف هذه القصة، وتذكر أن أبا موسى وعمرًا اتفقا على خلع عليًا ومعاوية وأن يعهدا بأمر الخلافة إلى أحد أعيان الصحابة الذين توفى النبي وهو راضٍ عنهم، فروى البخاري عن حضين بن المنذر قال: لما عزل عمرو معاوية جاء -أي حضين بن المنذر- فضرب فسطاطه قريبًا من فسطاط معاوية، فبلغ نبأه معاوية، فأرسل إليه فقال: «إنه بلغني عن هذا -أي عن عمرو- كذا وكذا، فاذهب فانظر ما هذا الذي بلغني عنه. فأتيته، فقلت: أخبرني عن الأمر الذي وليت أنت وأبو موسى ، كيف صنعتما فيه؟ قال: قد قال الناس في ذلك ما قالوا، والله ما كان الأمر على ما قالوا، ولكن قلت لأبي موسى: ما ترى في هذا الأمر؟ قال أرى أنه في النفر الذين توفي رسول الله صلى الله عليه وسلم وهو عنهم راضٍ. قلت: فأين تجعلني أنا ومعاوية؟ فقال: إن يستعن بكما ففيكما معونة».

### ولايته الثانية على مصر

دولة الخِلافة الراشدة بعد التحكيم بين عليّ ومُعاوية:
الأقاليم الخاضعة لعليّ
الأقاليم الخاضعة لمُعاوية
الأقاليم الخاضعة لعمرو بن العاص

بعد حادثة التحكيم عاد القتال من جديد واستطاع جانب معاوية أن يحقق بعض الانتصارات، وسار عمرو بن العاص إلى مصر لضمها لسلطان معاوية سنة 38 هـ، وجهزه معاوية في ستة آلاف مقاتل. وكان محمد بن أبي بكر واليها المُعين من قبل علي. فاقتتل الفريقان، فانتصر جيش عمرو بن العاص وقُتل محمد بن أبي بكر على يد معاوية بن حديج. ثم سار عمرو إلى الفسطاط واستولى عليها في صفر سنة 38 هـ. فأقره معاوية واليًا عليها، وأعطاه إياها على أن يعطي عطاء الجند وما بقي فله، واستقرت ولاية مصر لعمرو بن العاص من جديد. روى ابن عساكر أنه لما صار الأمر كله في يدي معاوية استكثر طعمة مصر لعمرو ما عاش، ورأى عمرو أن الأمر كله قد صلح به وبتدبيره وبعنايته وسعيه فيه، وظن أن معاوية سيزيده الشام على مصر فلم يفعل معاوية، فتنكر له عمرو فاختلفا، وتدخل بعض المسلمين في الأمر وأصلحوا بينهما، واتفقا على أن تكون لعمرو ولاية مصر سبع سنين، وأن على عمرو السمع والطاعة لمعاوية. وتواثقا وتعاهدا على ذلك، وأشهدا عليهما به شهودًا، ثم مضى عمرو إلى مصر واليًا عليها، وذلك في أواخر سنة 39 هـ، فلم يمكث غير ثلاث سنوات تقريبا حتى مات وهو أمير عليها.:267: 270

### محاولة اغتياله
اجتمع ثلاثة من الخوارج، وأجمعوا أمرهم على قتل علي بن أبي طالب ومعاوية بن أبي سفيان وعمرو بن العاص جميعًا في يوم واحد هو 17 رمضان سنة 40 هـ الموافق 23 يناير 661م. فأما عبد الرحمن بن ملجم فنجح في طعن عليًا في صلاة الفجر بمسجد الكوفة، بسيف مسموم على رأسه. بينما لم ينجح الحجاج التميمي الذي ذهب لاغتيال معاوية، أما الذي ذهب لقتل عمرو، فكان اسمه عمرو بن بكر التميمي، فانتظر في تلك الليلة أن يخرج عمرو من داره ليقتله، لكنه لم يخرج لمرض ألم به، وندب خارجة بن حذافة أن يصلي بالناس، وبينما خارجة في الصلاة فضربه الرجل بالسيف فقتله ظنًا منه أنه عمرو بن العاص، فلما علم أنه ليس بعمرو قال: «أردت عمرًا وأراد الله خارجة»، ولما وقف الرجل بين يدي عمرو بكى فقيل له: «أجزعًا من الموت مع هذا الإقدام» فقال: «لا والله ولكن غمًا أن يفوز صاحبي بقتل علي ومعاوية، ولا أفوز أنا بقتل عمرو»، فأمر عمرو بضرب عنقه فضُرب وصُلب.

## وفاته وضريحه

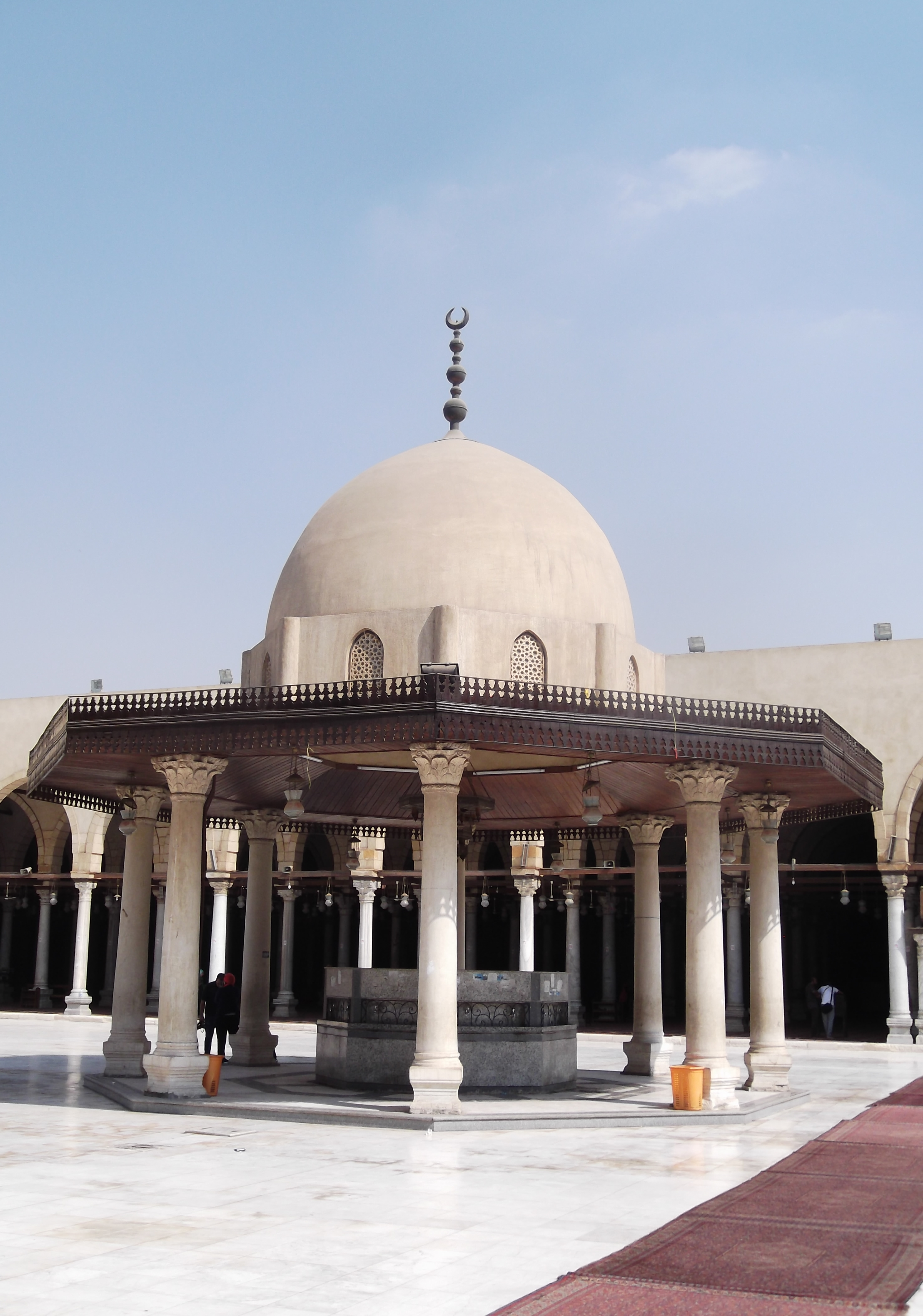
الميضأة في جامع عمرو بن العاص.

توفي ليلة عيد الفطر 1 شوال سنة 43 هـ في مصر وله من العمر ثمانية وثمانون سنة، واختلفوا في سنه عند وفاته، قال يحيى بن بكير: عاش نحو تسعين سنة. وقال العجلي: عاش تسعًا وتسعين سنة. أما الواقدي فقال أنه مات وهو ابن سبعين سنة. ودفن قرب المقطم. ونقل الحافظ الذهبي في سير أعلام النبلاء عن وفاته: «لما احتضر عمرو بن العاص قال: "كيلوا مالي"، فكالوه فوجدوه اثنين وخمسين مدًا، فقال: "من يأخذه بما فيه يا ليته كان بعرًا، ثم أمر الحرس فأحاطوا بقصره فقال بنوه: ما هذا؟ فقال: "ما ترون هذا يغني عني شيئا".».

وجاء في صحيح مسلم:
| عمرو بن العاص | أنه بكى طويلاً عند احتضاره، فجعل ابنُه يقول: «يا أبتاه، أما بشرك رسول الله صلى الله عليه وسلم بكذا، أما بشرك رسول الله صلى الله عليه وسلم بكذا؟» قال: فأقبل بوجهه فقال: «إن أفضل ما نُعِد شهادة أن لا إله إلا الله وأن محمدًا رسول الله، إني قد كنت على أطباق ثلاثٍ: لقد رأيتني وما أحدٌ أشدّ بغضًا لرسول الله صلى الله عليه وسلم مني، ولا أحب إليّ أن أكون قد استمكنت منه فقتلته فلو مُت على تلك الحال لكنت من أهل النار. فلما جعل الله الإسلام في قلبي أتيت النبي صلى الله عليه وسلم فقلت: ابسط يمينك فلأبايعك، فبسط يمينه قال: فقبضت يدي، قال: "ما لك يا عمرو؟" قال: قلت: أردتُ أن أشترط. قال: "تشترط بماذا؟" قلت: أن يُغْفَر لي. قال: "أما علمت أن الإسلام يهدم ما كان قبله، وأن الهجرة تهدم ما كان قبلها، وأن الحج يهدم ما كان قبله". وما كان أحد أحبّ إلي من رسول الله صلى الله عليه وسلم ولا أجلَّ في عيني منه، وما كنت أُطيق أن أملأَ عيني منه إجلالاً له، ولو سُئلت أن أصفه ما أطَقْتُ لأني لم أكن أملأ عيني منه، ولو مُت على تلك الحال لرجوت أن أكون من أهل الجنة، ثم وَلِينَا أشياءَ ما أدري ما حالي فيها، فإذا أنا مُت فلا تَصْحَبْني نائحةٌ، ولا نارٌ، فإذا دفنتموني فشنوا عليَّ التراب شنًا، ثم أقيموا حول قبري قدر ما تُنحر جزور ويُقسم لَحْمُها حتى أسْتَأْنِسَ بكم، وأنظر ماذا أراجع رسلَ ربي». | عمرو بن العاص |

وذكر أبو العباس المبرد أنه لما حضرت الوفاة عمرو دخل عليه ابن عباس فقال: «دخلت على عمرو بن العاص وقد احتضر، فدخل عليه عبد الله بن عمرو فقال له: "يا عبد الله، خذ ذلك الصندوق "، فقال: لا حاجة لي فيه، قال: "إنه مملوء مالًا"، قال: لا حاجة لي به، فقال عمرو: " ليته مملوء بعرا"، قال: فقلت: يا أبا عبد الله، إنك كنت تقول: أشتهي أن أرى عاقلًا يموت حتى أسأله كيف يجد فكيف تجدك؟ قال: "أجد السماء كأنها مطبقة على الأرض وأنا بينهما، وأراني كأنما أتنفس من خرم إبرة"، ثم قال: "اللهم خذ مني حتى ترضى". ثم رفع يديه فقال: "اللهم أمرت فعصينا، ونهيت فركبنا فلا بريء فأعتذر، ولا قوي فأنتصر، ولكن لا إله إلا الله" ثلاثًا، ثم فاظ.».
صليت عليه صلاة الجنازة بعد صلاة عيد الفطر، فغدا ابنه عبد الله حتى إذا برز به وضعه في الجبانة حتى انقطعت الأزقة بالناس، حتى قيل: «لم يبق أحد شهد العيد إلا صلى عليه ودفنه». واختُلف في مكان قبره، واتفقوا أنه دُفن بسفح هضبة المقطم، في ناحية الفخ، وكان طريق الناس للحجاز. وذكر صاحب كتاب «المزارات المصرية» أن قبره غربي قبل الإمام الشافعي، فيما يُعرف بمقابر قريش. ويبدو أن أثره فُقد. وذكر ابن الزيات أن ابن العاص وعقبة بن عامر الجهني في قبر واحد، وقيل معهم أبو بصرة الغفاري.:278، 279

## صفاته

### صفاته الخَلقية

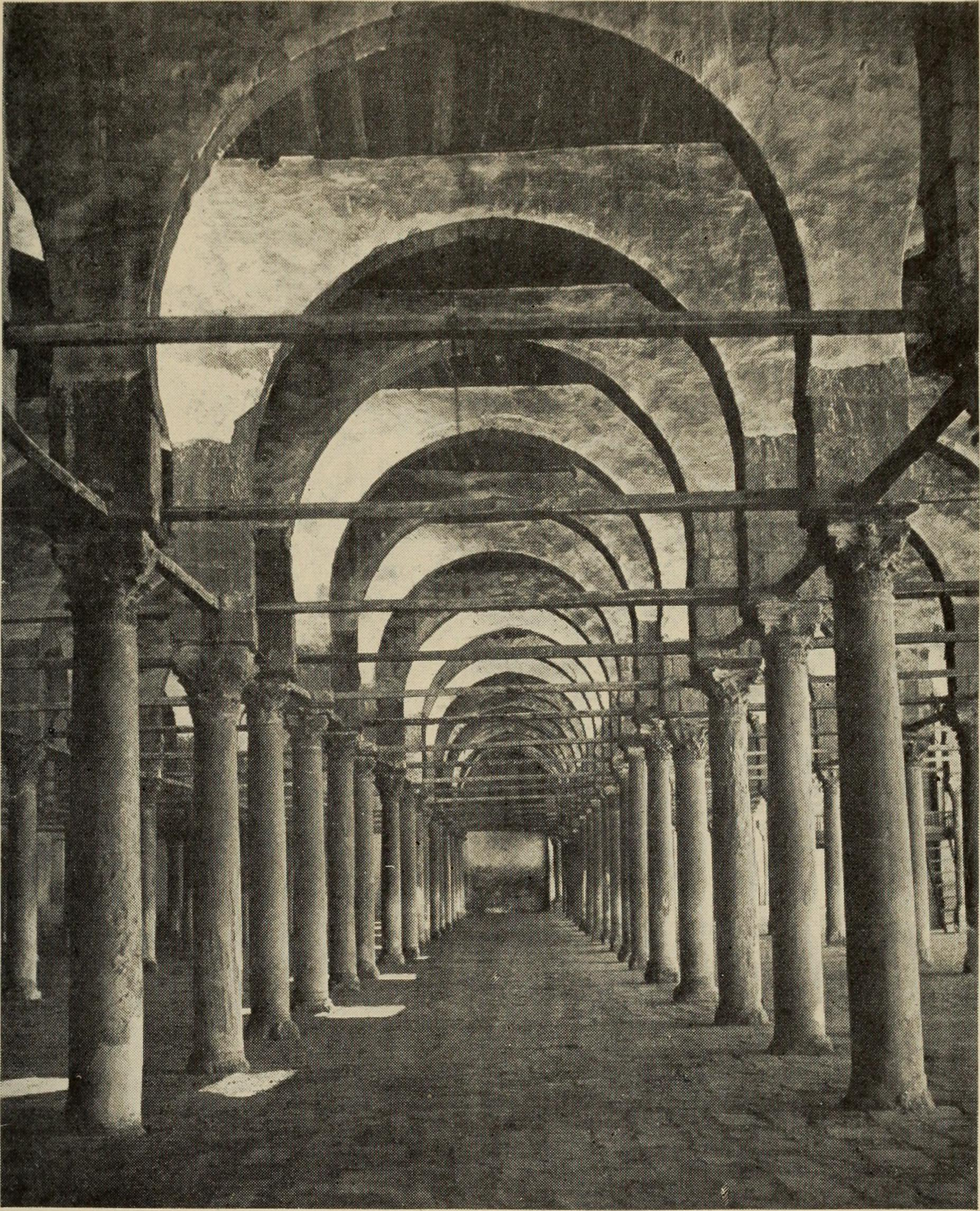
صورة داخلية لجامع عمرو بن العاص في الفسطاط، من كتاب تاريخ الفن سنة 1921.

كان عمرو أدْعَج(1) أبْلج(2) قصير القامة، عظيم الهيئة، ناتئ الجبهة، واسع الفم، عظيم اللحية، عريض ما بين المنكبين، عظيم الكفين والقدمين.:110 وكان يخضِبُ بالسواد. قال بَحِير بن ذَاخِر المَعَافِريّ: «قام عمرو بن العاص على المنبر فرأيت رجلا ربعة، قصد القامة وافر الهامة، أدعج أبلج، عليه ثياب موشية، كأن به العقيان، تأتلق عليه حلة وعمامة وجبة». قال شمس الدين الذهبي: «كان عمرو من أفراد الدهر، دهاءً، وجلادةً، وحزمًا، ورأيًا، وفصاحةً.».

### عبادته
كان عمرو بن العاص يُسرد الصوم، وقلما كان يُصيب من قيام الليل أول العشاء أكثر ما يصيب من السحر. وعن أبي قيس مولى عمرو قال: «سمعته يقول سمعت رسول الله ﷺ يقول: "فَصْلُ مَا بَيْنَ صِيَامِنَا وَصِيَامِ أَهْلِ الْكِتَابِ أَكْلَةُ السَّحَرِ".». وكان كثير النفقة والصدقة، قال عمرو بن دينار: وقع بين المغيرة بن شعبة وعمرو كلام، فسب المغيرة عمرو، فقال عمرو: أيسبني ابن شعبة! فقال له ابنه عبد الله: إنا لله، دعت بدعوى القبائل وقد نُهِى عنها، فأعتق عمرو ثلاثين رقبة كفارة لذلك. وعندما حضره الموت جمع حرسه وقال لهم: أي صاحب كنت لكم، قالوا: كنت لنا صاحب صدق تكرمنا وتعطينا وتفعل وتفعل.:123
وكان عمرو يرى أن أخاه هشام والعديد من الصحابة أفضل منه، فعن الْحَسَنَ قَالَ: «قَالَ رَجُلٌ لِعَمْرِو بْنِ الْعَاصِ: أَرَأَيْتَ رَجُلًا مَاتَ رَسُولُ اللَّهِ ﷺ وَهُوَ يُحِبُّهُ، أَلَيْسَ رَجُلًا صَالِحًا؟ قَالَ: بَلَى. قَالَ : قَدْ مَاتَ رَسُولُ اللَّهِ ﷺ وَهُوَ يُحِبُّكَ، وَقَدِ اسْتَعْمَلَكَ. فَقَالَ: قَدْ اسْتَعْمَلَنِي فَوَاللَّهِ مَا أَدْرِي أَحُبًّا كَانَ لِي مِنْهُ، أَوْ اسْتِعَانَةً بِي، وَلَكِنِّي سَأُحَدِّثُكَ بِرَجُلَيْنِ مَاتَ رَسُولُ اللَّهِ ﷺ وَهُوَ يُحِبُّهُمَا عَبْدُ اللَّهِ بْنُ مَسْعُودٍ، وَعَمَّارُ بْنُ يَاسِرٍ». وحين سُئل عن أخيه هشام قال: «فهو خير مني»، وكررها ثلاثًا.:137

### دهاؤه
عُرف عمرو بالدهاء والذكاء والفطنة قبل الإسلام وبعده، حتى وُصف بأدهى العرب أو «داهية العرب». يقول شمس الدين الذهبي: «داهية قريش، ورجل العالم، ومن يُضرب به المثل في الفطنة، والدهاء، والحزم.» ولقبه عمر بن الخطاب في معركة أجنادين بأرطبون العرب، وقال: «لقد رمينا أرطبون الروم بأرطبون العرب فانظروا عما تنفرج»، ويقصد بذلك أن كلا القائدين أدهى الرجال في قومه. وقال عامر الشعبي: «أدهى العرب أربعة: معاوية، وعمرو، والمغيرة، وزياد. فأمّا معاوية فللأناة والحلم، وأما عمرو فللمعضلات، وأما المغيرة للمبادهة، وأما زياد فللصغير والكبير.»، وعن قبيصة بن جابر قال: «صحبت عمرو بن العاص فما رأيت رجلا أنصع طرفًا منه ولا أكرم جليسا ولا أشبه سريرة بعلانية منه».

## روايته للحديث
لعمرو بن العاص أحاديث ليست كثيرة، تبلغ بالمكرر نحو الأربعين، اتفق البخاري ومسلم على ثلاثة أحاديث منها، وانفرد البخاري بحديث، ومسلم بحديثين. وروى عمرو عن النبي محمد، وعن عائشة، وعن أخيه هشام بن العاص، وأبي بكر الصديق، ومعاوية بن أبي سفيان وشرحبيل بن حسنة. وحدَّث عنه ابنه عبد الله، ومولاه أبو قيس، وقبيصة بن ذؤيب، وأبو عثمان النهدي، وعلي بن رباح، وقيس بن أبي حازم، وعروة بن الزبير، وجعفر بن المطلب بن أبي وداعة، وعبد الله بن منين، والحسن البصري مرسلا، وعبد الرحمن بن شماسة المهري، وعمارة بن خزيمة بن ثابت، ومحمد بن كعب القرظي، وأبو مرة مولى عقيل، وأبو عبد الله الأشعري، وأبو الغادية اليمامي، وأبو بكر بن عمرو الأنصاري، وأبو ظبية الكلاعي، وأبو كبشة السلولي، وأبو هاشم بن عتبة، وأخضر بن خوط الحبراني، وأسعد بن سهل الأنصاري، وإسماعيل بن أبي خالد، ومحمد بن عمر بن أبي سلمة، وتميم بن سلمة الخزاعي، وجعفر بن عبد الله الأنصاري، وحبيب بن أوس الثقفي، وأبو صالح السمان، وراشد بن سعد المقرائي، وزيد بن أسلم، وزيد بن وهب، وسعيد بن المسيب، وشرحبيل بن شفعة، وشعيب بن محمد السهمي، وعامر الشعبي، وعامر الأحول، وعبد الرحمن بن ثابت، وعبد الرحمن بن جبير، وعبد الله بن أبي الهذيل، وعبد الله بن الحارث الهاشمي، وأبو سلمة بن عبد الرحمن بن عوف، وعبد الله بن عمر بن الخطاب، وعلقمة بن وقاص، وعمرو بن ميمون، ولاحق بن حميد، ومحمد بن المنكدر، ومرثد بن عبد الله اليزني، وعمرو بن مسلم بن أبي عقرب، وحيان بن أبي جبلة، وميزان البصري، وهني العدوي.

## بلاغته وشعره
اشتهر عمرو ببلاغته وفصاحته، ورصانة شعره، وله من الخطب الكثير، حيث كان يخطب خطبة الجمعة في مسجده بالفسطاط طوال فترة ولايته لمصر. وروى أنه كان حكيمًا، كاتبًا قارئًا، بليغًا في نثره ونظمه، وقد رُوِيَت له آثارٌ في الشعر والخطب الطوال، وقد ذكر المبرد في كتابه الكامل في اللغة والأدب العديد من خطب عمرو.:36 وكان عمر بن الخطاب إذا رأى الرجل يتلجلج في كلامه قال: سبحان الله خالق هذا وخالق عمرو بن العاص واحد. وتحدث النُقاد عن رسالة عمرو إلى عمر بن الخطاب في وصف مصر وما فيها من البلاغة.:141 ويروي ابن تغري بردي أن عمر بن الخطاب عندما قرأت الرسالة قال: «لله درك يا ابن العاص! فلقد وصفت لي خبرا كأني أشاهده». وقد ترجم الكاتب الفرنسي «أوكتاف أوزان» هذه الرسالة، ونشرها في جريدة «الفيجارو»، وعلَّق أوزان على الرسالة ووصفها بأنها: «أكبر آيات البلاغة في كل لغات العالم».:194 وله أيضًا العديد من الأشعار، فمن شعره ما خاطب به عمارة بن الوليد عن النجاشي فقال:
ومن شعره يوم أحد:

## الآراء والمواقف حوله

### نظرة أهل السنة والجماعة
يعد أهل السنة والجماعة عمرو بن العاص من صحابة النبي، ومن قادة المسلمين، وفاتح مصر، وقد ورد في فضله عدة أحاديث نبوية في كتب الحديث السنيِّة. منها:
- أخرج الحاكم النيسابوري في المستدرك على الصحيحين، وأحمد بن حنبل في مسنده، عَنْ أَبِي هُرَيْرَةَ قَالَ: «قَالَ رَسُولُ اللَّهِ ﷺ: ابْنَا الْعَاصِ مُؤْمِنَانِ هِشَامٌ وَعَمْرٌو».[8]
- روى الترمذي عَنْ عقبة بن عامر الجهني، قَالَ: «قَالَ رَسُولُ اللَّهِ ﷺ: أَسْلَمَ النَّاسُ وَآمَنَ عَمْرُو بْنُ العَاصِ».[125]
- روى الترمذي عَنْ طلحة بن عبيد الله قال: «سمعت رسول الله ﷺ يقول إن عمرو بن العاص من صالحي قريش».[126]
- روى أحمد بن حنبل في مسنده عن عمرو بن العاص أنه قال: «كان فزع بالمدينة، فأتيت على سالم مولى أبي حذيفة، وهو محتب بحمائل سيفه، فأخذت سيفًا فاحتبيت بحمائله، فقال رسول الله ﷺ: "يا أيها الناس ألا كان مفزعكم إلى الله، وإلى رسوله؟ " ثم قال: "ألا فعلتم كما فعل هذان الرجلان المؤمنان"».[127]

### نظرة الشيعة
يعتبر الشيعة عمرو بن العاص من أعداء علي بن أبي طالب، ودائمًا ما يُوصف بأوصاف سيئة في التراث الشيعي، ومن هذه الأوصاف: «ابن النابغة»، و«الأبتر ابن الأبتر»، وتصفه إحدى الروايات بـ «شانئ محمد وآل محمد في الجاهلية والإسلام». ويصفه بعض كتاب الشيعة بالملحد والكافر، يقول أبو القاسم البلخي: «وما زال عمرو بن العاص ملحدا، ما تردد قط في الإلحاد والزندقة، وكان معاوية مثله». كما شكك عبد الحسين الأميني في كتابه الغدير في الكتاب والسنة والأدب في نسب عمرو، وقال أن أمه كانت أشهر بغي بمكّة، وأرخصهن أجرة، لذلك يكثر في الروايات الشيعية وصفه بـ«ابن اللخناء النابغة».
كما يذكر الشيعة أنه كان يتعرض لأهل البيت بالسوء، وأنه كان يستنقص من علي بن أبي طالب بين الناس ويزعم أن فيه دعابة وأنه كثير المزاح، ويروون أنه سب الحسن بن علي في الطواف، وقد قام بعدة أمور، ومنها: قوله إنَّ الله أقام الدين بمعاوية لا بعلي، واتهامه للحسن بقتل عثمان بن عفان، وأن الحسن رد عليه بقوله: «فإنما أنت نجس، ونحن أهل بيت الطهارة، أذهب الله عنا الرجس وطهرنا تطهيرًا».

### نظرة المسيحيين والمستشرقين
تذكر المصادر الإسلامية أن عمرو بن العاص كان يعامل المصريين باللين والرفق، وخفف عنهم الضرائب والخراج، وجعلها أقل مما كانت عليه في عهد المقوقس. كما يمتدح بعض الكتاب المسيحيين المصريين موقف عمرو مع بنيامين الأول الذي كان هاربًا من اضطهاد الرومان، وسمح له عمرو بن العاص بالعودة إلى منصبه بعد أن قضى ثلاثة عشر سنة لاجئًا متخفيًا خشية أن يقبض عليه، أعيد إلى مركزه وأضحى بإمكانه أن يقوم بواجباته الدينية وهو مطمئن، وكان يستقطب الناس إلى مذهبه بالحجة والإقناع، واستطاع أن يحصل على بعض الكنائس التي تركها الملكانيون بعد خروجهم وضمها إلى كنائس البطريركية، ولما عاد إلى الإسكندرية قال لأتباعه: «عدت إلى بلدي الإسكندرية، فوجدت بها أمنًا من الخوف، واطمئنانًا بعد البلاء، وقد صرف الله عنا اضطهاد الكفرة وبأسهم». ويذكر المفكر والباحث اللبناني إدمون رباط أن سياسة عمرو والمسلمين كان قائمة على عدم الإكراه في الدين، مما استمال قلوب المسيحيين إلى الإسلام وجعلت النصارى يفضلون العيش في ظله.
بينما ينتقد عدد من الكتاب المسيحيين والمستشرقين عمرًا ويرون أنه كان يحكم بالشدة والرعب، مثل الأسقف يوحنا النقيوسي الذي قال:«إن عمرو بن العاص قبض على القضاة الروم وقيد أيديهم وأرجلهم بالسلاسل والأطواق الخشبية، ونهب أموالًا كثيرة وضاعف ضريبة المال على الفلاحين وأجبرهم على تقديم علف الخيول، وقام بأعمالٍ فظيعةٍ عديدة. وحدث الرعب في كل المدن المصرية وأخذ الأهالي في الهرب إلى مدينة الإسكندرية تاركين أملاكهم وأموالهم وحيواناتهم. وانضم إلى الغزاة الكثيرون من سكان مصر الأجانب الذين أتوا من الأقطار المجاورة واعتنقوا دينهم، ودخل الغزاة المدن واستولوا على أموال كل المصريين الذين هربوا.» كما رفض الكاتب والباحث القبطي الأب بيجول باسيلي المعتقد السائد حول ترحيب المصرين بالمسلمين فيقول: «
كذلك فقد رفض الأقباط بشدة جميع أنواع وطرق فرض الحماية عليهم أو إنقاذهم من ناحية جميع المستعمرين والغزاه الذين جاؤا يتذرعون بمقولة حماية الأقباط، رغم ما كان يعانيه الأقباط من الظلم والاضطهاد والقسوة. والحقيقة أن أكذوبة الترحيب هذه، هي الأكذوبة الشهيرة التي يتذرع بها ويطلقها دائمًا كل مستعمرٍ أو فاتحٍ أو محتل، يكاد لا يشذ عنها أحدًا منهم على مدى التاريخ وفي كل مكان، هي ستارٌ شفاف يحاول الفاتح أو الغازي أو المحتل أن يغطي به دوافعه الحقيقية، متوهمًا أنه قد استطاع أن يخفي الحقيقة، وأن يضفي على وجوده صفة الشرعية بأن الأهالي هم الذين استنجدوا ورحبوا به، ولا مانع عنده من أن يلصق بالمواطنين تهمه الخيانة ليسقط عن نفسه جريمة الاغتصاب. حدث هذا ويحدث ليس فقط مع من فتحوا أو احتلوا أو استعمروا مصر، بل مع غالبية الشعوب التي نكبت بالفتح أو تعرضت للغزو أو الاستعمار، هي نفس الحجة والأكذوبة وهو هو نفس الأسلوب الملتوي والمخادع لتبرير الأحداث.»

## عائلته

### زوجاته

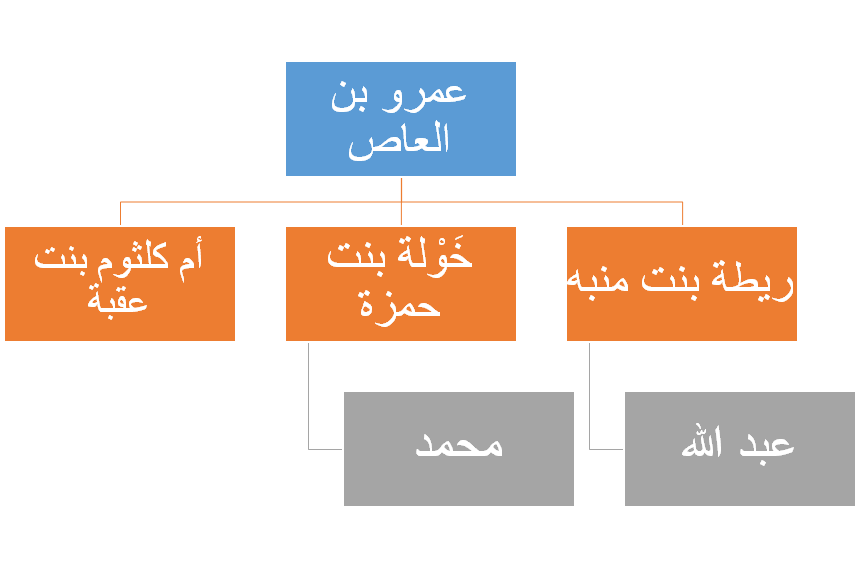
شجرة عائلة عمرو بن العاص (زوجاته وبنيه).

تزوج عمرو ثلاث مرات أو أربع، وزوجاته هن:
- رَيْطَةُ بنتُ مُنَبِّه بن الحَجّاج بن عامر بن حُذَيفَة بن سَعْد بن سَهْم بن عَمْرو، هي زوجته الأولى، وأم عبد الله بن عمرو.[137]
- خَوْلة بنت حمزة بن السليل، امرأة مِنْ بَلِيّ، وهي أم ابنه الثاني محمد بن عمرو.[138]
- أم كلثوم بنت عقبة، كانت زوجة زيد بن حارثة، قُتل عنها يوم مؤتة، وبعده تزوجت من الزبير بن العوام، وولدت زينب ثم طلقها، فتزوجت عبد الرحمن بن عوف فولدت له إبراهيم وحميدًا وإسماعيل، وعندما توفي عنها، تزوجها عمرو بن العاص، وتوفيت بعد شهر من زواجه وذلك في فترة خلافة علي.[139]
- ذكر محمد بن حبيب البغدادي أنه تزوج عاتكة بنت زيد، ويقال خطبها عمرو ومحمد بن أبي بكر فامتنعت عنهما.[23]

### أبناؤه
أنجب عمرو بن العاص ولدين فقط، هما:
- عبد الله بن عمرو، أمه ريطة بنت منبه بن الحجاج السهمي القرشي، وهو المُحدث والفقيه والصحابي المشهور، ولد حوالي سنة 7 ق هـ. وقد ذكر عدد من المؤرخين أن عبد الله كان أصغر من أبيه عمرو باثنتي عشرة سنة فقط.[140]
- محمد بن عمرو، أمه بَلَويّة اسمها خَوْلة بنت حمزة بن السليل، قدم مع أبيه دمشق، وشهد وقعة صفين في صف معاوية بن أبي سفيان. ولا عقب له.[141]

### ذريته
كان لعمرو بن العاص ذرية كثيرة يسكن معظمهم في الطائف منطقة الوهط وبعضهم يسكن مكة وذكرهم ابن حزم الأندلسي «فولد عمرو بن العاص محمّد، لا عقب له وعبد الله، من فضلاء الصحابة. لعبد الله بالوهط ومكة عقب كثير» وذكر الذهبي «وَآلُ عَمْرِو بنِ شُعَيْبٍ -إِلَى اليَوْمِ- لَهُم بَقِيَّةٌ بِالطَّائِفِ، يَتَوَارَثُوْنَ الوَهْطَ» وذكرهم الهمداني في الطائف «وساكن الطائف ثقيف ويسكن شرقي الطائف قوم من ولد عمرو بن العاص».

## في السينما والتليفزيون

ملصق مسلسل رجل الأقدار الذي يحكي سيرة عمرو بن العاص، بطولة نور الشريف، من إنتاج مدينة الإنتاج الإعلامي سنة 2003.

- 1977: فيلم الرسالة عن قصة بداية الإسلام إلى فتح مكة بطولة عبد الله غيث بدور حمزة بن عبد المطلب. وقام بدور عمرو بن العاص الممثل محمد وفيق.[145]
- 1981: مسلسل الفتوحات الإسلامية وقام بدور عمرو بن العاص الممثل حمزة الشيمي.[146]
- 1981: مسلسل الكعبة المشرفة وقام بدور عمرو بن العاص الممثل حاتم ذو الفقار.[147]
- 1983: مسلسل عمرو بن العاص عن قصة حياته بطولة مجدي وهبة، محمود المليجي[148][149]
- 1993: مسلسل الوعد الحق وقام بدور عمرو بن العاص الممثل أحمد حلاوة.[150]
- 2002: مسلسل رجل الأقدار عن قصة حياته بطولة نور الشريف.[149][151]
- 2009: فيلم الخوافي والقوادم في نصرة الإسلام وقام بدور عمرو بن العاص الممثل محمود نصر.[152]
- 2009: مسلسل قمر بني هاشم عن قصة حياة الرسول بطولة رشيد عساف في دور حمزة بن عبد المطلب. وقام بدور عمرو بن العاص الممثل محمد الأحمد.[149]
- 2010: مسلسل القعقاع بن عمرو التميمي عن قصة حياة القعقاع بن عمرو التميمي بطولة سلوم حداد. وقام بدور عمرو بن العاص الممثل حسن عويتي.[153]
- 2010: مسلسل رايات الحق عن فترة حكم أبي بكر الصديق وعمر بن الخطاب. وقام بدور عمرو بن العاص الممثل مروان أبو شاهين.[154]
- 2011: مسلسل معاوية والحسن والحسين، وقام بتجسيد دور عمرو بن العاص الممثل محمد القباني.[155]
- 2012: مسلسل عمر عن قصة حياة عمر بن الخطاب بطولة سامر إسماعيل. وقام بدور عمرو بن العاص الممثل قاسم ملحو.[149][156]

## هوامش
- 1: أدْعَج العينين: شديد سواد العينين مع سعتهما.[157]
- 2: أبْلج الوجه: أبيض واضح ما بين الحاجبين كأنه يضيء.[158]

### باللُّغةِ العربيَّة
1. ↑  أبو نعيم الأصبهاني (1998). معرفة الصحابة (ط. الأولى). دار الوطن. ج. الرابع. ص. 1987.
2. 1 2  ابن أبي الحديد. "شرح نهج البلاغة ج6، نسب عمرو بن العاص وطرف من أخباره". موقع حيدرية. مؤرشف من الأصل في 2019-10-03. اطلع عليه بتاريخ 2020-07-04.
3. ↑  "عمرو بن العاص بن وائل بن هاشم بن سعيد بن سهم أبو عبد الله السهمي القرشي المدني". موسوعة رواة الحديث. مؤرشف من الأصل في 2020-07-02. اطلع عليه بتاريخ 2020-07-04.
4. ↑  جمهرة أنساب العرب، فصل: ولد فهر بن مالك بن النضر لابن حزم على ويكي مصدر
5. ↑  جمال الدين المزي. "تهذيب الكمال في أسماء الرجال، جـ 22". المكتبة الشيعية. ص. 80. مؤرشف من الأصل في 2020-07-04. اطلع عليه بتاريخ 2020-07-04.
6. ↑  ابن عبد البر (2006). الاستيعاب في معرفة الأصحاب، الجزء 3. دار الفكر. ص. 1185. مؤرشف من الأصل في 2020-07-04.
7. ↑  جمال الدين المزي. "تهذيب الكمال في أسماء الرجال، جـ 22". المكتبة الشيعية. ص. 79. مؤرشف من الأصل في 2020-07-04. اطلع عليه بتاريخ 2020-07-04.
8. 1 2 3  شمس الدين الذهبي (2001). "سير أعلام النبلاء، الصحابة رضوان الله عليهم، هشام بن العاص- الجزء رقم3". إسلام ويب. مؤسسة الرسالة. ص. 78. مؤرشف من الأصل في 2020-07-04. اطلع عليه بتاريخ 2020-07-04.
9. ↑  أبو البقاء محب الدين العُكبري؛ تحقيق: محمد عثمان (2011). إعراب ما يشكل من ألفاظ الحديث. دار الكتب العلمية. ص. 206. ISBN:978-2-7451-6824-5. مؤرشف من الأصل في 2020-07-15.
10. ↑  أبي القاسم علي بن الحسن بن عساكر؛ تحقيق: مصطفى عبد القادر عطا (2012). تاريخ مدينة دمشق 1-37 ج25. دار الكتب العلمية. ص. 145. مؤرشف من الأصل في 2020-07-15.
11. 1 2 3 4 5 6 7 8 9 10 11 12 13 14 15 16 17 18  حسن إبراهيم حسن (1996). تاريخ عمرو بن العاص، الجزء 34 من سلسلة صفحات من تاريخ مصر. القاهرة: مكتبة مدبولي. مؤرشف من الأصل في 2020-07-15.
12. ↑  "زمن ولادة الصحابي الجليل عمرو بن العاص رضي الله عنه - إسلام ويب - مركز الفتوى". إسلام ويب. مؤرشف من الأصل في 2019-03-02. اطلع عليه بتاريخ 2020-07-15.
13. 1 2  جمال الدين المزي. "تهذيب الكمال في أسماء الرجال، جـ 22". المكتبة الشيعية. ص. 81. مؤرشف من الأصل في 2020-07-04. اطلع عليه بتاريخ 2020-07-15.
14. ↑  محمد حسين هيكل. الفاروق عمر. بيروت: دار القلم للطباعة والنشر والتوزيع. ص. 373. مؤرشف من الأصل في 2020-07-16.
15. ↑  البلاذري؛ تحقيق: سهيل زكار ورياض الزركلي (1996). "أنساب الأشراف، جـ 1". lib.eshia.ir (بالفارسية). دار الفكر. ص. 138، 139. مؤرشف من الأصل في 2020-07-16. اطلع عليه بتاريخ 2020-07-16.
16. 1 2  السيرة النبوية في ضوء المصادر الأصلية - دراسة تحليلية ص:208 نسخة محفوظة 6 مارس 2020 على موقع واي باك مشين.
17. ↑  مختصر سيرة الرسول صلى الله عليه وسلم لمحمد بن عبد الوهاب باب:بعث قريش إلى النجاشي تطلب إرجاع المسلمين
18. ↑  عبد الملك بن هشام. "سيرة ابن هشام، المجلد الثاني، فصل: إيذاء العاص الرسول صلى الله عليه وسلم وما نزل فيه من قرآن|نداء الإيمان". نداء الإيمان. ص. 22: 110. مؤرشف من الأصل في 2020-07-16. اطلع عليه بتاريخ 2020-07-16.
19. ↑  ابن كثير الدمشقي (2003). "البداية والنهاية، كتاب سيرة رسول الله صلى الله عليه وسلم، باب هجرة من هاجر من أصحاب رسول الله من مكة إلى أرض الحبشة، الجزء 4". إسلام ويب. دار عالم الكتب. ص. 165: 204. مؤرشف من الأصل في 2020-07-16. اطلع عليه بتاريخ 2020-07-16.
20. ↑  ابن حجر العسقلاني (1995)، الإصابة في تمييز الصحابة، تحقيق: علي محمد معوض، عادل أحمد عبد الموجود (ط. 1)، بيروت: دار الكتب العلمية، ج. 7، ص. 483-484، OCLC:4770581745، QID:Q116752596
21. ↑  شرح نهج البلاغة، ابن أبي الحديد، جـ 6، الصفحة 305 نسخة محفوظة 7 يناير 2019 على موقع واي باك مشين.
22. 1 2 3  ابن كثير الدمشقي (2003). "البداية والنهاية، سنة خمس من الهجرة النبوية، غزوة الخندق، قصة عمرو بن العاص مع النجاشي بعد وقعة الخندق، الجزء 6". إسلام ويب. دار عالم الكتب. مؤرشف من الأصل في 2020-07-16. اطلع عليه بتاريخ 2020-07-16.
23. 1 2 3 4 5 6 7  وليد محمد سالم عبد الحق (2013). بذل الإخلاص في سيرة عمرو بن العاص (PDF) (ط. الأولى). الكويت: مبرة الآل والأصحاب. ص. 106. ISBN:9789996664175. مؤرشف من الأصل (PDF) في 2020-07-18.
24. ↑  ابن كثير الدمشقي (1988)، البداية والنهاية، تحقيق: علي شيري (ط. 1)، بيروت: دار إحياء التراث العربي، ص. 269، OCLC:4771091995، QID:Q118094376 – عبر المكتبة الشاملة
25. ↑  "إسلام عمرو بن العاص وخالد بن الوليد وعثمان بن طلحة". المكتبة الإسلامية - البداية والنهاية - الجزء الرابع. مؤرشف من الأصل في 2010-12-03. اطلع عليه بتاريخ 2010-12-23.
26. ↑  المباركفوري، صفي الرحمن (2009). الرحيق المختوم (ط. ط 20). مصر: دار الوفاء. ص. ص 302. ISBN:977-15-0269-7.
27. ↑  أحمد بن حنبل (1993). "مسند الإمام أحمد، مسند الشاميين، حديث عمرو بن العاص عن النبي صلى الله عليه وسلم، الجزء 4". إسلام ويب. دار إحياء التراث العربي. ص. 199. مؤرشف من الأصل في 2020-07-16. اطلع عليه بتاريخ 2020-07-16.
28. ↑  نور الدين علي بن أبي بكر الهيثمي؛ تحقيق: محمد عبد القادر عطا (2009). مجمع الزوائد ومنبع الفوائد، جـ 9. دار الكتب العلمية. ص. 435. مؤرشف من الأصل في 2020-07-17.
29. ↑  علاء الدين علي المتقي بن حسام الدين الهندي (1989). "كنز العمال في سنن الأقوال والأفعال، جـ 13". المكتبة الشيعية. مؤسسة الرسالة. ص. 550. مؤرشف من الأصل في 2019-12-29. اطلع عليه بتاريخ 2020-07-17.
30. 1 2  محمد بن سعد البغدادي. "الطبقات الكبرى، جـ 2". المكتبة الشيعية. ص. 131. مؤرشف من الأصل في 2019-12-21. اطلع عليه بتاريخ 2020-07-17.
31. ↑  ابن حبان (1993). "صحيح ابن حبان، كتاب السير، باب في الخلافة والإمارة، ذكر الإباحة للإمام تخويف رعيته بما ليس في خلده إمضاؤه، الجزء 10". إسلام ويب (ط. الثانية). مؤسسة الرسالة. ص. 404. مؤرشف من الأصل في 2020-07-17. اطلع عليه بتاريخ 2020-07-17.
32. ↑  أبو الفرج الحلبي الشافعي. "السيرة الحلبية، جـ 3". lib.eshia.ir. دار الكتب العلمية. ص. 276. مؤرشف من الأصل في 2020-07-17. اطلع عليه بتاريخ 2020-07-17.
33. ↑  أبو جعفر محمد بن جرير الطبري (2011). تاريخ الطبري (تاريخ الأمم والملوك) ج2، سنة 11، فصل: ذكر بيقة الخبر عن غطفان. دار الكتب العلمية. ص. 263. مؤرشف من الأصل في 2020-07-18.
34. ↑  قصة الإسلام - حروب الردة نسخة محفوظة 29 نوفمبر 2016 على موقع واي باك مشين.
35. ↑  بيضون، إبراهيم (1979). ملامح التيارات السياسية في القرن الأول الهجري (ط. الأولى). بيروت - لبنان: دار النهضة العربية. ص. 59 - 60. مؤرشف من الأصل في 8 أغسطس 2020. {{استشهاد بكتاب}}: تحقق من التاريخ في: |سنة= (مساعدة)
36. ↑  ابن عساكر (1995)، تاريخ مدينة دمشق، تحقيق: عمر بن غرامة العمروي، بيروت: دار الفكر للطباعة والنشر والتوزيع، ج. 2، ص. 63، OCLC:4770667638، QID:Q116753093 – عبر المكتبة الشاملة
37. ↑  البلاذري (1988)، فتوح البلدان، بيروت: دار ومكتبة الهلال، ص. 111، OCLC:1136113129، QID:Q116752858
38. ↑  أبو القاسم علي بن الحسن ابن عساكر؛ تخقيق: مصطفى عبد القادر عطا (2012). تاريخ مدينة دمشق، جـ 1. دار الكتب العلمية. ص. 316. ISBN:978-2-7451-6096-6. مؤرشف من الأصل في 2020-07-18.
39. 1 2 3 4 5 6 7  طقوش، محمد سهيل (1424 هـ - 2002م). تاريخ الخلفاء الراشدين: الفتوحات والإنجازات السياسية (ط. الأولى). بيروت - لبنان: دار النفائس. ص. 150. ISBN:9953181012. مؤرشف من الأصل في 8 أغسطس 2020. {{استشهاد بكتاب}}: تحقق من التاريخ في: |سنة= (مساعدة)
40. ↑  أحمد عادل كمال (1990). الطريق إلى دمشق (PDF) (ط. الخامسة). بيروت - لبنان: دار النفائس. ص. 221. مؤرشف من الأصل (PDF) في 8 أغسطس 2020. {{استشهاد بكتاب}}: تحقق من التاريخ في: |سنة= (مساعدة)
41. 1 2 3 4 5 6 7  غير معروف (1997)، فتوح الشام، بيروت: دار الكتب العلمية، ج. 1، ص. 14، QID:Q121078450 – عبر المكتبة الشاملة
42. 1 2 3 4  ابن كثير الدمشقي (2003). "البداية والنهاية، سنة ثلاث عشرة من الهجرة، وقعة اليرموك، الجزء رقم 9". إسلام ويب. دار عالم الكتب. ص. 546: 569. مؤرشف من الأصل في 2020-07-21. اطلع عليه بتاريخ 2020-07-21.
43. ↑  محمد بن جرير الطبري (1960). تاريخ الرسل والملوك، جـ 3. القاهرة-مصر: دار المعارف، تحقيق محمد أبو الفضل إبراهيم. ص. 388 - 391. {{استشهاد بكتاب}}: تحقق من التاريخ في: |سنة= (مساعدة)
44. ↑  ابن عساكر؛ تحقيق عمرو بن غرامة العمروي (1415 هـ - 1995م). تاريخ دمشق، الجزء الثاني. بيروت - لبنان: دار الفكر للطباعة والنشر والتوزيع. ص. 104. {{استشهاد بكتاب}}: تحقق من التاريخ في: |سنة= (مساعدة)
45. ↑  كلير، كلاوس؛ ترجمة وتحقيق محمد جديد (2001). خالد وعمر: بحث نقدي في مصادر التأريخ الإسلامي المبكر (PDF) (ط. الأولى). بيروت - لبنان: قدمس للنشر والتوزيع. ص. 231. مؤرشف من الأصل (PDF) في 26 يوليو 2020. {{استشهاد بكتاب}}: تحقق من التاريخ في: |سنة= (مساعدة)
46. ↑  ابن عساكر؛ تحقيق عمرو بن غرامة العمروي (1415 هـ - 1995م). تاريخ دمشق، الجزء الثاني. بيروت - لبنان: دار الفكر للطباعة والنشر والتوزيع. ص. 98 = 99. {{استشهاد بكتاب}}: تحقق من التاريخ في: |سنة= (مساعدة)
47. ↑  ابن كثير الدمشقي (2003). "البداية والنهاية، سنة ثلاث عشرة من الهجرة،  ما وقع في هذه السنة أعني سنة ثلاث عشرة من الحوادث، الجزء رقم 9". إسلام ويب. دار عالم الكتب. ص. 603. مؤرشف من الأصل في 2020-07-19. اطلع عليه بتاريخ 2020-07-21.
48. ↑  ابن كثير الدمشقي؛ تحقيق عبد الله بن عبد المحسن التركي (1418 هـ - 1997م). البداية والنهاية، الجزء السابع (ط. الأولى). القاهرة - مصر: دار هجر للطباعة والنشر والتوزيع والإعلان. ص. 20 - 21. {{استشهاد بكتاب}}: تحقق من التاريخ في: |سنة= (مساعدة)
49. ↑  محمد بن جرير الطبري (1960). تاريخ الرسل والملوك، جـ 3. القاهرة-مصر: دار المعارف، تحقيق محمد أبو الفضل إبراهيم. ص. 440. {{استشهاد بكتاب}}: تحقق من التاريخ في: |سنة= (مساعدة)
50. ↑  ابن كثير الدمشقي (2003). "البداية والنهاية، سنة ثلاث عشرة من الهجرة، وقعة فحل، الجزء رقم 9". إسلام ويب. دار عالم الكتب. ص. 589: 590. مؤرشف من الأصل في 2020-07-21. اطلع عليه بتاريخ 2020-07-21.
51. ↑  البلاذري (1988)، فتوح البلدان، بيروت: دار ومكتبة الهلال، ص. 136-137، OCLC:1136113129، QID:Q116752858
52. ↑  أبو زكريا الأزدي (1970). فتوح الشام. القاهرة - مصر: مؤسسة سجل العرب. ص. 398 - 400.
53. ↑  أبو زكريا الأزدي (1970). فتوح الشام. القاهرة - مصر: مؤسسة سجل العرب. ص. 164 - 172.
54. ↑  محمد بن جرير الطبري (1960). تاريخ الرسل والملوك، جـ 3. القاهرة-مصر: دار المعارف، تحقيق محمد أبو الفضل إبراهيم. ص. 393. {{استشهاد بكتاب}}: تحقق من التاريخ في: |سنة= (مساعدة)
55. ↑  ابن الأثير الجزري؛ تحقيق أبو الفداء عبد الله القاضي (1407 هـ - 1987م). الكامل في التاريخ، الجزء الثاني (ط. الأولى). بيروت - لبنان: دار الكتب العلمية. ص. 410. {{استشهاد بكتاب}}: تحقق من التاريخ في: |سنة= (مساعدة)
56. ↑  محمد بن جرير الطبري (1960). تاريخ الرسل والملوك، جـ 5. القاهرة-مصر: دار المعارف، تحقيق محمد أبو الفضل إبراهيم. ص. 36. {{استشهاد بكتاب}}: تحقق من التاريخ في: |سنة= (مساعدة)
57. ↑  أبو زكريا الأزدي (1970). فتوح الشام. القاهرة - مصر: مؤسسة سجل العرب. ص. 234 - 237.
58. ↑  محمد بن جرير الطبري (1960). تاريخ الرسل والملوك، جـ 3. القاهرة-مصر: دار المعارف، تحقيق محمد أبو الفضل إبراهيم. ص. 606. {{استشهاد بكتاب}}: تحقق من التاريخ في: |سنة= (مساعدة)
59. ↑  الواقدي؛ تحقيق: مارسدن جونس (1409 هـ - 1989م). كتاب المغازي، الجزء الأول (ط. الثالثة). بيروت - لبنان: دار الأعلمي. ص. 229. {{استشهاد بكتاب}}: تحقق من التاريخ في: |سنة= (مساعدة)
60. 1 2  محمد بن جرير الطبري (1960). تاريخ الرسل والملوك، جـ 3. القاهرة-مصر: دار المعارف، تحقيق محمد أبو الفضل إبراهيم. ص. 608. {{استشهاد بكتاب}}: تحقق من التاريخ في: |سنة= (مساعدة)
61. ↑  الواقدي؛ تحقيق: مارسدن جونس (1409 هـ - 1989م). كتاب المغازي، الجزء الأول (ط. الثالثة). بيروت - لبنان: دار الأعلمي. ص. 231. {{استشهاد بكتاب}}: تحقق من التاريخ في: |سنة= (مساعدة)
62. 1 2 3  ابن كثير الدمشقي؛ تحقيق: علي محمد معوض، وعادل أحمد عبد الموجود. البداية والنهاية جـ 4. دار الكتب العلمية. ص. 76: 78. مؤرشف من الأصل في 2020-04-09.
63. ↑  مجمع الزوائد ومنبع الفوائد، علي بن أبي بكر الهيثمي، كتاب الجنائز، 3860 نسخة محفوظة 23 أكتوبر 2013 على موقع واي باك مشين.
64. ↑  تاريخ الطبري، دار الكتب العلمية، الطبعة الأولى، ج2 ص488 نسخة محفوظة 04 أغسطس 2017 على موقع واي باك مشين.
65. ↑  المتحف المصري الكبير، حواديت تاريخية: التخطيط للفتح الإسلامي لمصر نسخة محفوظة 05 2يناير6 على موقع واي باك مشين.
66. 1 2 3 4 5 6 7 8 9 10 11 12 13  ابن عبد الحكم؛ تحقيق: محمد الحجيري (1416 هـ - 1996م). فتوح مصر وأخبارها (ط. الأولى). بيروت - لبنان: دار الفكر. مؤرشف من الأصل في 18 أغسطس 2017. {{استشهاد بكتاب}}: تحقق من التاريخ في: |سنة= (مساعدة)
67. ↑  الواقدي؛ تحقيق: مارسدن جونس (1409 هـ - 1989م). كتاب المغازي، الجزء الثاني (ط. الثالثة). بيروت - لبنان: دار الأعلمي. ص. 36 - 38. {{استشهاد بكتاب}}: تحقق من التاريخ في: |سنة= (مساعدة)
68. 1 2 3  شبارو، عصام محمد (1995م). الدولة العربية الإسلامية الأولى (ط. الثالثة). بيروت - لبنان: دار النهضة العربية. ص. 318. {{استشهاد بكتاب}}: تحقق من التاريخ في: |سنة= (مساعدة)
69. ↑  البلاذري (1988)، فتوح البلدان، بيروت: دار ومكتبة الهلال، ص. 249، OCLC:1136113129، QID:Q116752858
70. ↑  ياقوت الحموي (1995م). معجم البلدان، الجزء الخامس عشر (ط. الثانية). بيروت - لبنان: دار صادر. ص. 262. {{استشهاد بكتاب}}: تحقق من التاريخ في: |سنة= (مساعدة)
71. ↑  البلاذري (1988)، فتوح البلدان، بيروت: دار ومكتبة الهلال، ص. 214، OCLC:1136113129، QID:Q116752858
72. ↑  تقي الدين المقريزي (1418 هـ). المواعظ والاعتبار بذكر الخطط والآثار، الجزء الأول (ط. الأولى). بيروت - لبنان: دار الكتب العلمية. ص. 340. {{استشهاد بكتاب}}: تحقق من التاريخ في: |سنة= (مساعدة)
73. ↑  أبو عمرو الكندي؛ تحقيق: محمد حسن محمد حسن إسماعيل، وأحمد فريد المزيدي (1424 هـ - 2003م). كتاب الولاة والقضاة (ط. الأولى). بيروت - لبنان: دار الكتب العلمية. ص. 8. {{استشهاد بكتاب}}: تحقق من التاريخ في: |سنة= (مساعدة)
74. ↑  البلاذري (1988)، فتوح البلدان، بيروت: دار ومكتبة الهلال، ص. 314، OCLC:1136113129، QID:Q116752858
75. ↑  عامر، فاطمة مصطفى (2000). تاريخ أهل الذمة في مصر الإسلامية (من الفتح العربي إلى نهاية العصر الفاطمي)، الجزء الأول. القاهرة - مصر: الهيئة المصرية العامة للكتاب. ص. 77 - 78. {{استشهاد بكتاب}}: تحقق من التاريخ في: |سنة= (مساعدة)
76. ↑  بتلر، ألفرد؛ ترجمة وتحقيق: محمد فريد أبو حديد بك (1990). فتح العرب لمصر (ط. الأولى). القاهرة - مصر: مكتبة مدبولي. ص. 260 - 263، 265. {{استشهاد بكتاب}}: تحقق من التاريخ في: |سنة= (مساعدة)
77. ↑  محمد بن جرير الطبري؛ تحقيق محمد أبو الفضل إبراهيم (1387 هـ - 1967م). تاريخ الرسل والملوك، الجزء الرابع (ط. الثانية). القاهرة - مصر: دار المعارف. ص. 102. {{استشهاد بكتاب}}: تحقق من التاريخ في: |سنة= (مساعدة)
78. ↑  عامر، فاطمة مصطفى (2000). تاريخ أهل الذمة في مصر الإسلامية (من الفتح العربي إلى نهاية العصر الفاطمي)، الجزء الأول. القاهرة - مصر: الهيئة المصرية العامة للكتاب. ص. 79 - 80. {{استشهاد بكتاب}}: تحقق من التاريخ في: |سنة= (مساعدة)
79. ↑  بتلر، ألفرد؛ ترجمة وتحقيق: محمد فريد أبو حديد بك (1990). فتح العرب لمصر (ط. الأولى). القاهرة - مصر: مكتبة مدبولي. ص. 292. {{استشهاد بكتاب}}: تحقق من التاريخ في: |سنة= (مساعدة)
80. ↑  العريني، السيد الباز (1989). تاريخ أوروپا - العصور الوسطى (ط. الأولى). القاهرة - مصر: دار النهضة العربية. ص. 137. {{استشهاد بكتاب}}: تحقق من التاريخ في: |سنة= (مساعدة)
81. ↑  محمد بن جرير الطبري (1967)، تاريخ الرُّسُل و المُلُوك، تحقيق: محمد أبو الفضل إبراهيم (ط. 2)، القاهرة: دار المعارف، ج. 4، ص. 108-109، OCLC:934442375، QID:Q114456807
82. ↑  البلاذري (1988)، فتوح البلدان، بيروت: دار ومكتبة الهلال، ص. 231-232، OCLC:1136113129، QID:Q116752858
83. ↑  شبارو، عصام محمد (1995م). الدولة العربية الإسلامية الأولى (ط. الثالثة). بيروت - لبنان: دار النهضة العربية. ص. 324. {{استشهاد بكتاب}}: تحقق من التاريخ في: |سنة= (مساعدة)
84. ↑  محمد حسنين هيكل (2011). الفاروق عمر، الجزء الثاني (ط. الأولى). القاهرة - مصر: الهيئة المصرية العامة للكتاب. ص. 142 - 143. {{استشهاد بكتاب}}: تحقق من التاريخ في: |سنة= (مساعدة)
85. 1 2  البلاذري (1988)، فتوح البلدان، بيروت: دار ومكتبة الهلال، ص. 217-222، OCLC:1136113129، QID:Q116752858
86. ↑  تقي الدين المقريزي (1418 هـ). المواعظ والاعتبار بذكر الخطط والآثار، الجزء الأول (ط. الأولى). بيروت - لبنان: دار الكتب العلمية. ص. 165. {{استشهاد بكتاب}}: تحقق من التاريخ في: |سنة= (مساعدة)
87. ↑  شبارو، عصام محمد (1995م). الدولة العربية الإسلامية الأولى (ط. الثالثة). بيروت - لبنان: دار النهضة العربية. ص. 327. {{استشهاد بكتاب}}: تحقق من التاريخ في: |سنة= (مساعدة)
88. ↑  ابن دقماق (1309 هـ-1310 هـ). كتاب الإنتصار لواسطة عقد الأبصار (ط. الأولى). القاهرة - مصر: المطبعة الكبرى الأميرية. ص. 3 - 4. {{استشهاد بكتاب}}: تحقق من التاريخ في: |سنة= (مساعدة)
89. 1 2  مصر في عهد عمرو بن العاص، موقع قصة الإسلام، د. راغب السرجاني نسخة محفوظة 08 مارس 2009 على موقع واي باك مشين.
90. ↑  قصة الحضارة، ول ديورانت، الموسوعة الشاملة نسخة محفوظة 02 يوليو 2015 على موقع واي باك مشين.
91. ↑  قصة نيل مصر، الجزء السابع، البداية والنهاية، ابن كثير
92. ↑  الأوضاع الإدارية والاقتصادية والثقافية، موقع قصة الإسلام، د.راغب السرجاني نسخة محفوظة 08 مارس 2009 على موقع واي باك مشين.
93. ↑  ابن عذاري؛ تحقيق ومراجعة: ج. س. كولان، إ. ليڤي بروفنسال (1983). البيان المغرب في اختصار أخبار ملوك الأندلس والمغرب، الجزء الثاني (ط. الثالثة). بيروت - لبنان: دار الثقافة. ص. 6. {{استشهاد بكتاب}}: تحقق من التاريخ في: |سنة= (مساعدة)
94. ↑  ابن أبي دينار؛ تحقيق: الشيخ محمد شمام (1387 هـ - 1967م). المؤنس في أخبار إفريقية وتونس، جـ 1 (ط. الثالثة). تونس: المكتبة العتيقة. ص. 22 - 23. {{استشهاد بكتاب}}: تحقق من التاريخ في: |سنة= (مساعدة)
95. ↑  البلاذري (1988)، فتوح البلدان، بيروت: دار ومكتبة الهلال، ج. 1، ص. 224، OCLC:1136113129، QID:Q116752858
96. ↑  ابن عذاري؛ تحقيق ومراجعة: ج. س. كولان، إ. ليڤي بروفنسال (1983). البيان المغرب في اختصار أخبار ملوك الأندلس والمغرب، الجزء الثاني (ط. الثالثة). بيروت - لبنان: دار الثقافة. ص. 8. {{استشهاد بكتاب}}: تحقق من التاريخ في: |سنة= (مساعدة)
97. ↑  معجم البلدان لياقوت الحموي - أجدابية نسخة محفوظة 26 يوليو 2017 على موقع واي باك مشين.
98. ↑  البلاذري (1988)، فتوح البلدان، بيروت: دار ومكتبة الهلال، ص. 225، OCLC:1136113129، QID:Q116752858
99. ↑  تقي الدين أحمد المقريزي؛ تحقيق: خليل المنصور (1998). المواعظ والاعتبار بذكر الخطط والآثار (الخطط المقريزية)، ج1. دار الكتب العلمية. ص. 148، 149. ISBN:978-2-7451-2244-5. مؤرشف من الأصل في 2020-07-25.
100. ↑  أبو العرب التميمي. "ص317 - كتاب المحن - ذكر ضرب محمد بن عمرو بن العاص وتخريق ثياب عمرو - المكتبة الشاملة الحديثة". المكتبة الشاملة الحديثة. مؤرشف من الأصل في 2020-07-05. اطلع عليه بتاريخ 2020-07-05.
101. ↑  ابن الأثير الجزري (1997). "الكامل في التاريخ، ثم دخلت سنة سبع وعشرين، الجزء رقم2". إسلام ويب. دار الكتاب العربي. ص. 462: 467. مؤرشف من الأصل في 2020-07-25. اطلع عليه بتاريخ 2020-07-25.
102. ↑  محمد بن جرير الطبري (1407 هـ). "تاريخ الأمم والملوك، جـ 3". الموسوعة الشاملة. دار الكتب العلمية - بيروت. ص. 68. مؤرشف من الأصل في 25 يوليو 2020. اطلع عليه بتاريخ 2020-07-25. {{استشهاد ويب}}: تحقق من التاريخ في: |سنة= (مساعدة)
103. 1 2 3 4 5 6 7 8  علي الصلابي (2007). "num":1524,"gen":0},{"name":"Fit"}%5d حقيقة الخلاف بين الصحابة في معركتي الجمل وصفين وقضية التحكيم (PDF) (ط. الأولى). القاهرة: دار ابن الجوزي. مؤرشف من الأصل (PDF) في 2020-08-08.
104. ↑  "وثيقة التحكيم بين علي بن أبي طالب رضي الله عنه ومعاوية بن أبي سفيان رضي الله عنه". الألوكة. مؤرشف من الأصل في 2018-10-17. اطلع عليه بتاريخ 2020-07-25.
105. ↑  "قصة التحكيم. - الإسلام سؤال وجواب". موقع الإسلام سؤال وجواب. مؤرشف من الأصل في 2018-11-29. اطلع عليه بتاريخ 2020-07-25.
106. ↑  مقاتل الطالبيين نسخة محفوظة 24 يناير 2020 على موقع واي باك مشين.، أبو الفرج الأصبهاني "نسخة مؤرشفة". مؤرشف من الأصل في 2020-02-22. اطلع عليه بتاريخ 2020-07-25.{{استشهاد ويب}}:  صيانة الاستشهاد: BOT: original URL status unknown (link)
107. ↑  السيرة نسخة محفوظة 24 يناير 2020 على موقع واي باك مشين. لابن حبان "نسخة مؤرشفة". مؤرشف من الأصل في 2020-02-22. اطلع عليه بتاريخ 2020-07-25.{{استشهاد ويب}}:  صيانة الاستشهاد: BOT: original URL status unknown (link)
108. ↑  إبراهيم شمس الدين (2002). قصص العرب، جـ 3 (ط. الأولى). بيروت: دار الكتب العلمية. ص. 510. مؤرشف من الأصل في 2020-07-25.
109. ↑  ابن حجر العسقلاني (1995)، الإصابة في تمييز الصحابة، تحقيق: علي محمد معوض، عادل أحمد عبد الموجود (ط. 1)، بيروت: دار الكتب العلمية، ج. 4، ص. 540، OCLC:4770581745، QID:Q116752596
110. ↑  شمس الدين الذهبي (2001). "سير أعلام النبلاء، الصحابة رضوان الله عليهم، عمرو بن العاص، الجزء رقم 3". إسلام ويب. مؤسسة الرسالة. ص. 68: 77. مؤرشف من الأصل في 2020-07-05. اطلع عليه بتاريخ 2020-07-25.
111. ↑  النووي (1996). "شرح النووي على مسلم، كتاب الإيمان، باب كون الإسلام يهدم ما قبله وكذا الهجرة والحج، الجزء رقم 2". إسلام ويب. دار الخير. ص. 303. مؤرشف من الأصل في 2020-07-26. اطلع عليه بتاريخ 2020-07-25.
112. ↑  الكامل في اللغة والأدب لأبي العباس المبرد، جزء 1 - صفحة 70 على الموسوعة الشاملة، اطلع عليه في 26 يوليو 2020 نسخة محفوظة 2020-07-29 على موقع واي باك مشين.
113. ↑  "مزايا ومناقب عمرو بن العاص - إسلام ويب - مركز الفتوى". إسلام ويب. مؤرشف من الأصل في 2020-07-26. اطلع عليه بتاريخ 2020-07-26.
114. ↑  أبو عبد الله الحاكم النيسابوري (1998). "المستدرك على الصحيحين، كتاب معرفة الصحابة رضي الله تعالى عنهم، كان عمرو بن العاص يخضب بالسواد، الجزء رقم2". إسلام ويب. دار المعرفة. ص. 569. مؤرشف من الأصل في 2020-07-18. اطلع عليه بتاريخ 2020-07-18.
115. ↑  جلال الدين السيوطي (1967)، حسن المحاضرة في تاريخ مصر والقاهرة، تحقيق: محمد أبو الفضل إبراهيم، القاهرة: دار إحياء الكتب العربية، ج. 1، ص. 153، QID:Q121076344 – عبر المكتبة الشاملة
116. 1 2 3  النووي (1996). "شرح النووي على مسلم، كتاب الصيام، باب فضل السحور وتأكيد استحبابه واستحباب تأخيره وتعجيل الفطر، الجزء رقم7". إسلام ويب. دار الخير. ص. 168. مؤرشف من الأصل في 2020-07-20. اطلع عليه بتاريخ 2020-07-20.
117. 1 2  شمس الدين الذهبي؛ تحقيق: مصطفى عبد القادر عطا (2006). تاريخ الإسلام ووفيات المشاهير والأعلام جـ 2. دار الكتب العلمية. ص. 267، 268. مؤرشف من الأصل في 2020-07-18.
118. ↑  ابن عساكر؛ دراسة وتحقيق: علي شيري. "تاريخ مدينة دمشق، جـ 46". المكتبة الشيعية. دار الفكر للطباعة والنشر والتوزيع. ص. 149. مؤرشف من الأصل في 2020-07-20. اطلع عليه بتاريخ 2020-07-20.
119. 1 2 3 4  شمس الدين الذهبي (2001). "سير أعلام النبلاء، الصحابة رضوان الله عليهم، عمرو بن العاص، الجزء رقم2". إسلام ويب. مؤسسة الرسالة. ص. 55: 67. مؤرشف من الأصل في 2020-07-18. اطلع عليه بتاريخ 2020-07-18.
120. ↑  "معنى أرطبون وحكم التسمية به - إسلام ويب - مركز الفتوى". إسلام ويب. مؤرشف من الأصل في 2020-07-18. اطلع عليه بتاريخ 2020-07-18.
121. 1 2  "موسوعة الحديث، معلومات عن الراوي عمرو بن العاص". الموسوعة الحديثية. مؤرشف من الأصل في 2020-07-18. اطلع عليه بتاريخ 2020-07-18.
122. ↑  ابن تغري بردي؛ تعليق: محمد حسين شمس الدين (1 يناير 1992). النجوم الزاهرة في ملوك مصر والقاهرة ج1. دار الكتب العلمية. ص. 43. ISBN:978-2-7451-1567-6. مؤرشف من الأصل في 2020-07-20.
123. ↑  ابن أبي الحديد؛ تحقيق: محمد أبو الفضل إبراهيم. "شرح نهج البلاغة، ج 6". المكتبة الشيعية. دار الحياء الكتب العربية عيسى البابي الحلبي وشركاه. ص. 307. مؤرشف من الأصل في 2020-07-25. اطلع عليه بتاريخ 2020-07-20.
124. ↑  "السيرة النبوية (ابن هشام)، غزوة أحد، ذكر ما قيل من الشعر يوم أحد، الجزء رقم2". إسلام ويب. مؤسسة علوم القرآن. ص. 144. مؤرشف من الأصل في 2020-07-20. اطلع عليه بتاريخ 2020-07-20.
125. ↑  محمد بن عبد الرحمن بن عبد الرحيم المباركفوري. "تحفة الأحوذي، كتاب المناقب، باب مناقب عمرو بن العاص رضي الله عنه، الجزء رقم 10". إسلام ويب. دار الكتب العلمية. ص. 231. مؤرشف من الأصل في 2020-07-26. اطلع عليه بتاريخ 2020-07-26.
126. ↑  محمد بن عبد الرحمن بن عبد الرحيم المباركفوري. "تحفة الأحوذي، كتاب المناقب، باب مناقب عمرو بن العاص رضي الله عنه، الجزء 10". إسلام ويب. دار الكتب العلمية. ص. 232. مؤرشف من الأصل في 2020-07-26. اطلع عليه بتاريخ 2020-07-26.
127. ↑  أبو الحسن نور الدين محمد بن عبد الهادي السندي (2008). "حاشية مسند الإمام أحمد بن حنبل، مسانيد المقلين، عمرو بن العاص، الجزء رقم10". إسلام ويب. وزارة الأوقاف والشؤون الإسلامية بدولة قطر. ص. 369. مؤرشف من الأصل في 2020-07-26. اطلع عليه بتاريخ 2020-07-26.
128. ↑  المجلسي. "بحار الأنوار، ج 33". المكتبة الشيعية. ص. 225. مؤرشف من الأصل في 2020-07-26. اطلع عليه بتاريخ 2020-07-26.
129. ↑  ابن مزاحم المنقري؛ تحقيق وشرح: عبد السلام محمد هارون (1382 هـ). "وقعة صفين". المكتبة الشيعية. المؤسسة العربية الحديثة للطبع والنشر. ص. 38. مؤرشف من الأصل في 26 يوليو 2020. اطلع عليه بتاريخ 2020-07-26. {{استشهاد ويب}}: تحقق من التاريخ في: |تاريخ= (مساعدة)
130. ↑  عبد الحسين الأميني. "كتاب الغدير ـ الجزء الثاني: 121 ـ 130". alkafeel.net. مؤرشف من الأصل في 2020-07-26. اطلع عليه بتاريخ 2020-07-26.
131. ↑  عمرو بن بحر الجاحظ (1423 هـ). المحاسن والأضداد. بيروت: دار الهلال. ص. 141. {{استشهاد بكتاب}}: تحقق من التاريخ في: |تاريخ= (مساعدة)
132. ↑  دلالات وشائج الوحدة الوطنية، بقلم : أ.د. نبيل لوقا بباوي، جريدة الأهرام المصرية، 15 مارس 2001م، العدد 41737 نسخة محفوظة 16 يوليو 2011 على موقع واي باك مشين.
133. ↑  منسى يوحنا (1924). كتاب تاريخ الكنيسة القبطية (ط. الأولى). القاهرة - مصر: مطبعة اليقظة. ص. 379 - 380. {{استشهاد بكتاب}}: تحقق من التاريخ في: |سنة= (مساعدة)
134. ↑  معابر: المسيحيون في الشرق قبل الإسلام. بقلم: إدمون رباط نسخة محفوظة 05 مارس 2016 على موقع واي باك مشين.
135. ↑  النيقوسي، الأسقف يوحنا؛ ترجمة وتحقيق: د. عمر صابر أحمد عبد الجليل (2000). تاريخ مصر ليوحنا النيقوسي: رؤية قبطية للفتح الإسلامي (ط. الأولى). القاهرة - مصر: عين للدراسات والبحوث الإنسانية والاجتماعية. ص. 560. {{استشهاد بكتاب}}: تحقق من التاريخ في: |سنة= (مساعدة)
136. ↑  هل رحب الأقباط بالفتح العربي؟ بقلم الأب بيجول باسيلي نسخة محفوظة 01 2يناير8 على موقع واي باك مشين.
137. ↑  محمد بن سعد البغدادي. "الطبقات الكبرى، جـ 8". المكتبة الشيعية. دار صادر. ص. 269. مؤرشف من الأصل في 2019-12-22. اطلع عليه بتاريخ 2020-07-15.
138. ↑  ابن حجر العسقلاني (1995)، الإصابة في تمييز الصحابة، تحقيق: علي محمد معوض، عادل أحمد عبد الموجود (ط. 1)، بيروت: دار الكتب العلمية، ج. 6، ص. 23-24، OCLC:4770581745، QID:Q116752596
139. ↑  شمس الدين الذهبي (2001). "سير أعلام النبلاء، الصحابة رضوان الله عليهم، أم كلثوم، الجزء رقم2". إسلام ويب. مؤسسة الرسالة. ص. 276، 277. مؤرشف من الأصل في 2020-07-15. اطلع عليه بتاريخ 2020-07-15.
140. ↑  ابن الأثير الجزري (1994)، أسد الغابة في معرفة الصحابة، تحقيق: عادل أحمد عبد الموجود، علي محمد معوض (ط. 1)، بيروت: دار الكتب العلمية، ج. 3، ص. 345-346، OCLC:4770581728، QID:Q116752568
141. ↑  ابن عبد البر، يوسف (1992). كتاب الاستيعاب في معرفة الأصحاب (ط. 1). دار الجيل. ج. 3. ص. ١٣٧٥. مؤرشف من الأصل في 2021-09-24. اطلع عليه بتاريخ 2021-09-17.
142. ↑  أبو محمد علي بن أحمد بن سعيد بن حزم الأندلسي (1962). جمهرة أنساب العرب. القاهرة: دار المعارف. ص. 163. مؤرشف من الأصل في 2023-03-05.
143. ↑  شمس الدين الذهبي (2006). سير أعلام النبلاء. دار الحديث. ص. 493. مؤرشف من الأصل في 2023-10-01.
144. ↑  أبو محمد الحسن بن أحمد الهمداني (1884م). صفة جزيرة العرب. مطبعة بريل. ص. 120. مؤرشف من الأصل في 2023-09-12.
145. ↑  "قصة زواجه وأزمة قلبية أنهت مشواره.. 12 معلومة عن الراحل محمد وفيق". مصراوي.كوم. مؤرشف من الأصل في 2019-12-07. اطلع عليه بتاريخ 2020-07-05.
146. ↑  "وفاة الفنان حمزة الشيمي .. وتشييع الجنازة بعد صلاة الجمعة من مسجد السيدة نفيسة". بوابة الأهرام. مؤرشف من الأصل في 2020-07-05. اطلع عليه بتاريخ 2020-07-05.
147. ↑  طاقم العمل: مسلسل - الكعبة المشرفة - 1981، مؤرشف من الأصل في 2019-12-07، اطلع عليه بتاريخ 2020-07-05
148. ↑  عمرو بن العاص - مسلسل - 1983 - طاقم العمل، فيديو، الإعلان، صور، النقد الفني، مواعيد العرض نسخة محفوظة 22 أبريل 2016 على موقع واي باك مشين.
149. 1 2 3 4  "في ذكرى فتح عمرو بن العاص مصر.. تعرف على الأعمال الفنية التى رصدت 'فاتح المحروسة' على الشاشة". صدى البلد. 16 أبريل 2016. مؤرشف من الأصل في 2018-11-22. اطلع عليه بتاريخ 2020-07-05.
150. ↑  طاقم العمل: مسلسل - الوعد الحق - 1993، مؤرشف من الأصل في 2019-09-02، اطلع عليه بتاريخ 2020-07-05
151. ↑  "نور الشريف رجل الأقدار.. "عمر بن عبدالعزيز" و"هارون الرشيد" و"لن أعيش في جلباب أبى".. و"حضرة المتهم أبى" أعمال درامية مميزة في مسيرة الفنان الراحل .. قدم مجموعة من الوجوه الجديدة منهم أحمد زاهر وحلا شيحة". اليوم السابع. 18 مايو 2019. مؤرشف من الأصل في 2019-05-18. اطلع عليه بتاريخ 2020-07-05.
152. ↑  طاقم العمل: فيلم - الخوافي والقوادم في نصرة الإسلام - 2009، مؤرشف من الأصل في 2020-03-20، اطلع عليه بتاريخ 2020-07-05
153. ↑  مسلسل - القعقاع بن عمرو التميمي - 2010 طاقم العمل، فيديو، الإعلان، صور، النقد الفني، مواعيد العرض، مؤرشف من الأصل في 2018-11-23، اطلع عليه بتاريخ 2020-07-05
154. ↑  طاقم العمل: مسلسل - رايات الحق - 2010، مؤرشف من الأصل في 2018-01-16، اطلع عليه بتاريخ 2020-07-05
155. ↑  "محمد القباني : الفنان المثقف لا يرضى بالادوار الهابطة". جريدة الدستور الاردنية. مؤرشف من الأصل في 2020-07-05. اطلع عليه بتاريخ 2020-07-05.
156. ↑  "في ذكرى مقتل أسد الله.. 'حمزة' الحاضر دراميا اليتيم سينمائيا.. 'وغيث' و'ياخور' أشهر من جسدوه على الشاشة". صدى البلد. 23 مارس 2015. مؤرشف من الأصل في 2020-07-05. اطلع عليه بتاريخ 2020-07-05.
157. ↑  عبد المؤمن أبو العينين خفيشة (2006م). الغضن الندي في سيرة الإمام الحسن بن علي (PDF). مبرة الآل والأصحاب - الكويت. ص. 26. مؤرشف من الأصل (PDF) في 15 ديسمبر 2019. {{استشهاد بكتاب}}: تحقق من التاريخ في: |سنة= (مساعدة)
158. ↑  "أَبْلَج - موسوعات لسان نت للّغة العربية - Lisaan.net". lisaan.net. مؤرشف من الأصل في 2017-09-23. اطلع عليه بتاريخ 2019-03-15.

### بِلُغاتٍ أجنبيَّة
1. ↑  Ostrogorsky، George (1969)، History of the Byzantine State، Rutgers University Press، ص. 45، ISBN:978-0-8135-1198-6، مؤرشف من الأصل في 2016-06-10
2. ↑  La Chronique de Jean de Nikioû, Zotenberg, H., 1883. p: 437
3. ↑  La Chronique de Jean de Nikioû, Zotenberg, H., 1883. p: 438
4. ↑  Ostrogorsky, George Alexandrovič (1969). History of the Byzantine state. translated from the German by Joan Hussey ; with a foreword by Peter Charanis. New Brunswick, NJ: Rutgers University. ص. 101. ISBN:0813505992.
5. ↑  La Chronique de Jean de Nikioû, Zotenberg, H., 1883. p: 450 - 451

## وصلات خارجية
- إسلام عمرو بن العاص وخالد بن الوليد، الروض الأنف، موقع الإسلام.
- عمرو بن العاص، فاتح مصر، موقع قصة الإسلام.
- عمرو بن العاص وفتح مصر، موقع الألوكة.